# نمادهای ملی ایران
نمادهای ملی ایران دربرگیرنده نمادهایی است که در میان مردمان ایران گرامی داشته می‌شود.

## نمادهای تاریخی

درفش شهباز، نشان  کوروش بزرگ
درفش شهباز، نشان کوروش بزرگ(نسخه دیگر)
نشان فروهر
شیر و خورشید
درفش کاویانی

### فر کیانی و فروهر
معمولاً این نماد با نماد فروهر اشتباه گرفته می‌شود.
فروهر فره ایزدی در نزد ایرانیان باستان سلطنت عطیه ای الهی شمرده می‌شد زیرا باور داشتند اهورا مزدا، شاه را توسط نیرویی معنوی که آن را ” خورنه، خورنو / xvareno ” یا «فرّ شاهی» می‌گفتند برمی‌گزیند و تا زمانی که از وی خشنود باشد این فرّه ایزدی برقرار می‌ماند. از این رو پادشاه مظهر قدرت خداوند و مهر و قهر او و نماینده اراده ملت به‌شمار می‌رفت و مردم او را خدایگان و سایه خدا می‌خواندند و او خود را حاکم مطلق و مالک‌الرقاب مردم می‌دانست. در این میان تنها محدودیت قدرت پادشاه، به ذات حاکم مطلقی که مقامش مافوق بشر بود، بستگی داشت.
نوری که از خدای تعالی بر خلایق فایز شود که به وسیلهٔ آن قادر شوند به ریاست و حرفتها و صنعت‌ها. (برهان: خوره). رجوع به فره و خوره و نیز رجوع به حاشیهٔ برهان چ معین ذیل لغت خوره شود.
در همه کتیبه‌های هخامنشی به این امر که سلطنت موهبتی الهی است و از سوی اهورا مزدا به ایشان عطا گردیده، اشاره شده است «اهورامزداست که داریوش را شاه کرد. اهورا مزداست که کشور بزرگ به او ارزانی داشت» کسی می‌توانست به جایگاه ” ظل الهی ” برسد که دارای فره ایزدی باشد.
«فروهر» یا نام اصلی آن «فره وهر» (Farahvahar) در اصل نام آریایی «روح» در زبان عربی است. بیش از چهار هزار و پانصد سال پیش، زمانی که کمابیش همه مردمان کرهٔ زمین سرگرم بت‌پرستی بودند و همه هستی انسان را تنها و تنها همین کالبد خاکی و فانی می‌دانستند، درست در همین زمان، آریاییان باستان باور داشتند انسان به جز کالبد خاکی دارای روح بوده و پس از مرگ، این روح از بدن فانی جدا شده و به جای دیگری رفته و به زندگی اش ادامه می‌دهد، زرتشتیان این منزلگاه پس از مرگ روح را «اختران» می‌نامیدند.

### درفش کاویانی
درفش کاویانی در اساطیر ایران، به قیام کاوه آهنگر علیه ظلم و ستم آژی‌دَهاک (ضحاک) برمی‌گردد. درفش کاویانی همواره در کشاکش جنگهای ایران و انیران، جایگاه بسیار حیاتی و والایی داشت. اهمیّت این درفش تا اندازه‌ای بود که گاه ادامه نبرد بدون افراختن آن ممکن نبود و ایرانیان حتّی اگر به دندان هم شده، می‌کوشیدند تا آن را در جنگ افراخته نگه دارند. از دیگر سو، تورانیان نیز به خوبی با جایگاه خطیر آن آشنا بودند و با دیدن حتّی پاره‌ای از آن، آشکارا فریاد برمی‌آورند «که نیروی ایران بدو اندر است» و از این رو در پی آن برمی‌آمدند که با تصاحب درفش پاره، ایرانیان را کاملاً شکست دهند.
تاریخ طبری می‌نویسد که درفش کاویانی از پوست شیر بود و پادشاهان آنرا به زیب و زیور بیاراستند و زر و سیم و گوهر بر آن پوشاندند، آن را " اختر کاویان" نیز می‌نامند که جز در کارهای بزرگ نمی‌آورند و جز برای شاهزاده‌ای که به کارهای بزرگ فرستاده می‌شد، برنمی‌افراشتند
مسعودی در " مروج الذهب " آن را از پوست پلنگ می‌داند که بر چوبهای بلند می‌آویختند.
او درازیش را دوازده و پهنایش را هشت آرش نوشته است هر آرش از نوک انگشت تا آرنج دست در " برهان قاطع " و " فرهنگ جهانگیری" آمده است که درفش کاویانی چرمی از پوست پلنگ یا ببر بوده که آهنگران هنگام کار بر میان می‌بستند و کاوه آهنگر آن را بر سر نیزه کرد و به نبرد با ضحاک پرداخت. استاد " اسکارمن" می‌نویسد که از سنجش سه بن مایه به دست آمده، تخته‌سنگ کنده‌کاری شده پمپیی، سکه‌های دودمان " فرته کاره " و شاهنامه فردوسی چنین برمی آید که درفش کاویانی تکه چرمی پاره چهارگوشی بوده که بر بالای یک نیزه آویخته شده و نوک نیزه از پشت آن بسوی بالا نمودار بوده ست.
بر روی این چرم آراسته به پرنیان و ابریشم و گوهرهای ناب، ستاره ای می‌درخشیده است. این درفش چهار پره داشته است که در هسته آن دایره کوچکی دیده می‌شود و دربالای آن همین دایره به چشم می‌خورد. در بخش پایینی چرم، چهار رشته نوار به رنگهای گوناگون سرخ و زرد و بنفش آویخته شده است که در نوک آنها گوهرهای ناب آویزان می‌باشند.
در نمایشگاه باستانی لوور پاریس در بخش ایران کاسه‌هایی یافت می‌شوند که در ته آن درفش کاویانی کشیده شده و بر روی آنها نوشته شده است: ۴۶۰۰ سال پیش از زادروز مسیح؛ بدینگونه دست کم کهن بودن درفش کاویانی تا ۶۶۰۰ سال پیش میرد. فردوسی بزرگ زمان درفش کاویانی را با احتساب نخستین شاهنشاهی ایرانی (پیشدادی و کیانی) در همین حدود دانسته است.
فردوسی بزرگ:
| میان سپاه کاویانی درفش   |  | به پیش اندرون تیغهای بنفش |
| درفش شاه با بوق و کوس    |  | پدید آمد و شد زمین آبنوس  |
| یکی زرد خورشید پیکر درفش |  | سرش ماه زرین غلافش بنفش   |

### شیر و خورشید

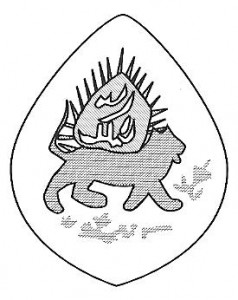
مهر شاهنشاهی نادرشاه افشار

شیر و خورشید از نمادهای کهن در ایران است که تا پیش از انقلاب ۱۳۵۷ به صورت رسمی مورد استفاده بود. شیر و خورشید با ستاره بینی پیوند داشته است و یادآور خورشید در صورت فلکیِ اسد (شیر) در منطقةالبروج بوده است.
شیروخورشید یک نماد بسیار جاافتاده و نامی است و نخستین بار در سکه‌های ایرانی دوران سلجوقیان دیده شد و برای اولین بار امپراتوری گورکانی از این نماد در پرچم خود استفاده کرد. نخستین بار در زمان صفوی پرچمِ شیروخورشید نشان، پرچم رسمی شاهنشاهی ایران شد.
نشان شیر و خورشید در هر دودمانی از تاریخ ایران به گونه‌های مختلفی تعبیر شده است. در آغاز تنها یک نشان ویژه اخترشناسان بوده، و نه نماد حکومتی. در دوران صفویه، این نشان تعبیری شیعی-ایرانی پیدا می‌کند. از زمان شاهان پس از آقامحمدخان قاجار و هم‌زمان با دگرگونی‌های فکری و اجتماعی در آن هنگام، تعبیر شیعی این نشان رفته‌رفته کمرنگ شد.
قدیمی‌ترین پرچم شیر و خورشید دار شناخته شده به سال ۸۲۶ هجری قمری (حدود ۱۴۲۳ میلادی) هم‌زمان با دورهٔ تیموریان بر می‌گردد. این پرچم در مینیاتوری از شهنامه چنگیزی (منظومه‌ای دربارهٔ جهانگشایی مغولان) به تصویر کشیده شده است. این مینیاتور که حمله مغولان به حصار شهر نیشابور را نشان می‌دهد. سربازان مغول را نشان می‌دهد که پرچمی با نشان شیر و خورشید در کنار پرچمی دیگر با نشان هلال ماه حمل می‌کنند.

### نماد ماه و ستاره
ماه نماد امپراتوری ساسانی ایران بود و به گونه‌ای چشمگیر بر روی تاج شاهان آن نمود دارد.
همچنین این نشان در سکه‌های اشکانی، پادشاهی آکسوم و نقش‌برجسته گل گل ملکشاهی در استان ایلام (ایران) از آنِ شاه آشوری دیده می‌شود.

## نمادهای اساطیری

نشان سیمرغ در دوران ساسانی
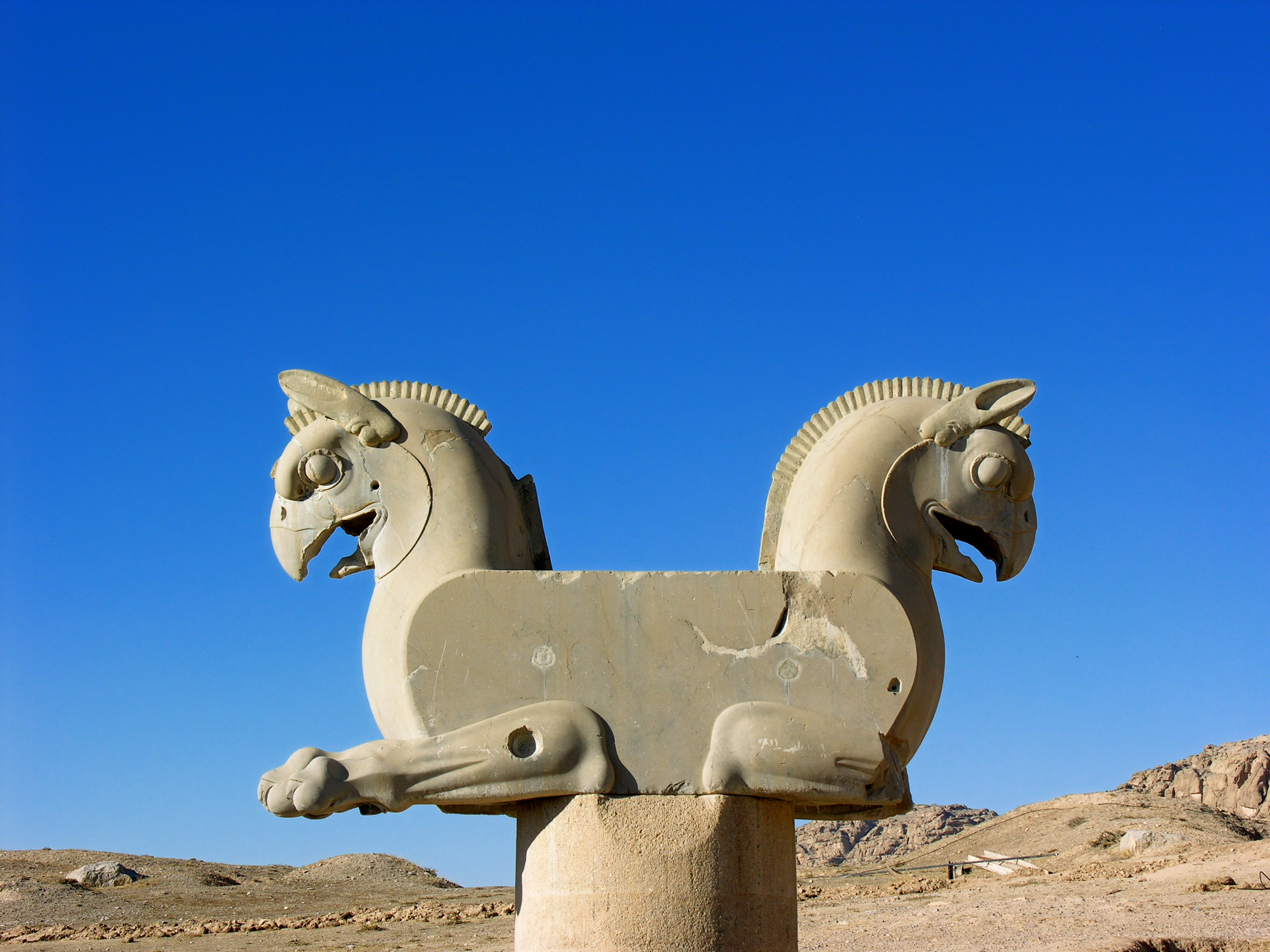
شیردال
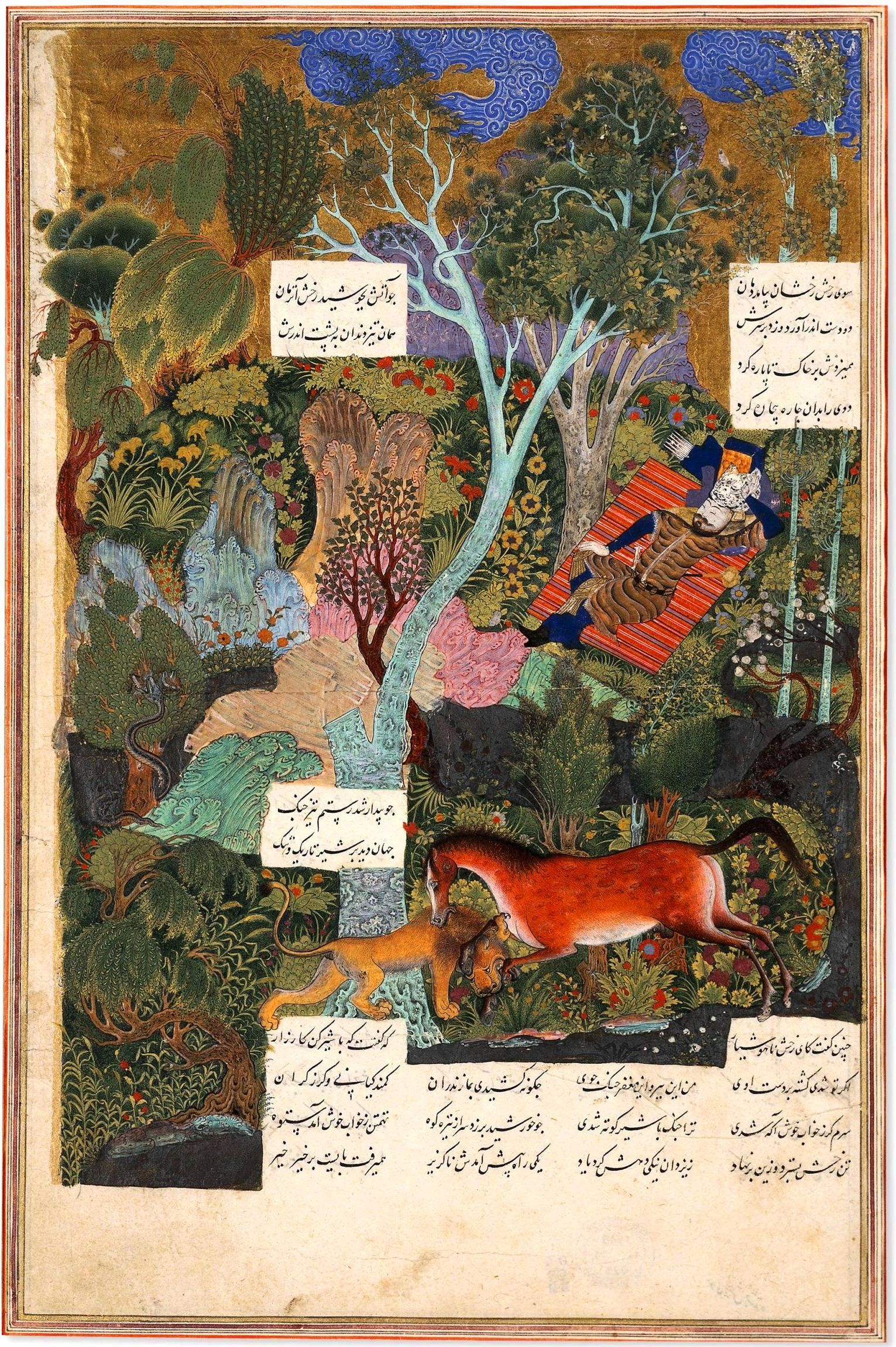
رخش
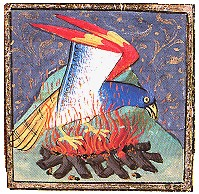
ققنوس
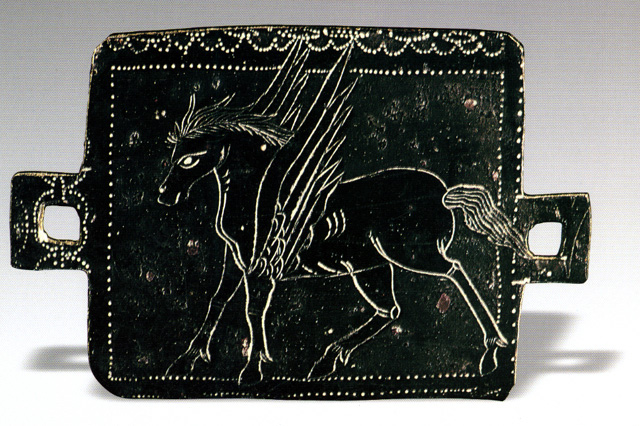
پگاسوس

### آناهیتا
آناهیتا الهه آب ایران باستان و به عنوان الههٔ باروری، بانوی جانوران و الهه رقص مقدس شناخته شده است. آناهیتا بر آب‌ها حکمرانی می‌کرد و ستاره‌ها و سرنوشت تحت فرمان او بودند. او اصل خلاقیت زنانه را به تصویر می‌کشد. آناهیتا بال دارد و شیرهایی قدرتمند او را همراهی می‌کنند و اغلب مزین‌شده به تاجی از ستارگان به تصویر کشیده می‌شود. او همچنین با دریاچه‌ها، رودخانه‌ها و آب‌های تولد همراه است. او حامی زنان و الههٔ جنگ است. آناهیتا به معنای «فرد پاکدامن» است. او به عنوان یک باکره به تصویر کشیده شده است، یک ردای طلایی و کلاه پادشاهی الماس نیز دارد. حیوانات مقدس او کبوتر و طاووس هستند. در ایران باستان، آناهیتا بسیار محبوب بود و به عنوان یکی از الهه‌های بزرگ که در بسیاری از ادیان شرقی وجود دارند، محسوب می‌شود.

### سیمرغ
سیمرغ نام پرنده‌ای اسطوره‌ای در ایران باستان است. این موجود، غول پیکر، بالدار و مؤنث معمولاً به داشتن یک بدن پوشیده از پولک، همراه با سر سگ، پنجهٔ شیر و بال طاووس توصیف می‌شود. همچنین گاهی‌اوقات با چهرهٔ یک انسان تصویر می‌شود.
سیمرغ یک شخص محافظ خیراندیش با قدرت محافظتی و شفا بوده است. او بزرگ‌ترین ایزدبانوی ایران است و اعتقاد بر این بوده که آب و زمین را تمیز می‌کند و باروری را به ارمغان می‌آورد. این موجود همچنین به عنوان رسول یا واسطهٔ بین آسمان و زمین و نماد اتحاد آنها دیده می‌شود. سیمرغ اغلب در ادبیات کلاسیک و مدرن ایرانی ذکر می‌شود و به‌طور خاصی در عرفان صوفی به عنوان یک استعاره برای خدا مورد استفاده قرار می‌گیرد.
این پرنده اسطوره‌ای در چند داستان قدیمی از خلقت وجود دارد. با توجه به افسانه‌های ایرانی، سیمرغ بسیار پیر بوده است، تا بدان جا که نابودی جهان را سه بار دیده است.

### شیردال
شیردال یا گریفین (در پارسی میانه: بَشکوچ)
گریفین یک کیمرا یا یک موجود اسطوره‌ای ترکیبی است. این موجود افسانه‌ای دارای بدن شیر و بال و سر عقاب است؛ بنابراین پادشاه حیوانات و پرندگان را به تصویر می‌کشند. آنها همچنین ممکن است گوش اسب داشته باشند. گریفین‌ها که از قدیم‌الایام به حفاظت از گنجینه‌ها و دارایی‌ها شناخته شده‌اند، محافظانی در برابر شر، سعایت و جادو نیز هستند. گریفین که در برخی از کلیساها مجسمه‌اش ساخته شده، در نمادپردازی مسیحی شناخته شده است و هم الوهیت و هم انسان را به تصویر می‌کشد.
در نشان‌شناسی (هرالدی) گریفین‌ها به معنای شجاعت، رهبری و قدرت هستند. آن‌ها با شکلی خشن به تصویر کشیده شده‌اند، اما در طول قرن‌ها همواره مورد احترام بوده‌اند. آن‌ها به‌طور مرتب روی کت‌ها، بازوها، پرچم‌های خانواده‌های با اصالت و مشهور مهم در اروپا ظاهر می‌شوند. ریشهٔ این موجود اسطوره‌ای جذاب از اروپای غربی به لبه‌های شرقی شبه قاره هند و فراتر از آن می‌رسد.
گریفین‌های قدرتمند و با شکوه، وظیفهٔ محافظت از طلا و گنج را داشته‌اند. در دوران قرون وسطا، آن‌ها به عنوان نماد ازدواج تک‌همسری در نظر گرفته می‌شدند. آن‌ها وفاداری را تحسین می‌کردند. گریفین‌ها به شدت به شریک زندگی خود وفادار بودند، و در صورت مرگ همسر ابداً ازدواج نمی‌کردند. آن‌ها کم‌کم تبدیل به نمادی از عیسی هم شدند زیرا می‌توانستند در هوا و زمین به راحتی حضور داشته باشند که این ماهیت انسانی و الهی مسیح را نشان می‌دهد.
گریفین‌ها هم قدرت و هم خرد را نشان می‌دهند. آن‌ها معمولاً در طول جنگ مرتبط با قدرت هستند. جمهوری جنوا در قرون وسطی، از گریفن‌ها به عنوان نمادی از تمام قایق‌های دریانوردی خود استفاده می‌کرد.

### هما
پرندهٔ هما یک موجود افسانه‌ای و خیالی از قصه‌های صوفی است. این پرنده هرگز فرود نمی‌آید و تمام عمرش را در آسمان سپری می‌کند. این پرنده در فاصلهٔ بسیار زیادی از زمین پرواز می‌کند، به طوری که دیدن آن با استفاده از چشم انسان غیرممکن است. هما به عنوان پرندهٔ شانس و سعادت نیز نامیده می‌شود و موجودی مهربان و نماد شادی است. با توجه به افسانه‌های صوفی، هنگامی که انسان نگاهی اجمالی به هما و حتی سایهٔ آن داشته باشد، در باقی زندگی خوشبختی همراه او خواهد بود.
عنایت خان از مؤسسین صوفی‌گری، ابعاد معنوی این پرنده را به تصویر می‌کشد. یه گفتهٔ او، بعد روحانی این پرنده نمایانگر به اوج رسیدن یک تفکر است، اوجی که تمام مرزها را در هم می‌شکند. «هُما» به زبان فارسی به معنای پرنده افسانه‌ای است. در زمان‌های قدیم اعتقاد بر این بود که اگر این موجود افسانه‌ای روی سر یک فرد بنشیند، خوش‌شانسی به آن فرد روی می‌آورد و او پادشاه می‌شود. در کلمه هما، دو بخش وجود دارد هو به معنای روح و کلمهٔ “ماً یک کلمهٔ عربی که به معنای آب است.
در سنت‌های قدیم اعتقاد بر این بود که زرتشت از درخت هما متولد شد چرا که آیه‌ای از کتاب مقدس می‌گوید: «به غیر از مردی که از آب و روح متولد شده است، هیچ‌کس نمی‌تواند به پادشاهی خداوند وارد شود».
در برخی از نسخه‌های تغییر یافته، پرندهٔ هما شبیه ققنوس است. این پرنده پس از گذشت چند صد سال، خود را در آتش می‌سوزاند و از خاکستر خود دوباره متولد می‌شود. این پرنده همچنین به عنوان مرغ بهشت نامیده می‌شود. هما شامل ویژگی‌های فیزیکی هم مرد و هم زن در یک بدن است و یک بال و یک پا دارد. چنان‌چه افسانه‌ها توضیح می‌دهند، گرفتن پرندهٔ هما غیرممکن است. با توجه به مذهب صوفی، پرنده هما را نمی‌توان زنده اسیر کرد و فردی که آن را می‌کشد، در عرض چهل روز می‌میرد.

## طبیعت
- خلیج فارس
- البرز

### کوه دماوند
کوه دماوند بلندترین قله در ایران و سراسر خاورمیانه است. دماوند یک آتشفشان فعال است و در اسطوره‌های ایرانی و داستان‌های قومی بسیار نمایان است. این کوه به عنوان یک نماد پایداری ایران در برابر حکومت‌های بیگانه در نظر گرفته می‌شود. کوه دماوند در قسمت پشت اسکناس ۱۰۰۰۰ ریالی چاپ شده است.

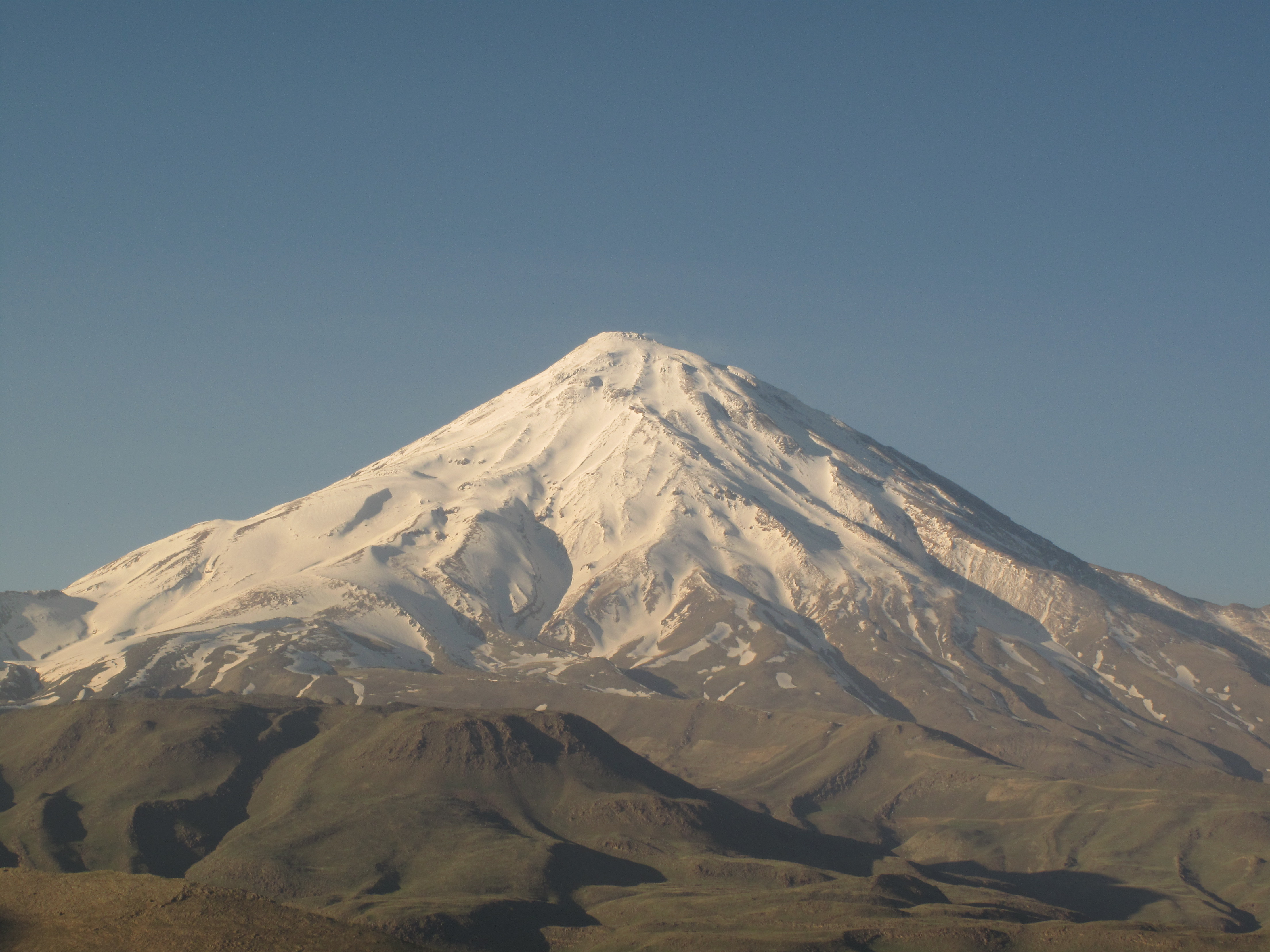
کوه دماوند از نمادهای ملی ایران

### جانوران

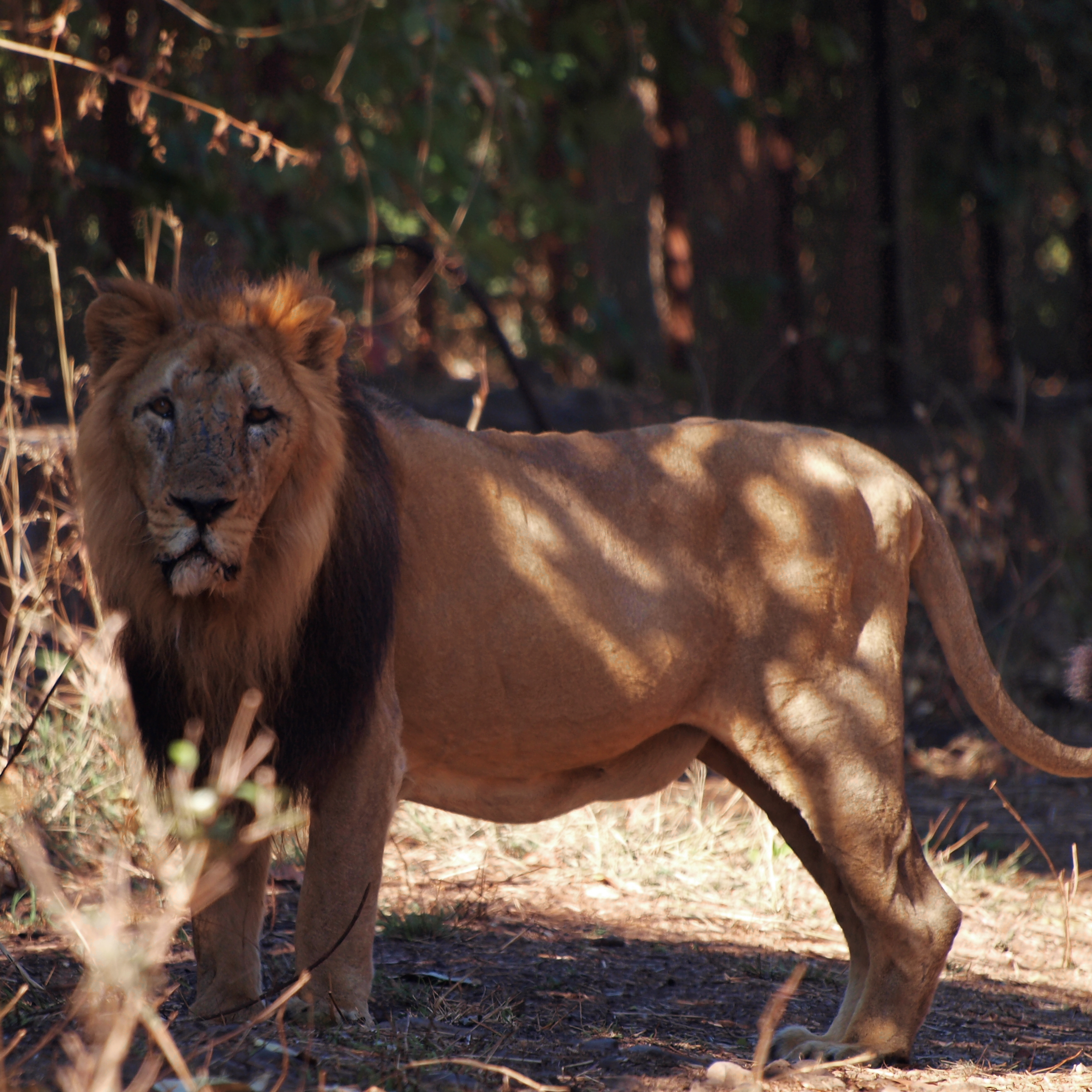
شیر آسیایی
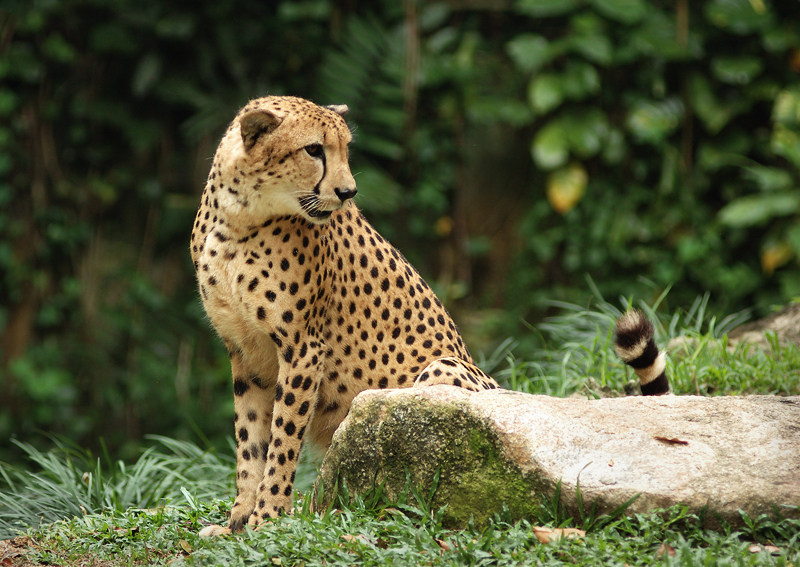
یوزپلنگ آسیایی
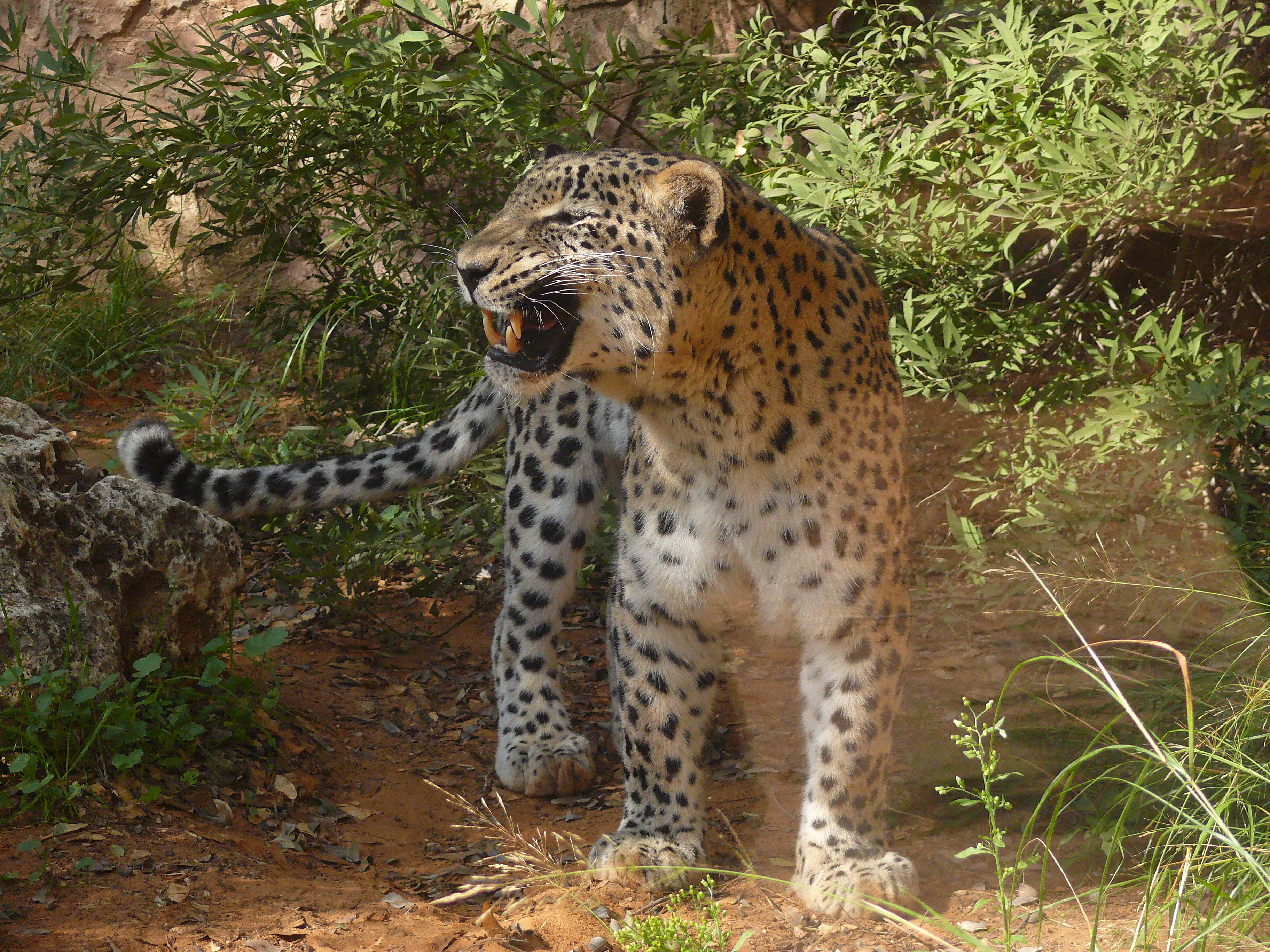
پلنگ ایرانی
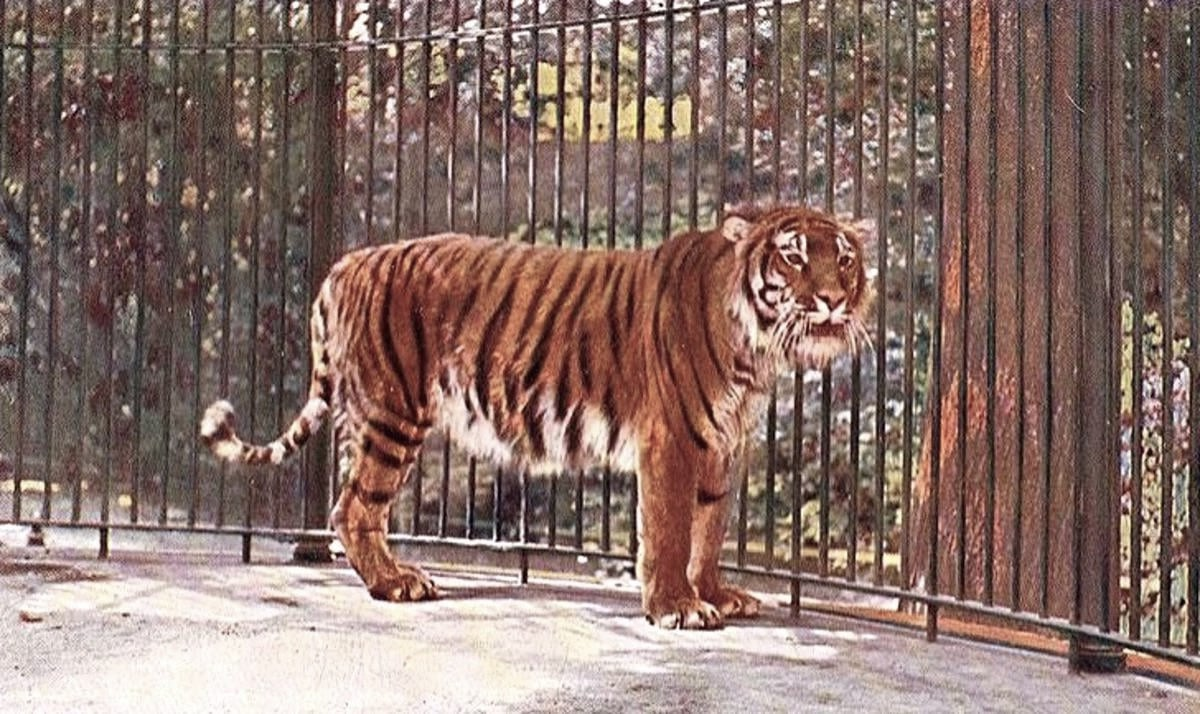
ببر ایرانی
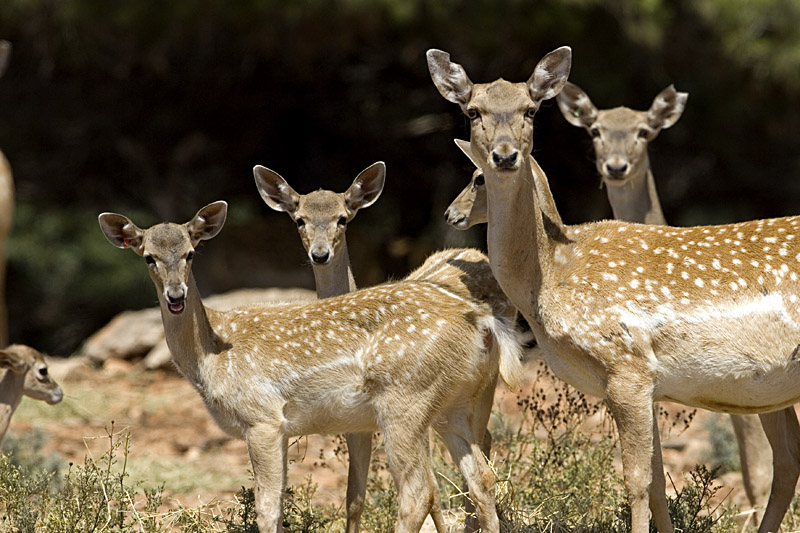
گوزن زرد ایرانی
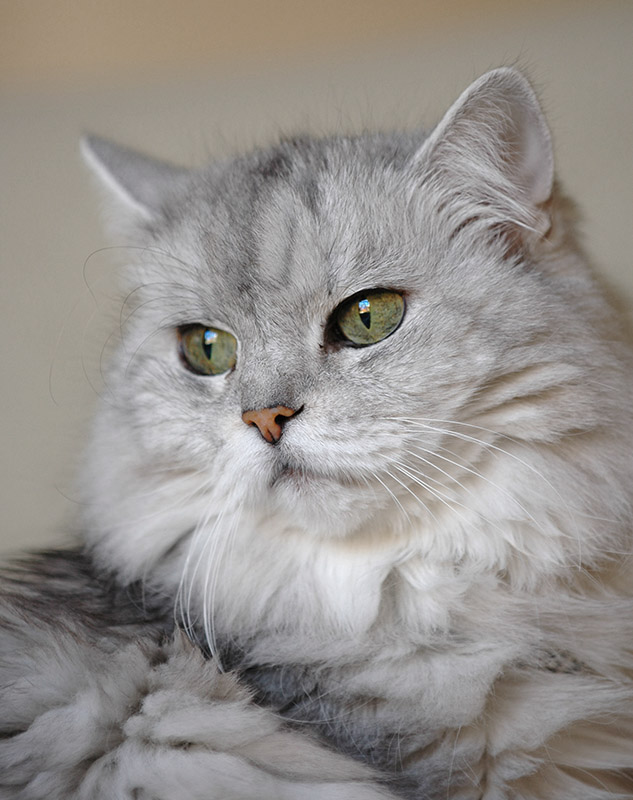
گربه ایرانی
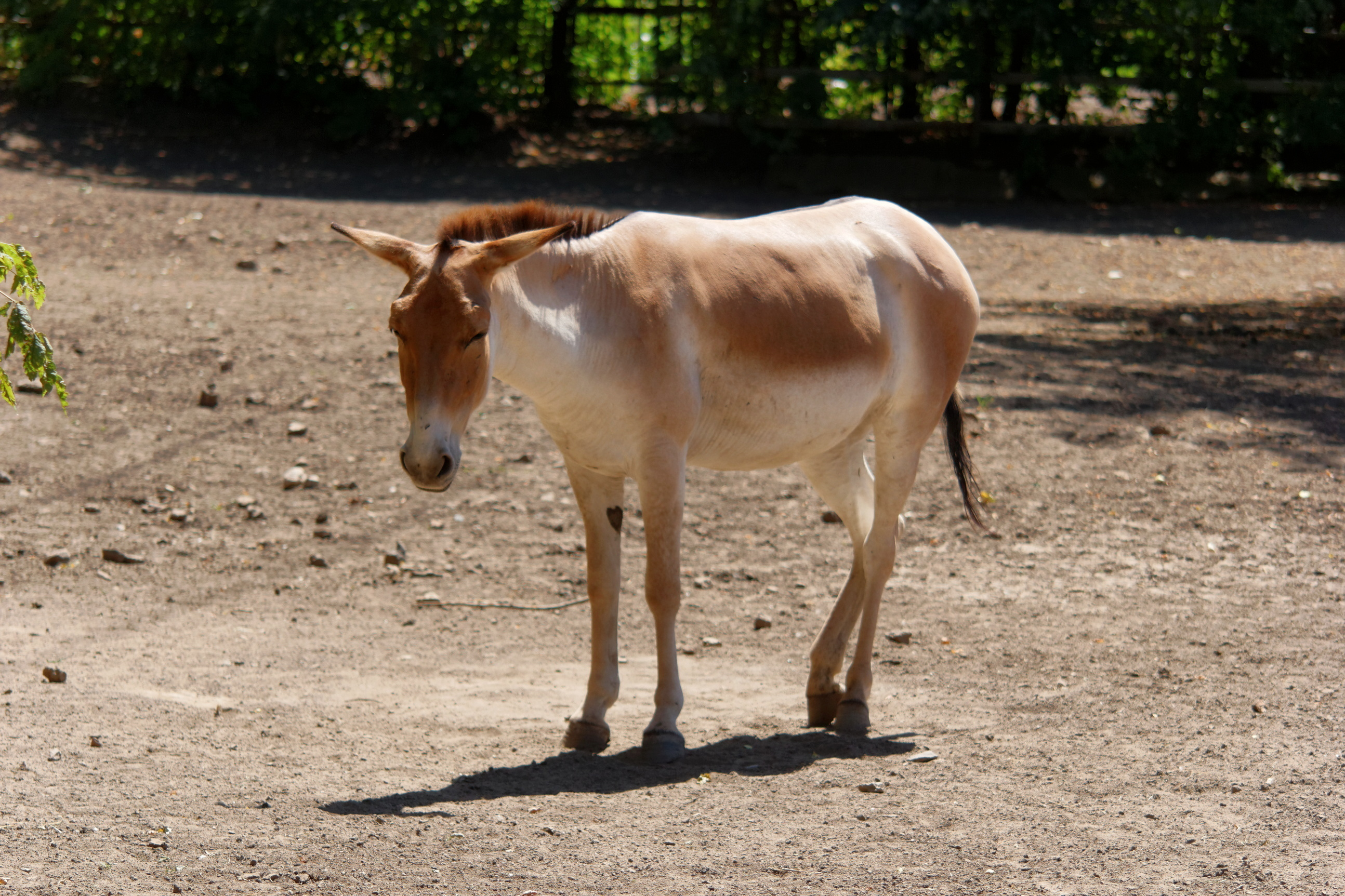
گورخر ایرانی
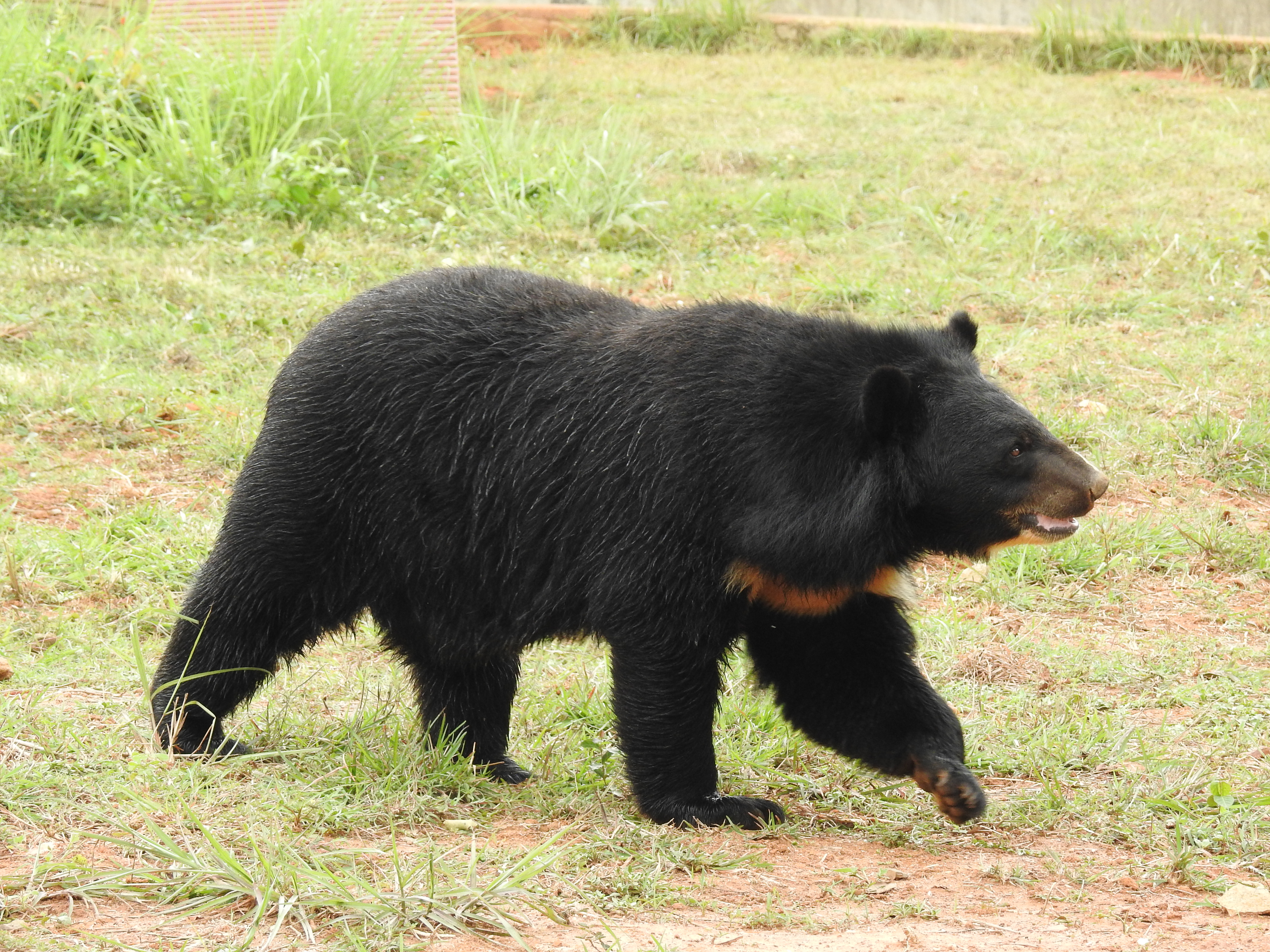
خرس سیاه
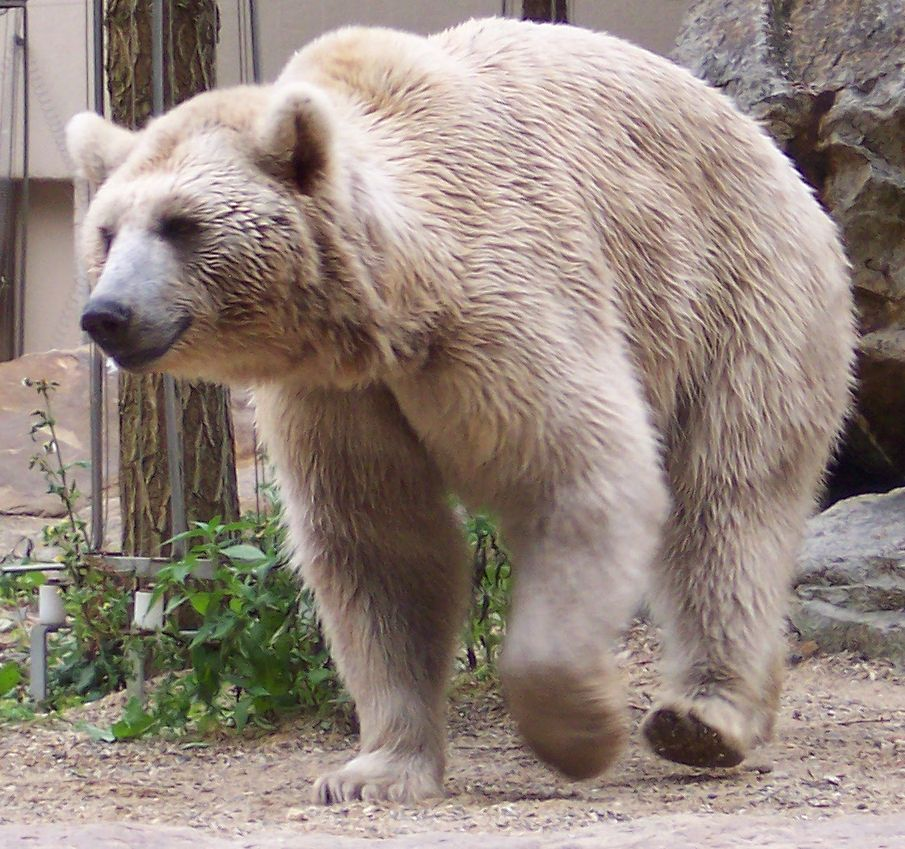
خرس قهوه‌ای
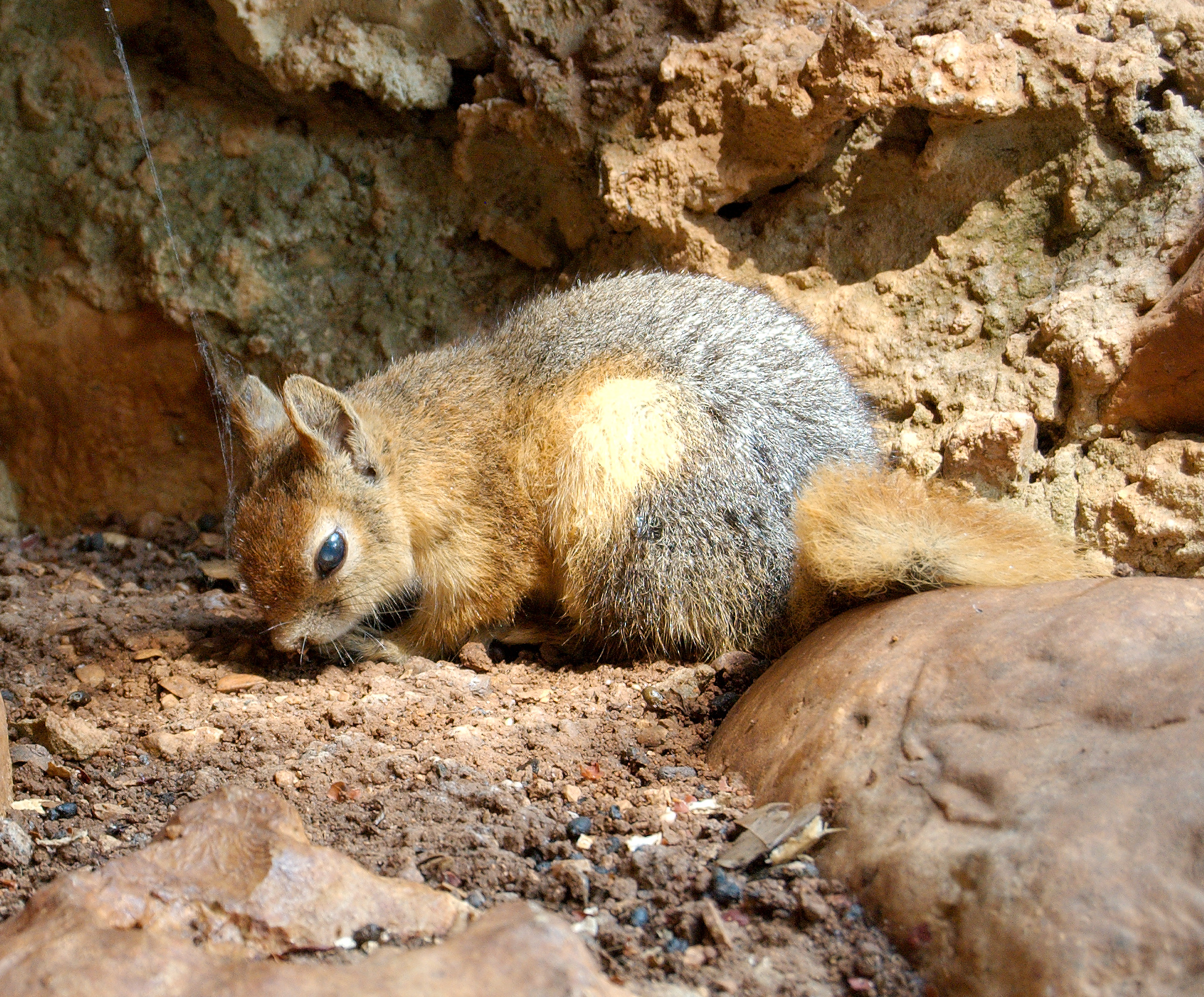
سنجاب ایرانی

### پرندگان

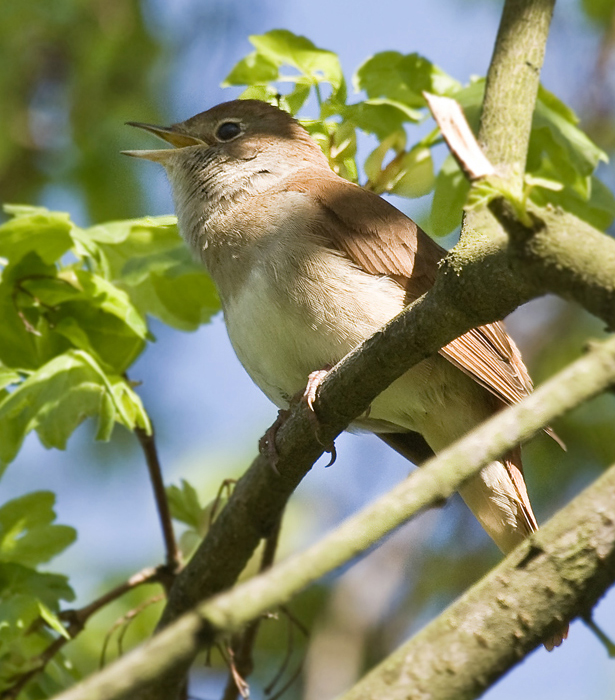
بلبل
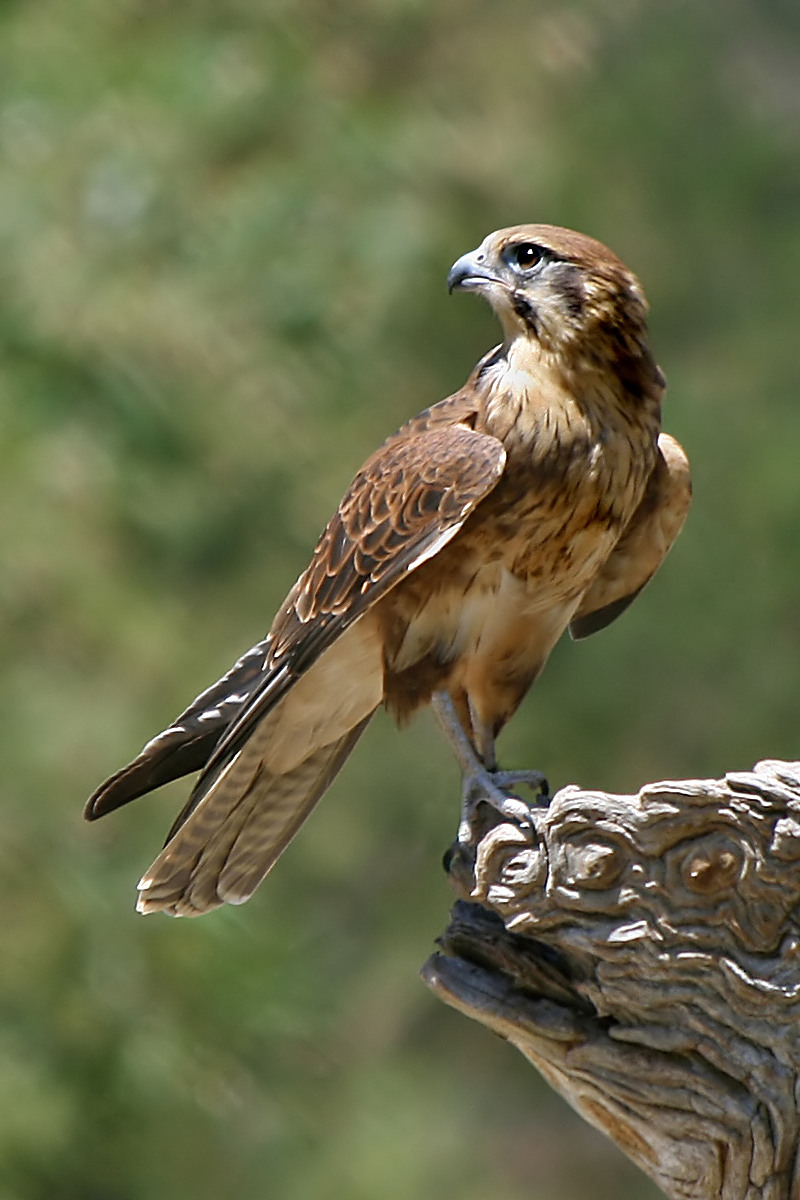
شاهین

### گل ملی

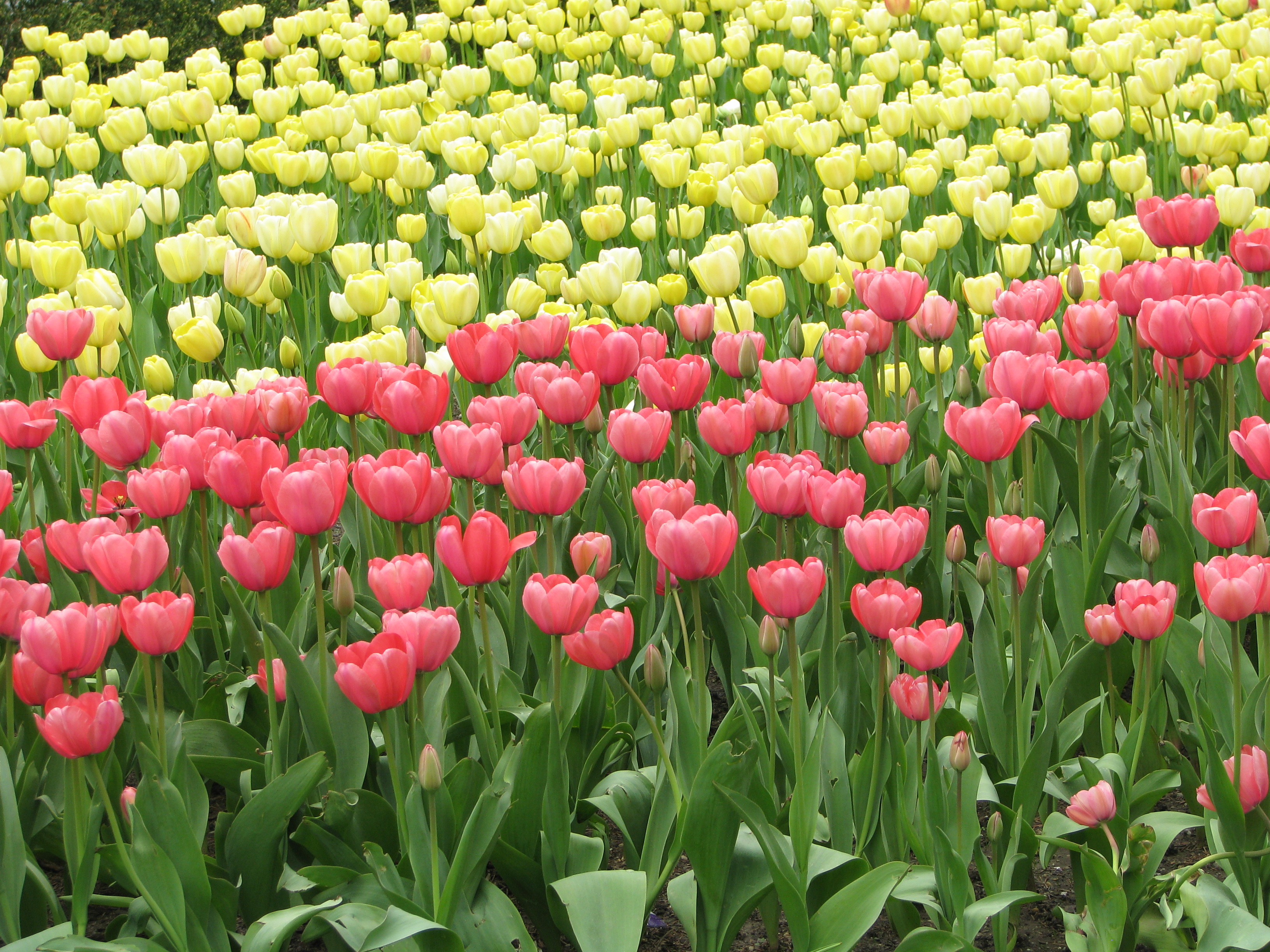
لاله یکی از گل‌های ملی ایران

در منابع از چند گل و گیاه به عنوان گل ملی ایران نام برده شده است. گل‌های ملی ایران نیلوفر آبی، سرو ناز یکی از انواع رز و لاله هستند.

### نیلوفر آبی
نیلوفر یا لوتوس در اساطیر کهن ایرانی گل ناهید به‌شمار می‌رفته، و ناهید تصور اصلی مادینهٔ هستی در روایات دینی ایران قدیم بوده است که از جهاتی با معتقدات هندیان باستان مشابه است. سابقهٔ کهن و اساطیری نیلوفر در نزد ایرانیان و هندیان به حدی است که آثار نیلوفر ۸ و ۱۲ و حتی ۱۰۰۰ برگ را در معماری و آثار باستانی این دو قوم به وضوح می‌توان دید. در روایات کهن ایرانی گل نیلوفر آبی را جای نگهداری تخمه یا فر زرتشت که در آب نگهداری می‌شد، می‌دانستند. این نظریه نیز وجود دارد که در تصویر صحنهٔ زایش مهر آن چیزی که مانند میوهٔ کاج به نظر می‌رسد در واقع غنچهٔ نیلوفر است و مهر از این غنچه بیرون می‌آید. از این رو نیلوفر با آیین مهر نیز پیوستگی نزدیک می‌یابد. گل نیلوفر به جهت پشتوانهٔ عظیم تاریخی و فرهنگی خویش در ادبیات فارسی مورد توجه قرار گرفته و خیال آفرینی‌های زیادی در ارتباط با آن پیدا شده است.

### سرو ناز
نقشی که بر شال‌های ترمه و قلم‌کاری‌های اصفهان دیده می‌شود، شکل سروی است که نوک آن بر اثر وزش باد خم شده باشد، و این می‌رساند که از روزگار کهن مردم به این درخت توجهی خاص داشته‌اند. سرو مانند مورد و سداب و هوم مقدس و از دیر باز علامت خاص ایرانیان بوده است. مطابق با روایات ایرانی زرتشت این درخت (سرو کشمر) را از بهشت آورد و در پیش در آتشکده کاشت. به نظر برخی انتساب صفت آزادگی به سرو یادگارِ ارتباط آن با ناهید است که در اساطیر و افسانه‌ها رمزی از آزادی و آزادگی به‌شمار می‌رود. اوستا به نوعی از سرو اشاره می‌کند و آن را درختی بهشتی خطاب می‌کند.

### لاله

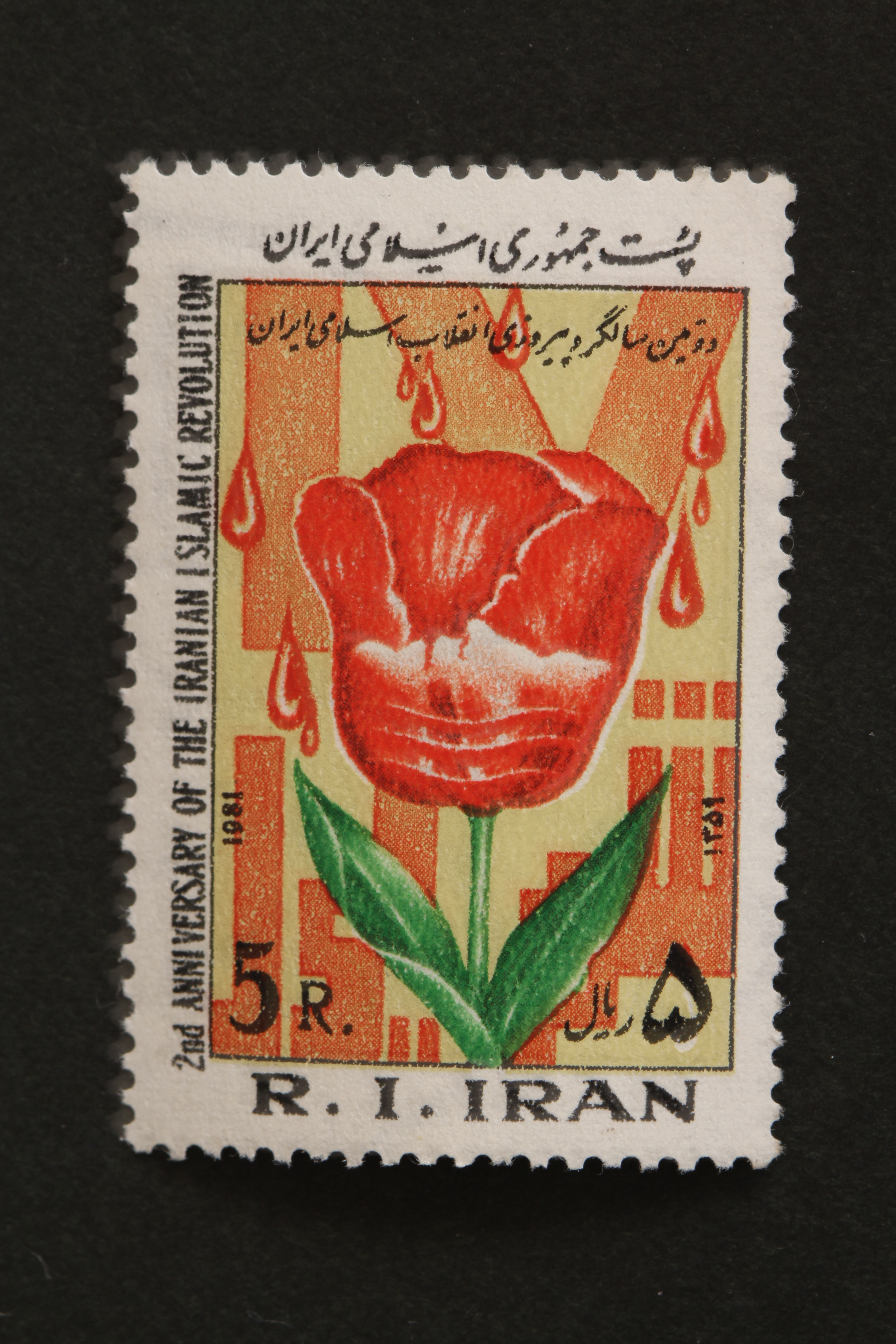
لاله سمبل شهید است

در ایران لاله سمبل شهید است و به استعاره دلالت بر شخص ایثارگری دارد که در راه آرمان دینی یا ملی به شهادت رسیده است. در روایات شیعه سخن از دشت کربلا می‌رود که از خون شهدا لاله‌گون شده است. از سرودهای انقلابی مشهور ایران که در آن شهید به لاله تشبیه شده است می‌توان به سرود به لالهٔ در خون خفته شهیدِ دست از جان شسته سرودهٔ مجتبی میرزاده اشاره کرد.

### گل محمدی
در نشست مورخ ۲۲ آبان ۱۳۷۴ شمسی که با حضور ریاست انجمن باغبانی ایران و شماری از استادان دانشگاه‌های ایران برگزار گردید، گل سرخ محمدی به عنوان گل ملی کشور تأیید و برگزیده شد.

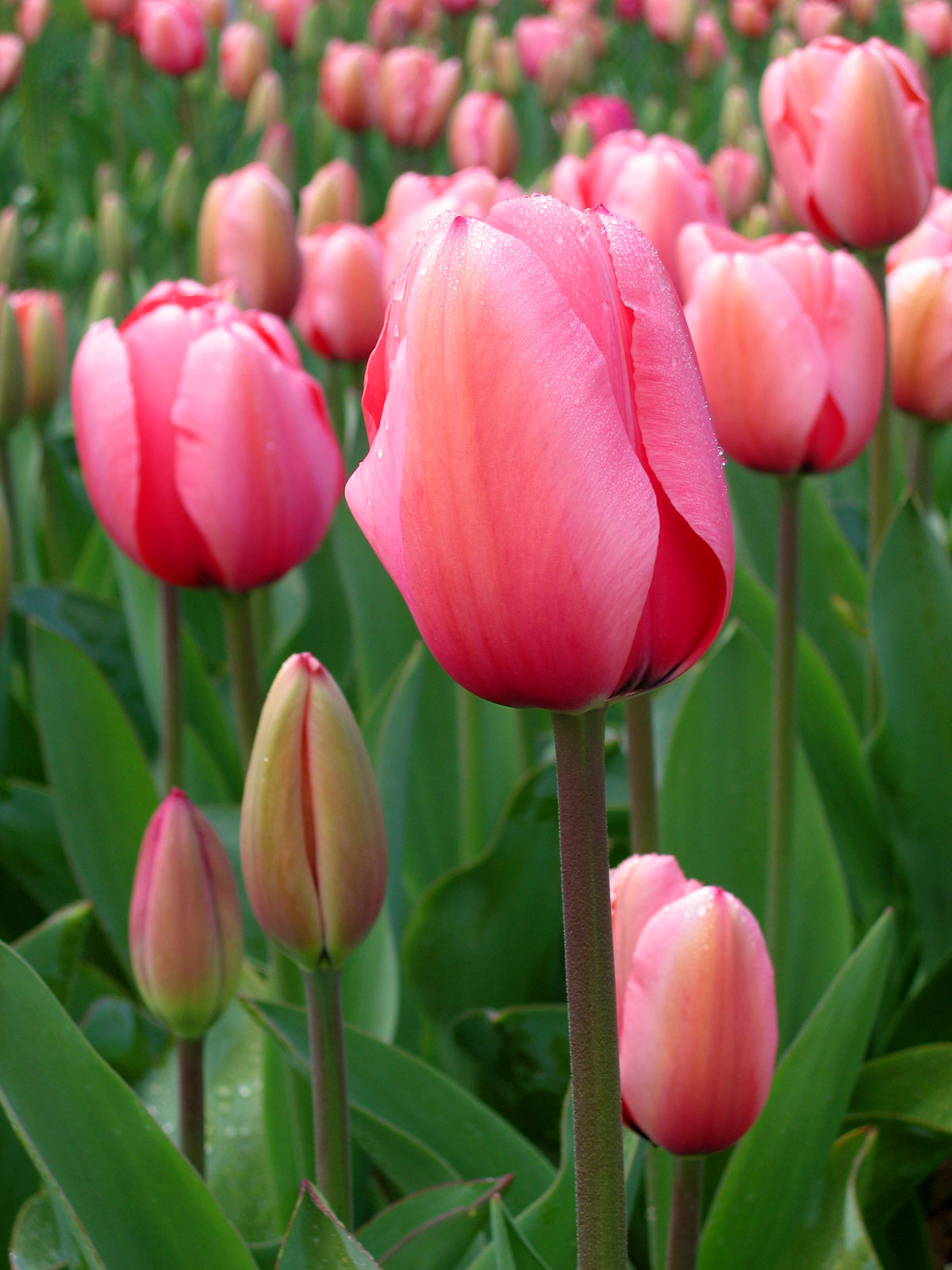
لاله
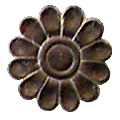
نیلوفر آبی
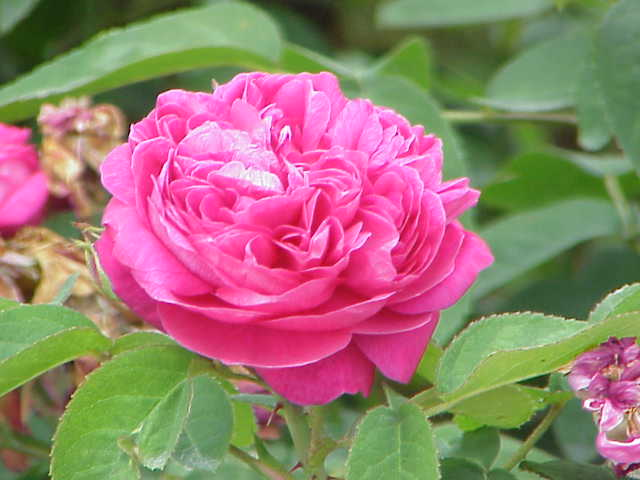
گل سرخ یا گل محمدی
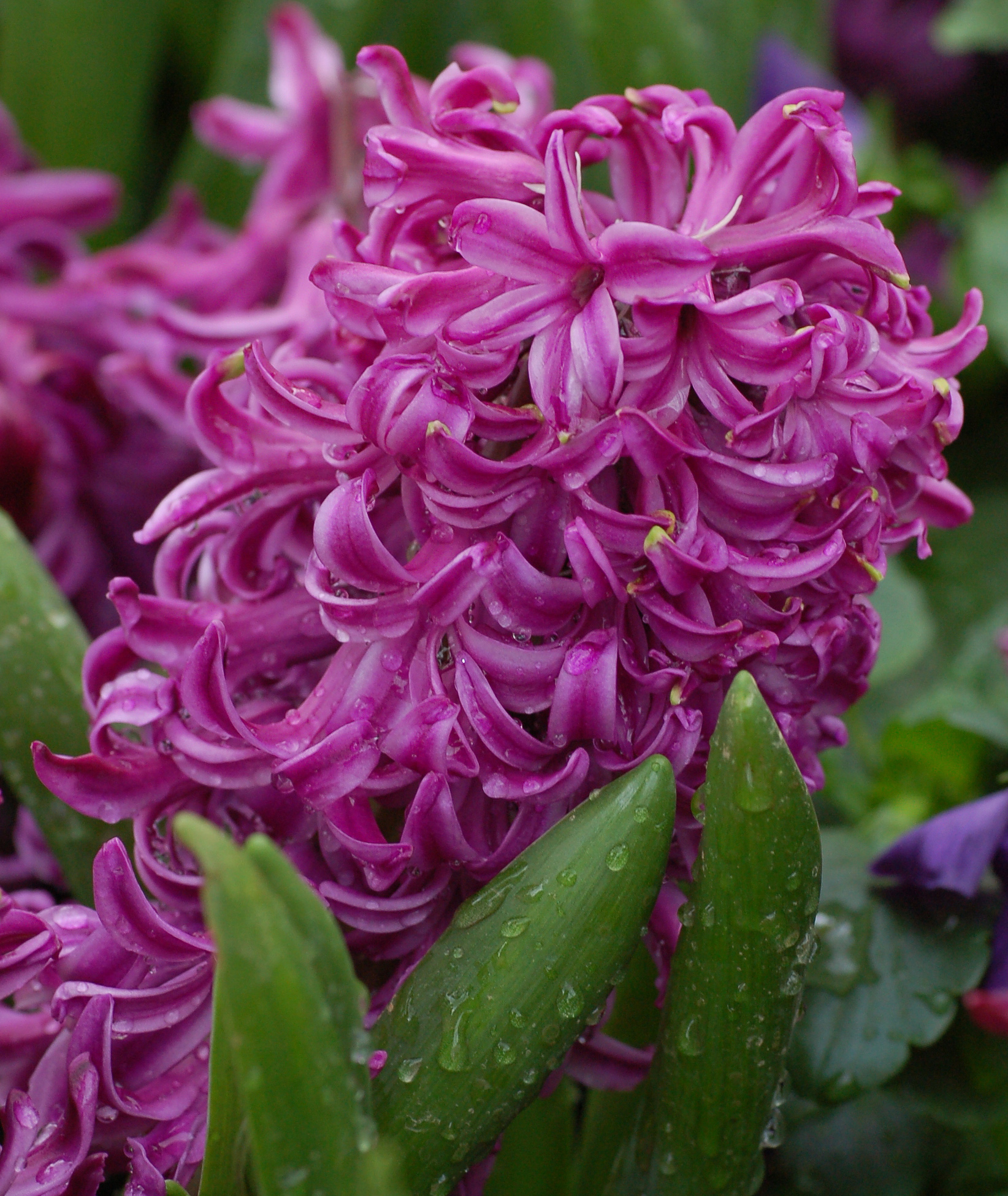
سنبل

### درخت‌ها

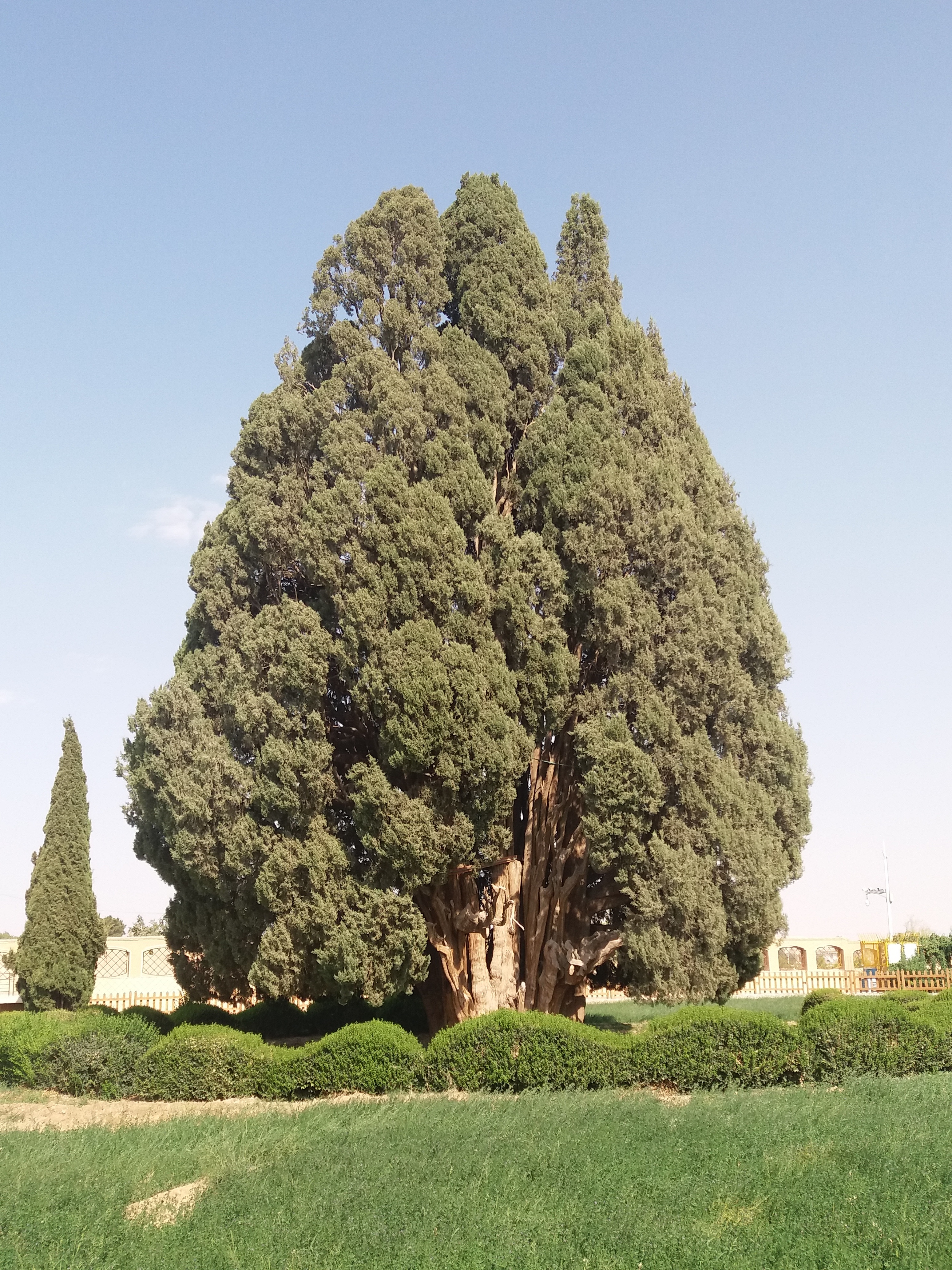
سروناز

## خوراکی

### خوراک‌ها
- چلوکباب[۱۹]
- زرشک پلو
- سبزی پلو
- قورمه سبزی
- قیمه
- آبگوشت
- فسنجان
- کشک
- شله‌زرد
- فالوده
- بستنی سنتی زعفرانی

### ره‌آورد

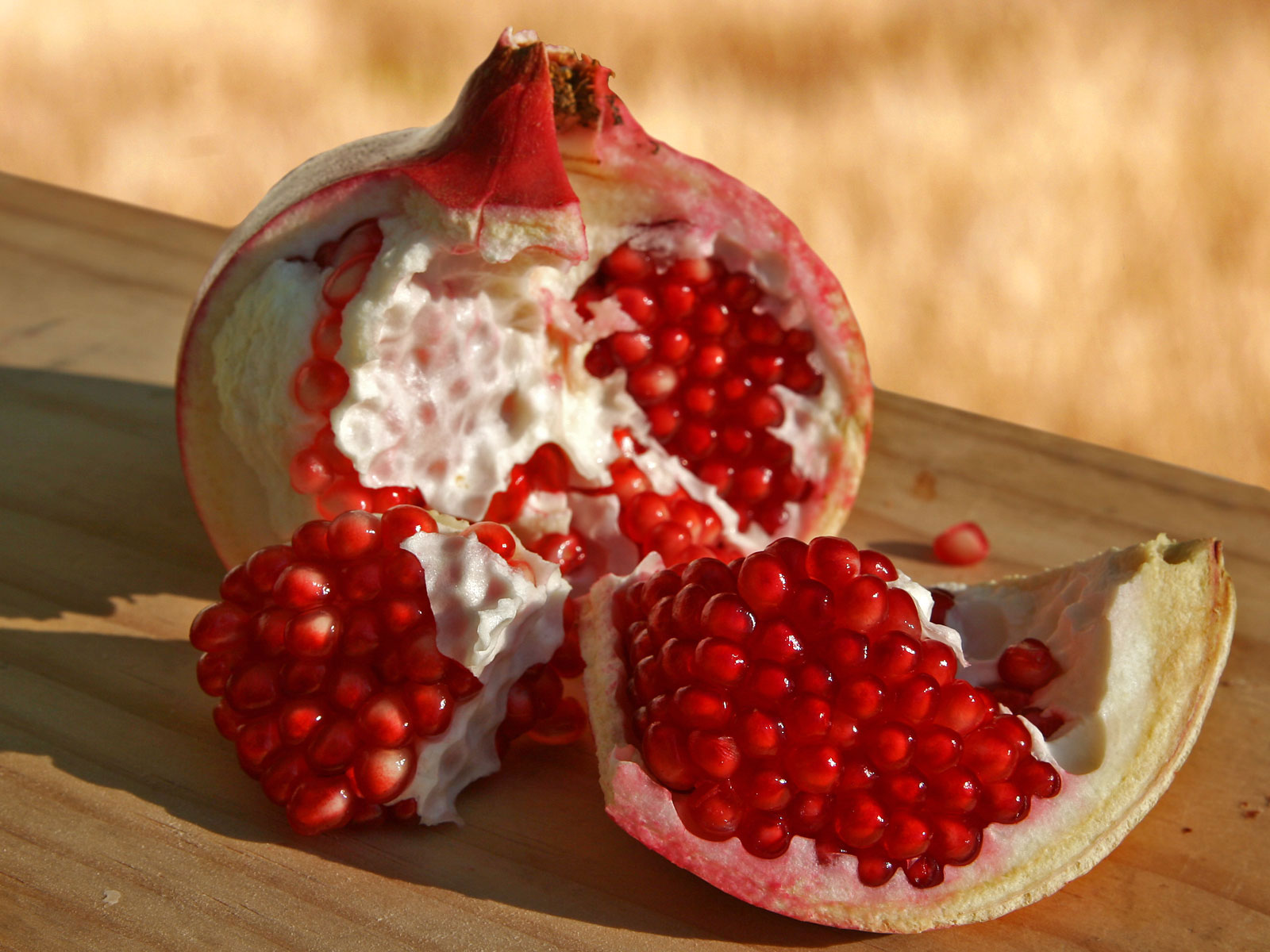
انار، میوه ملی ایران
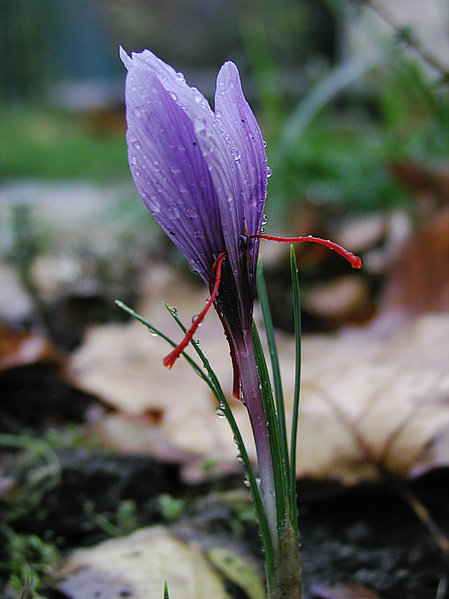
زرپران یا زعفران
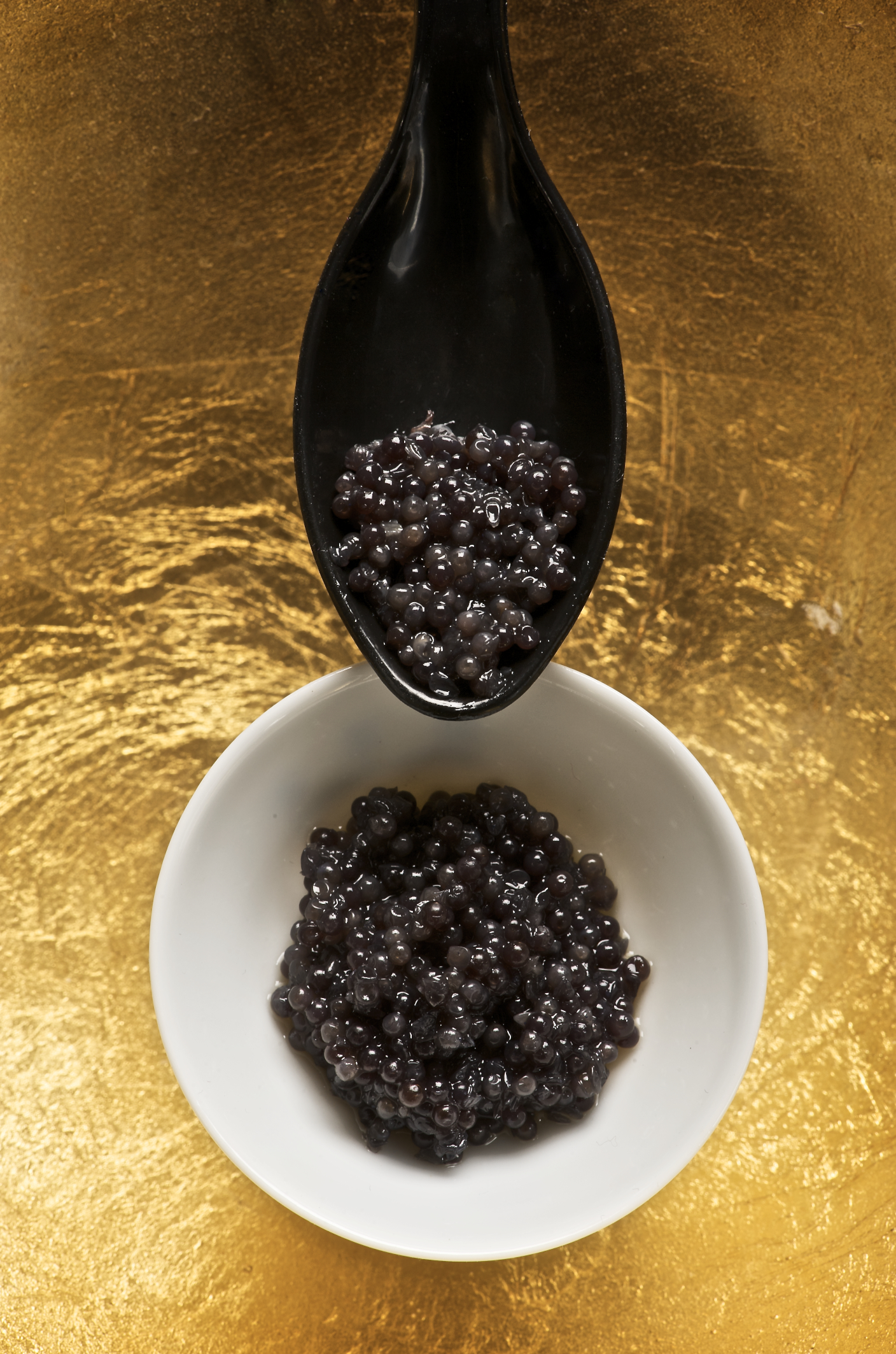
خاویار
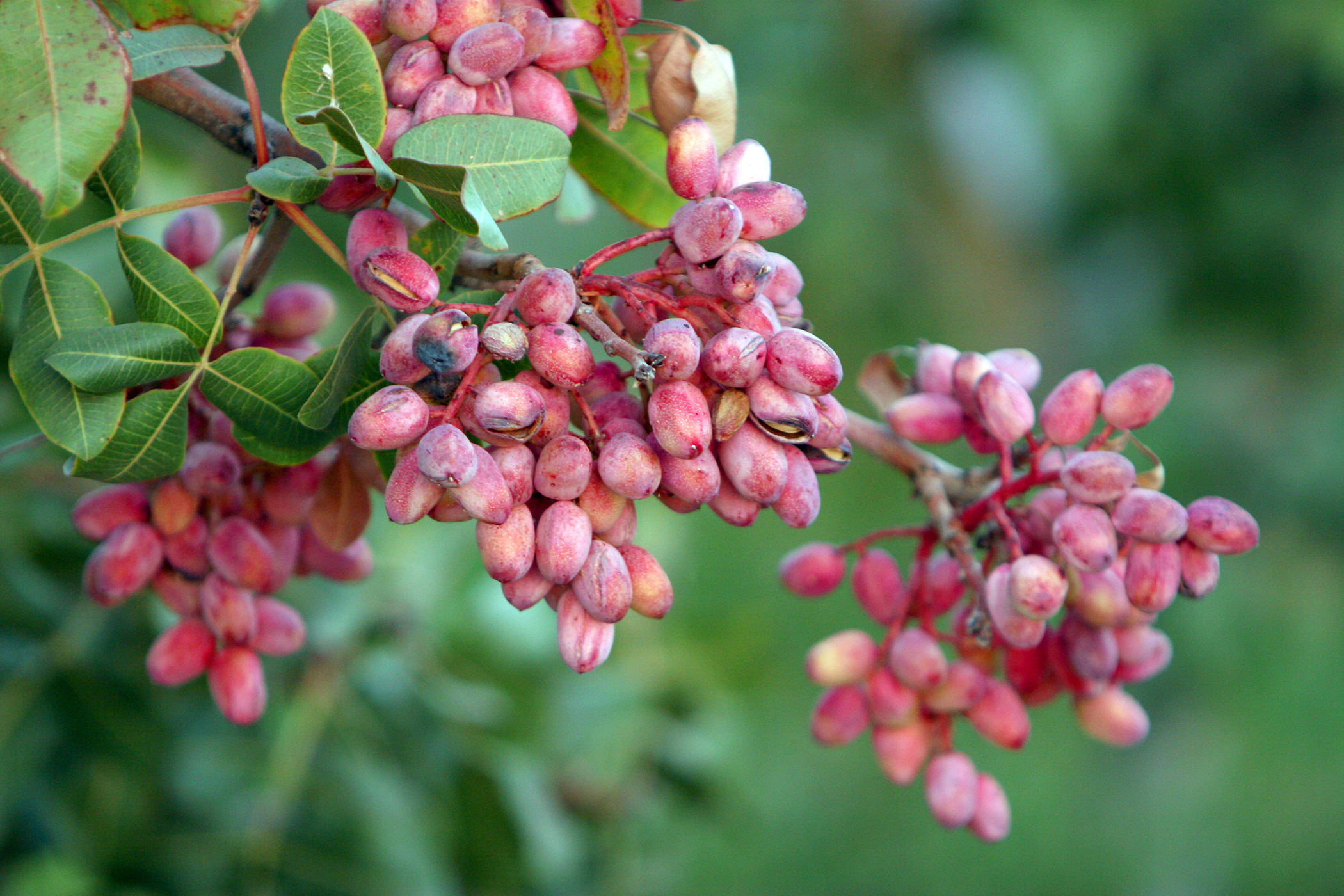
پسته

## بناها و معماری

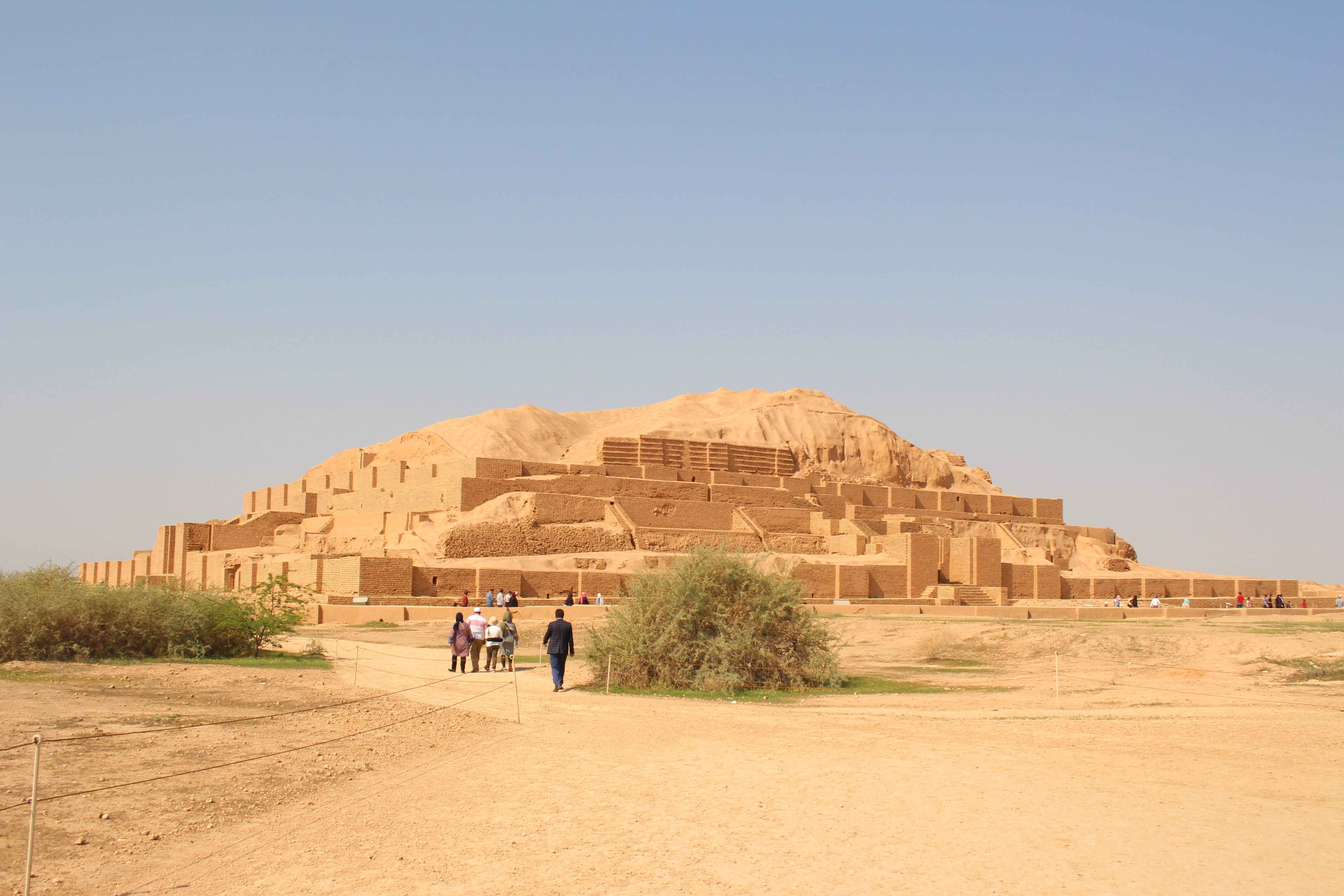
چغازنبیل
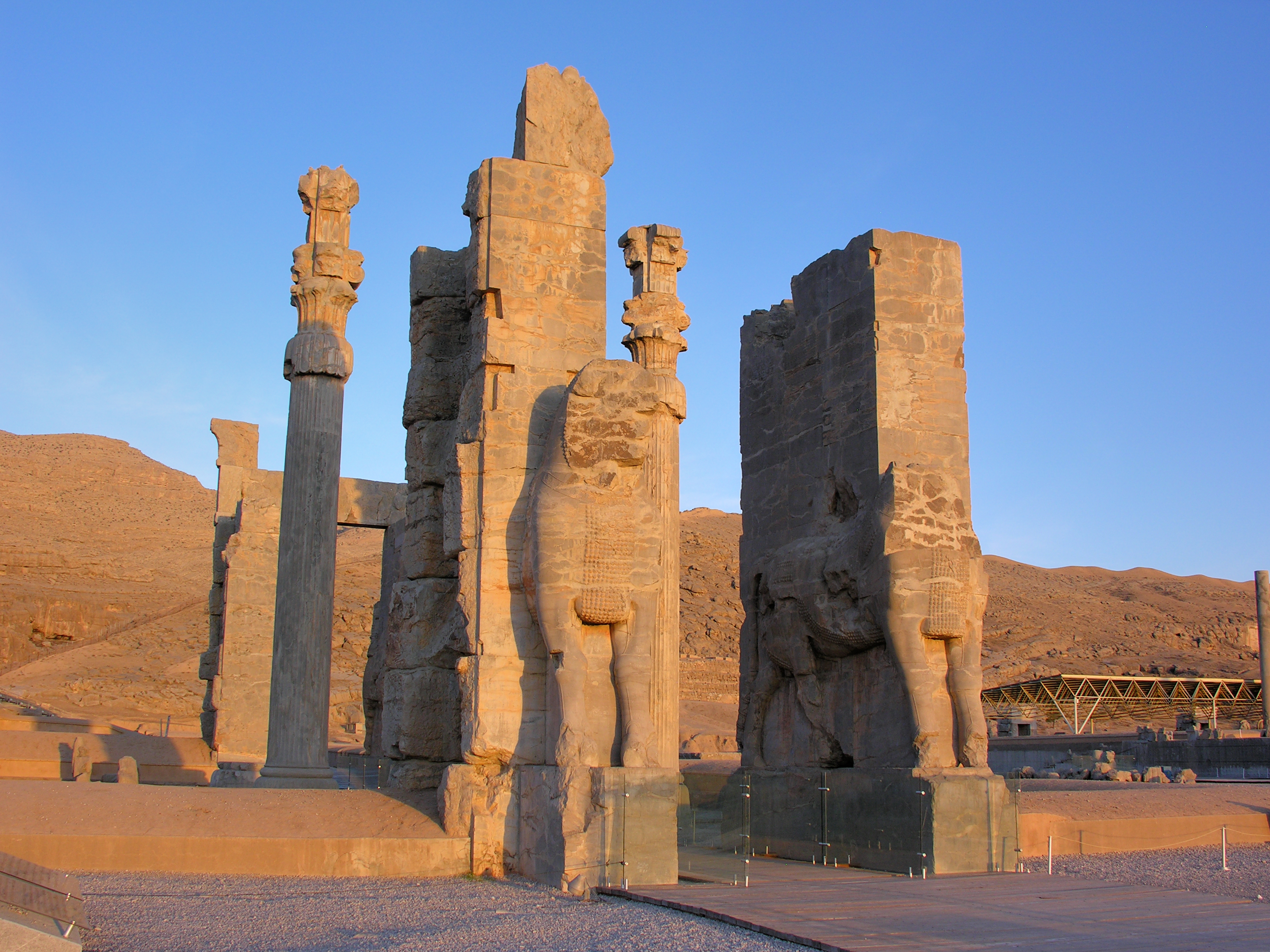
تخت جمشید
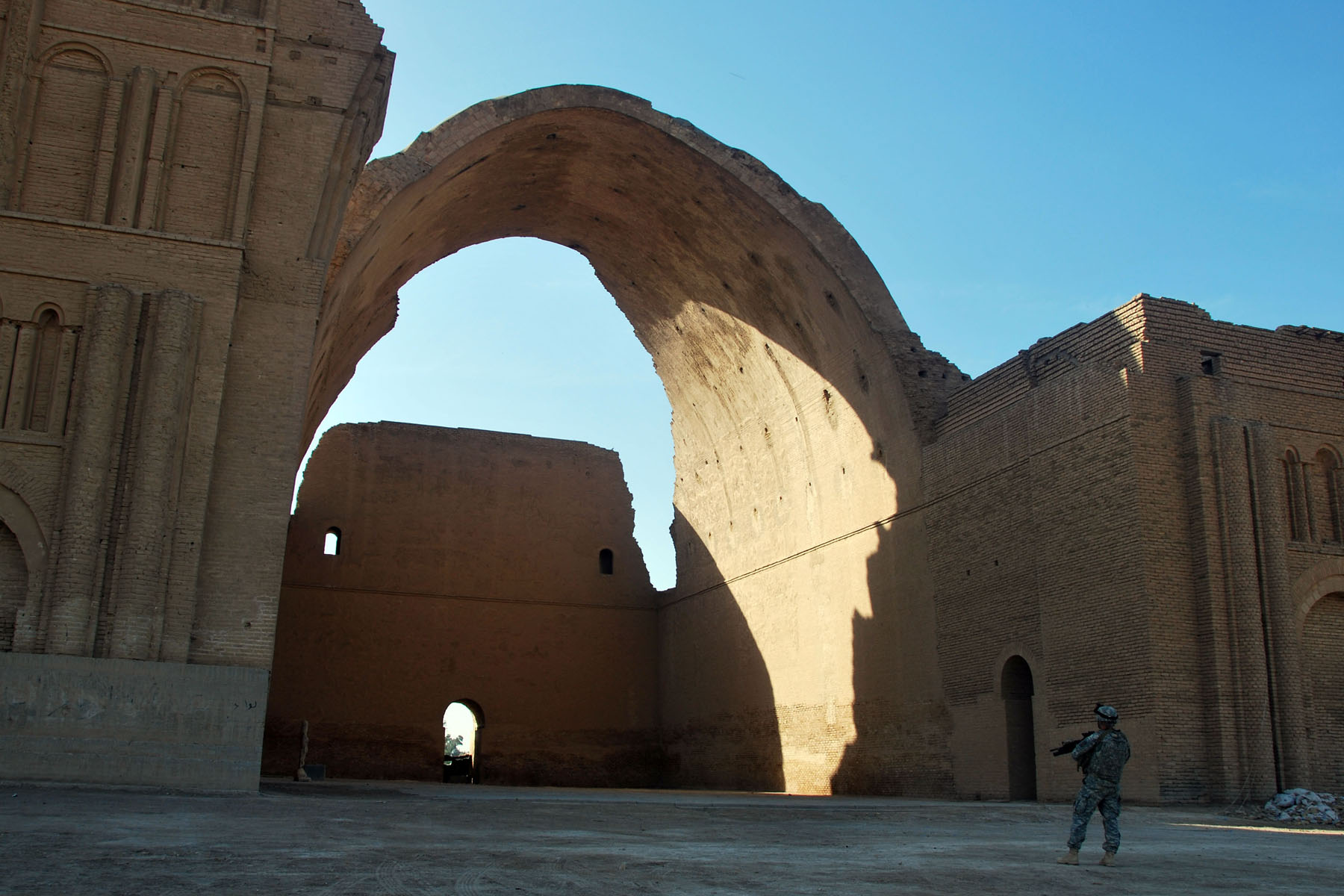
ایوان خسرو
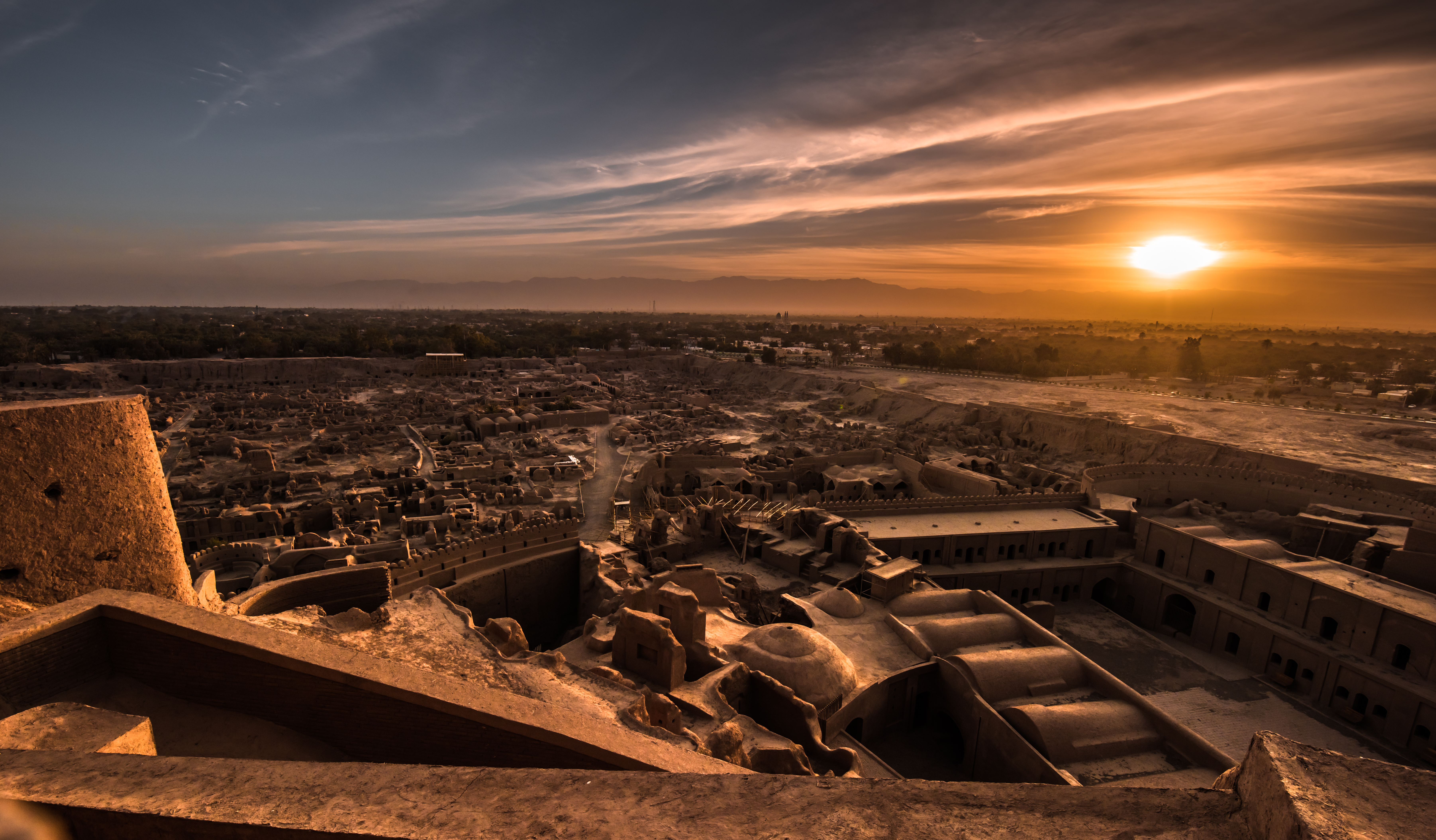
ارگ بم
برج میلادبرج میلاد
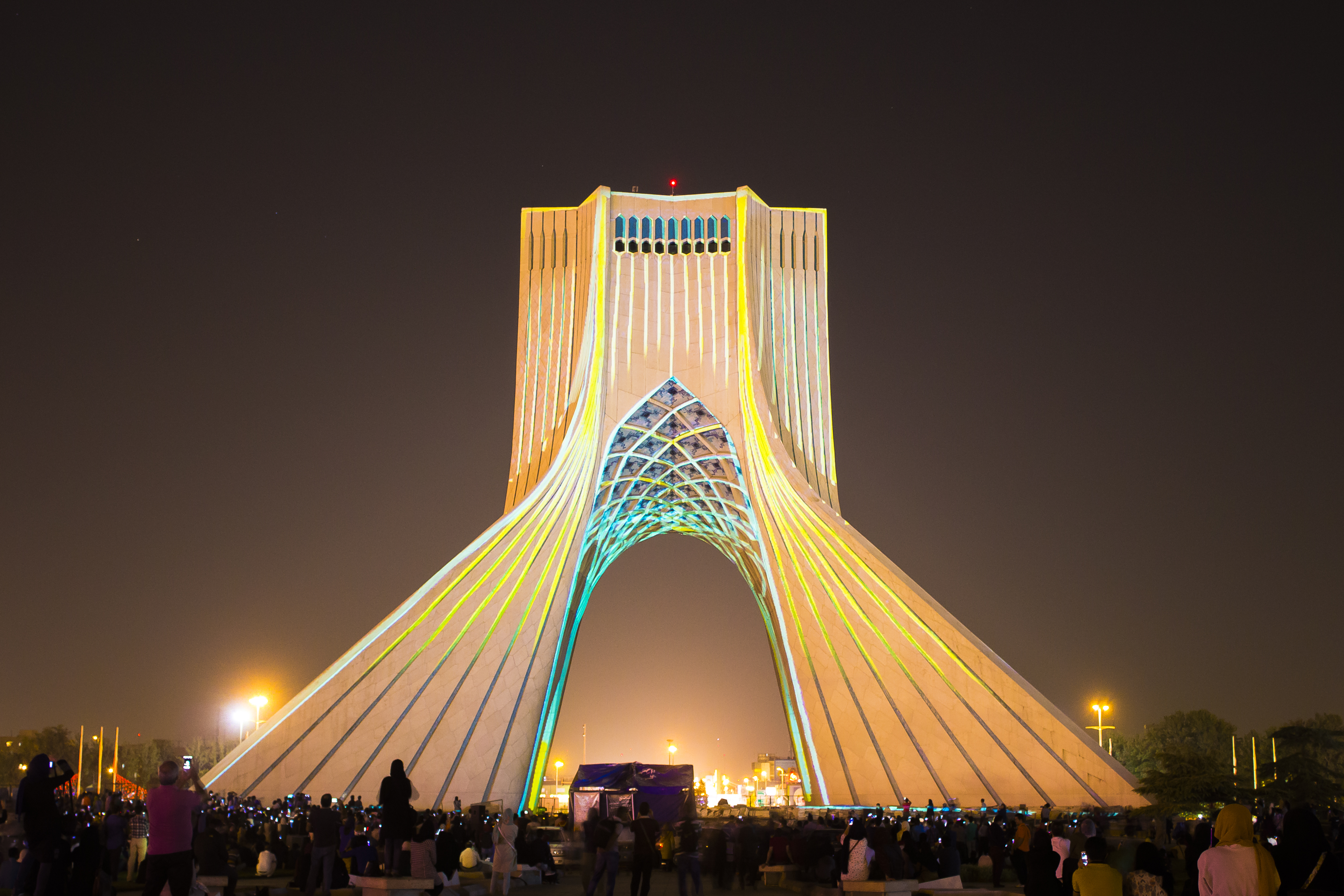
میدان آزادی
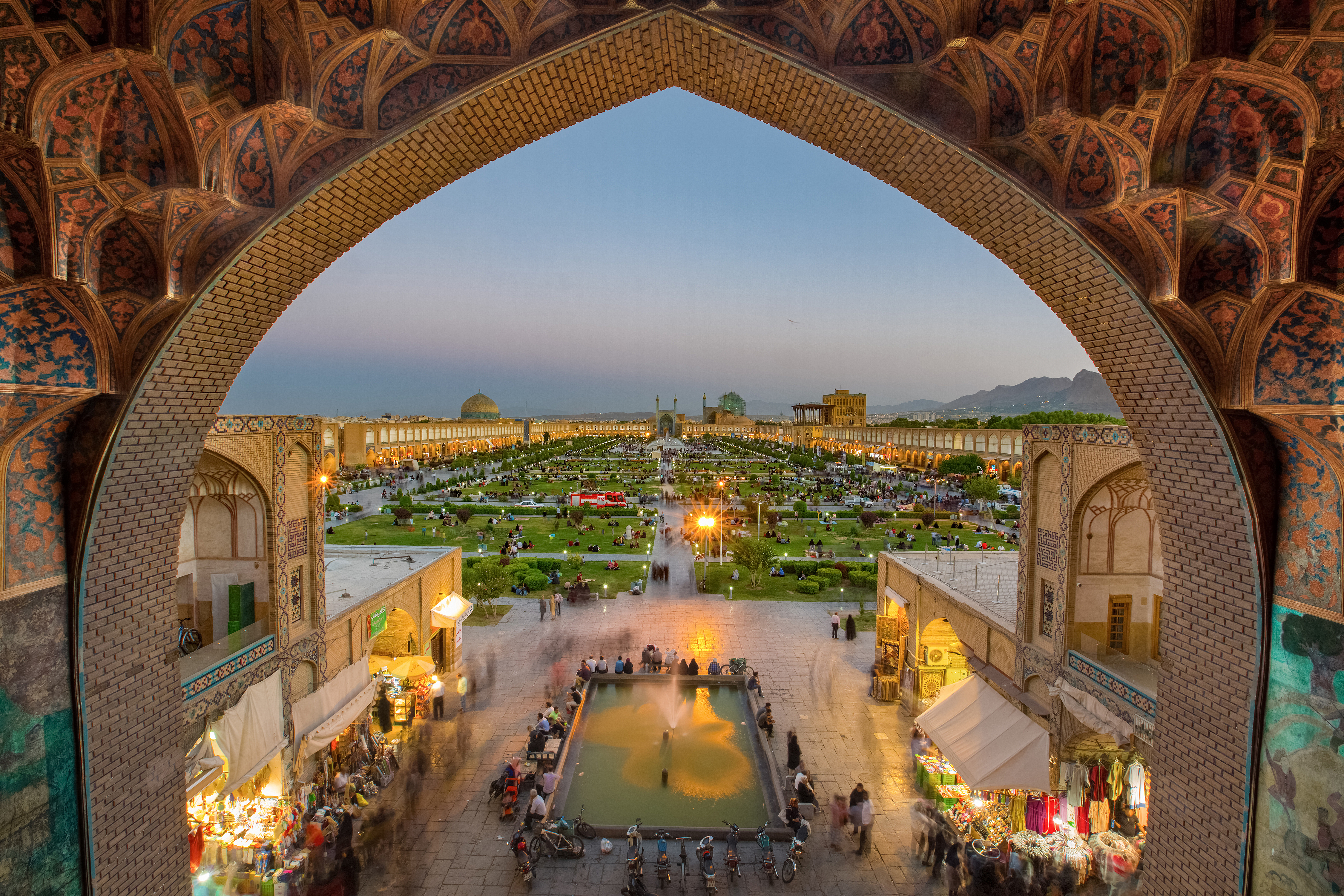
میدان نقش جهان اصفهان
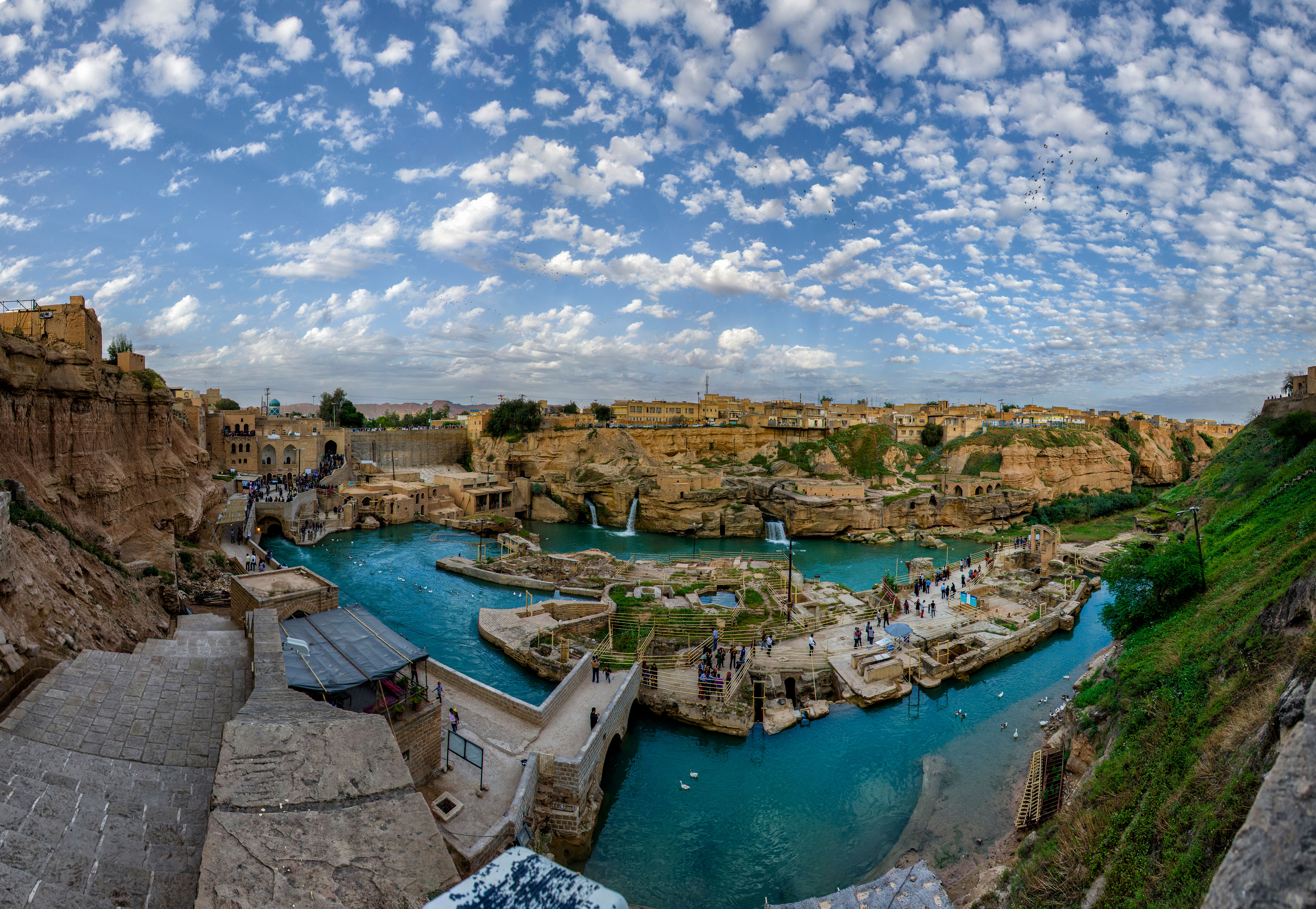
سازه‌های آبی شوشتر
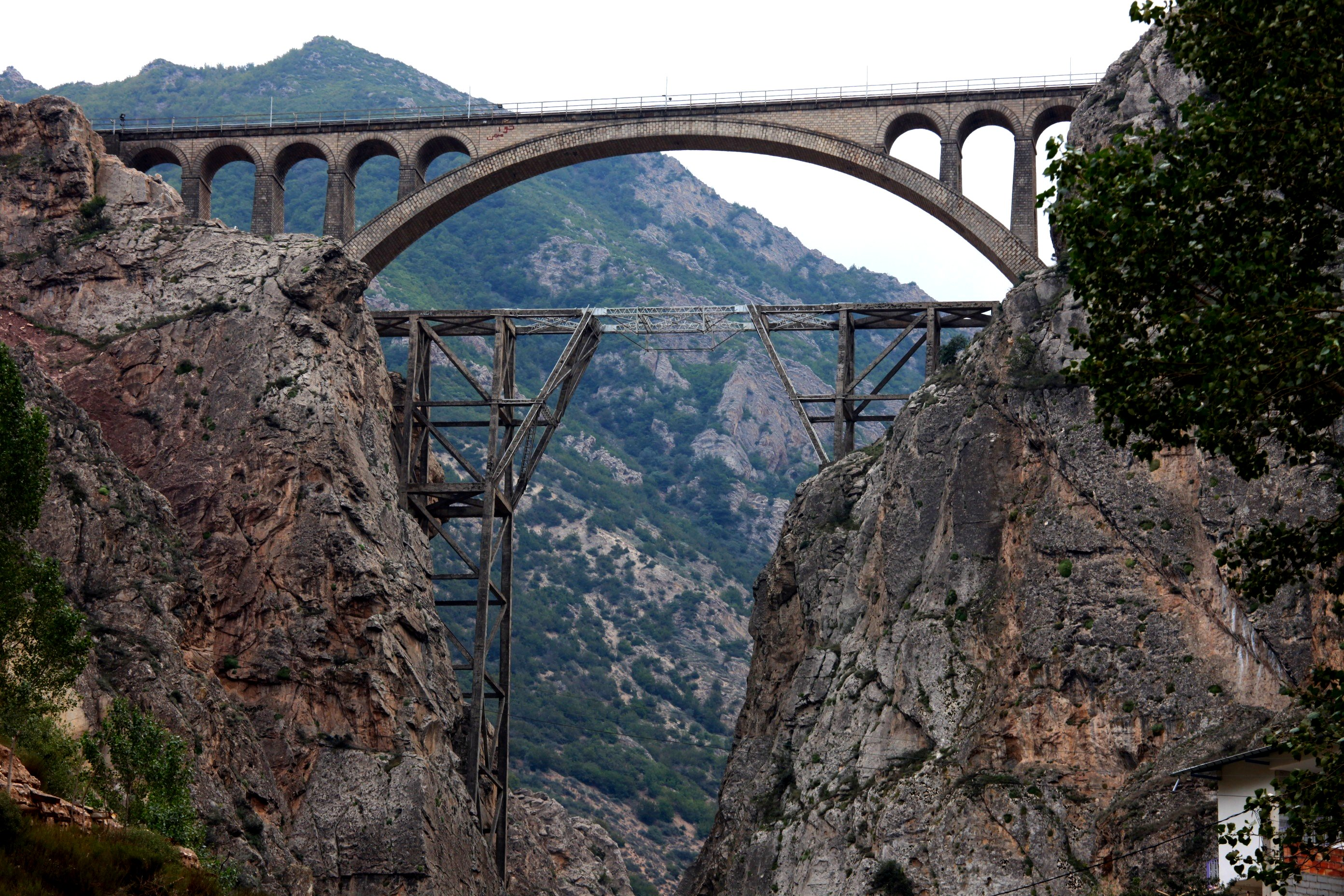
پل ورسک
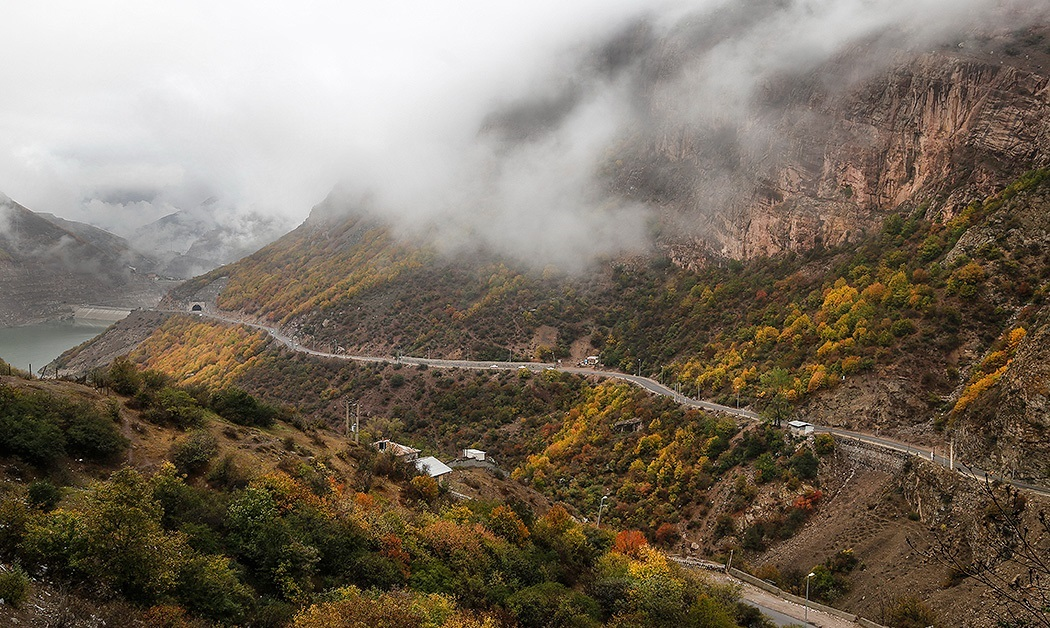
جاده چالوس
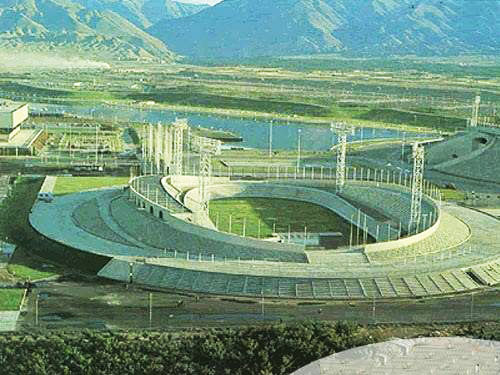
ورزشگاه آزادی تهران
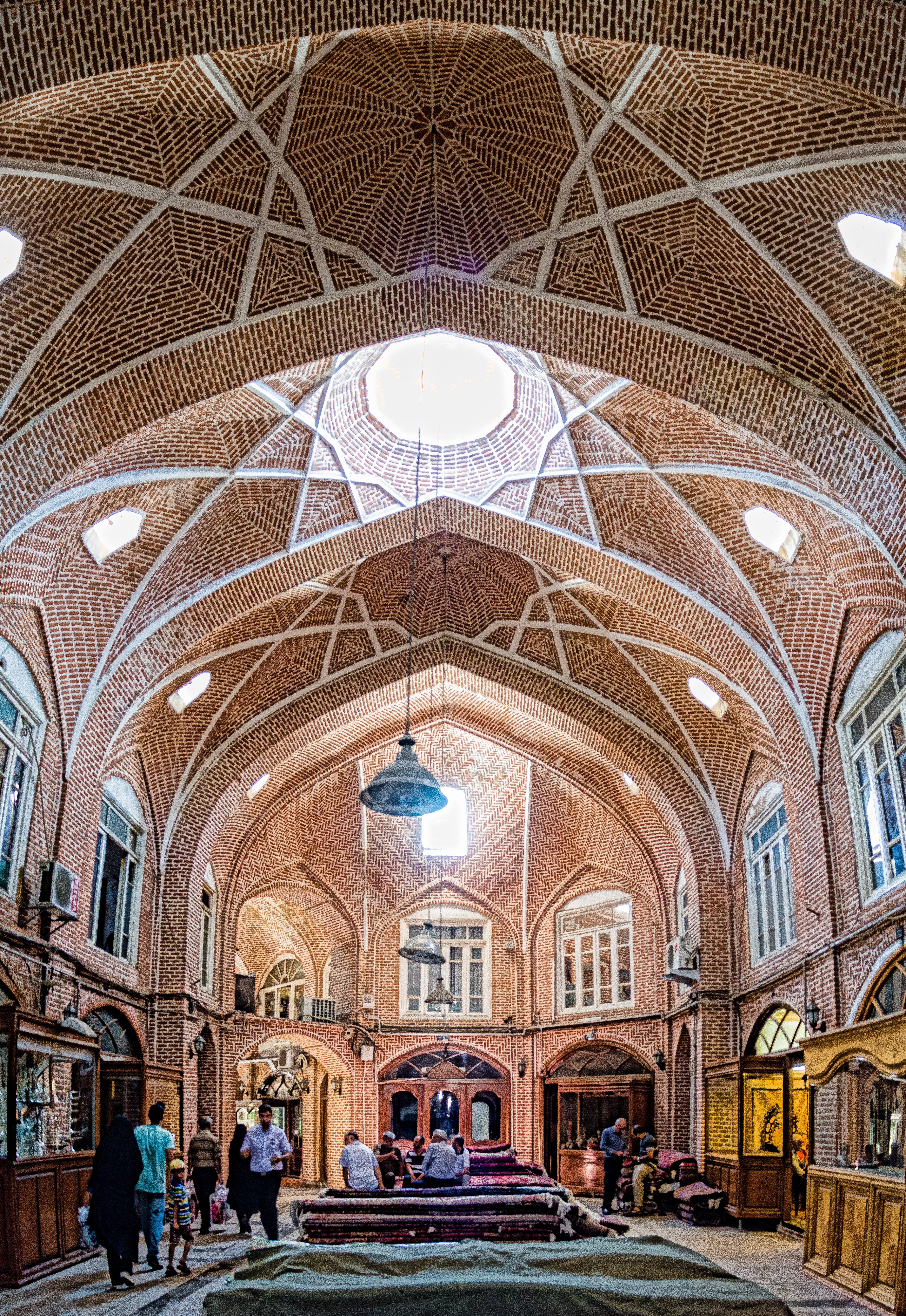
بازار تبریز
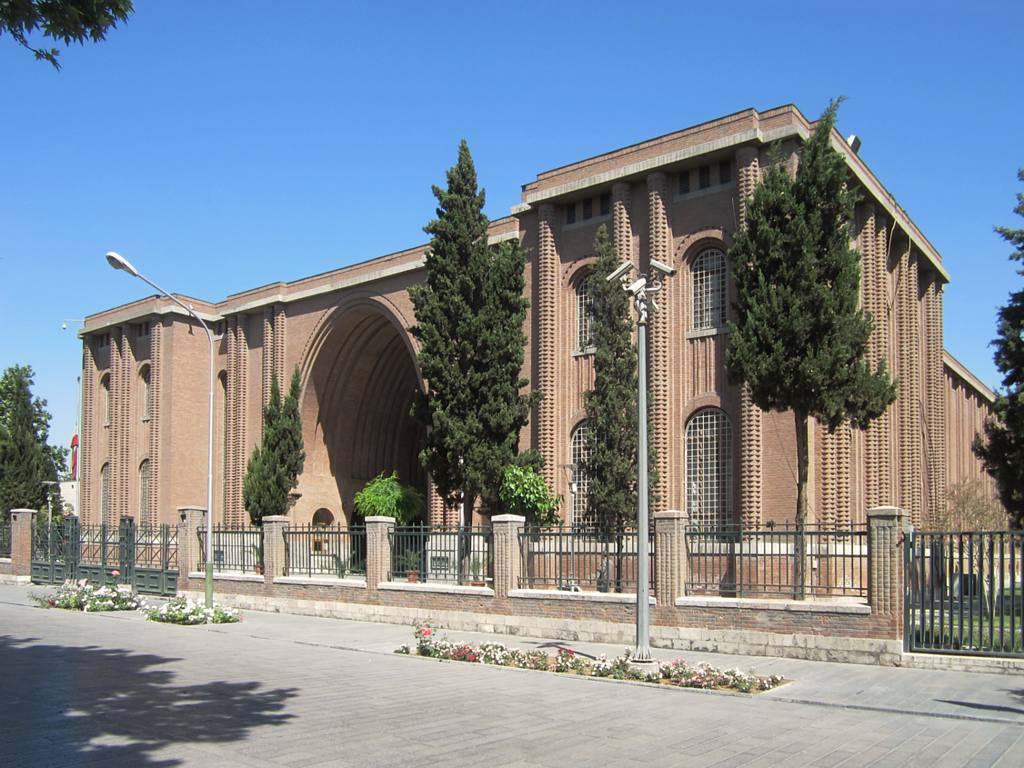
موزه ملی ایران
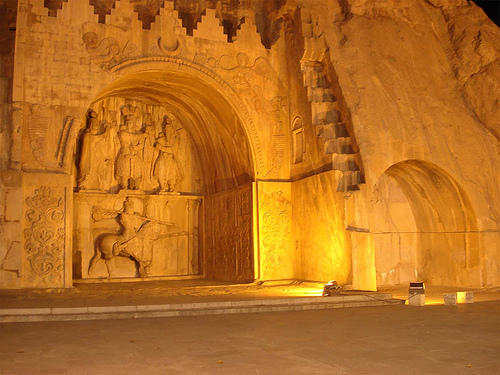
طاق‌بستان
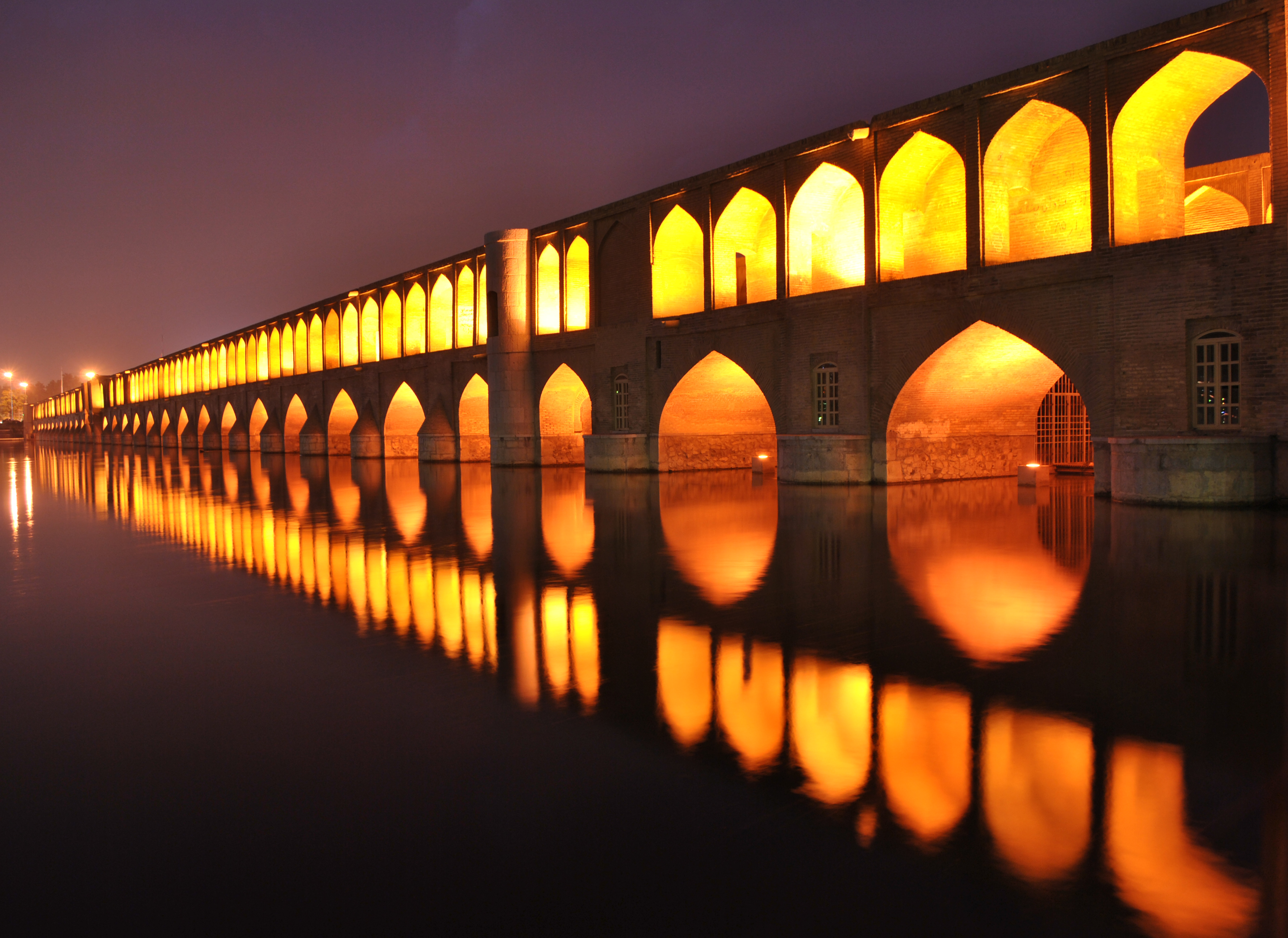
سی‌وسه‌پل
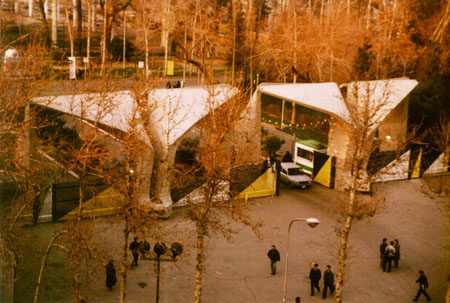
سردر دانشگاه تهران

### آرامگاه‌ها

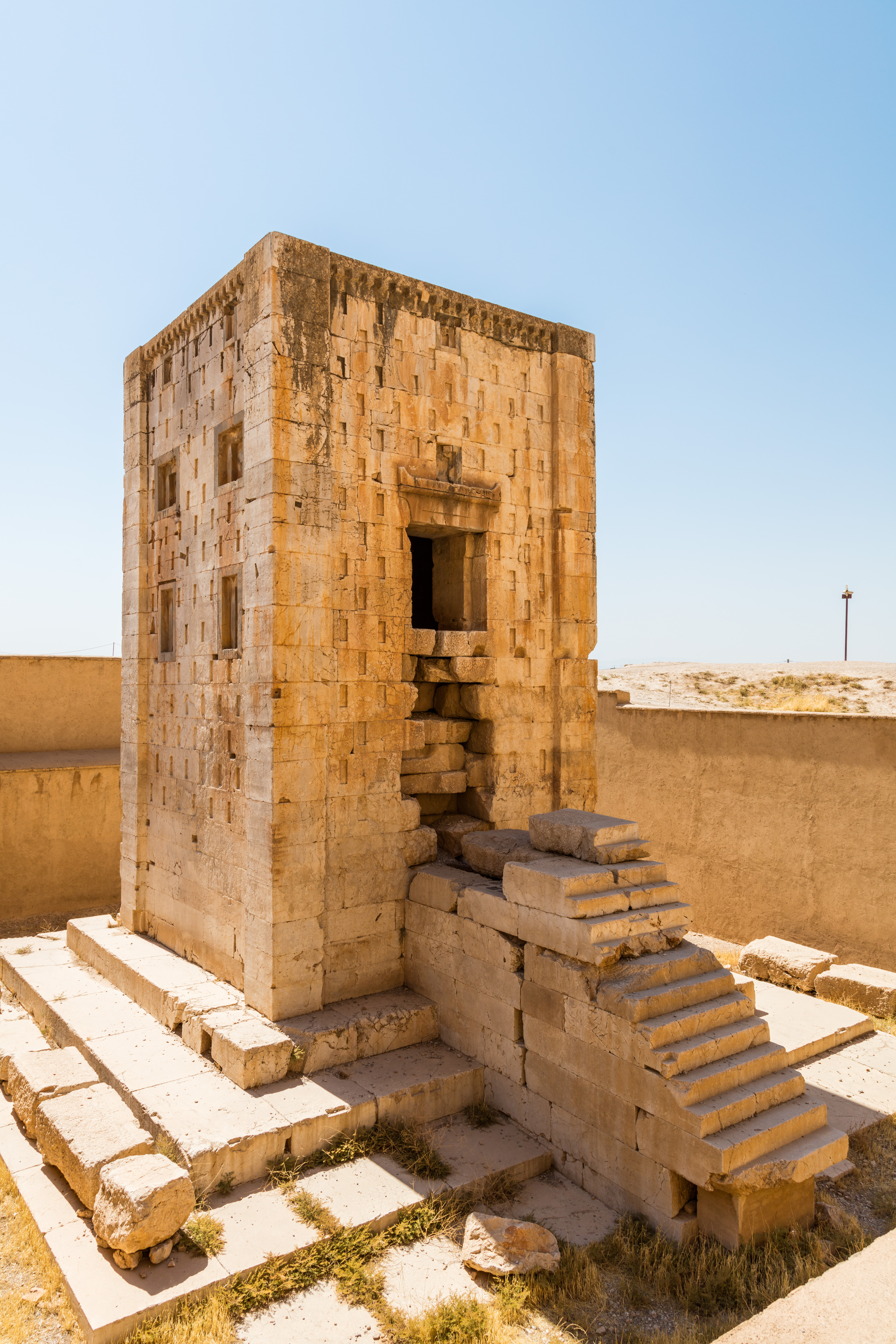
نقش رستم
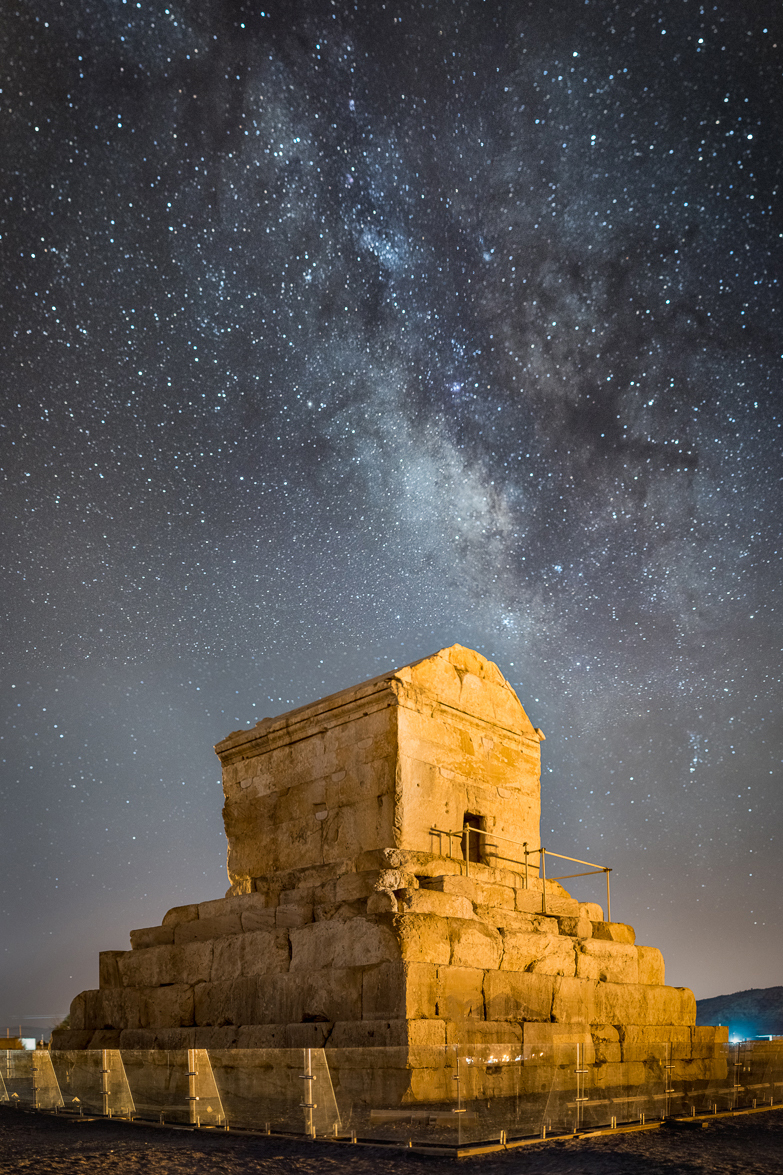
آرامگاه کوروش بزرگ
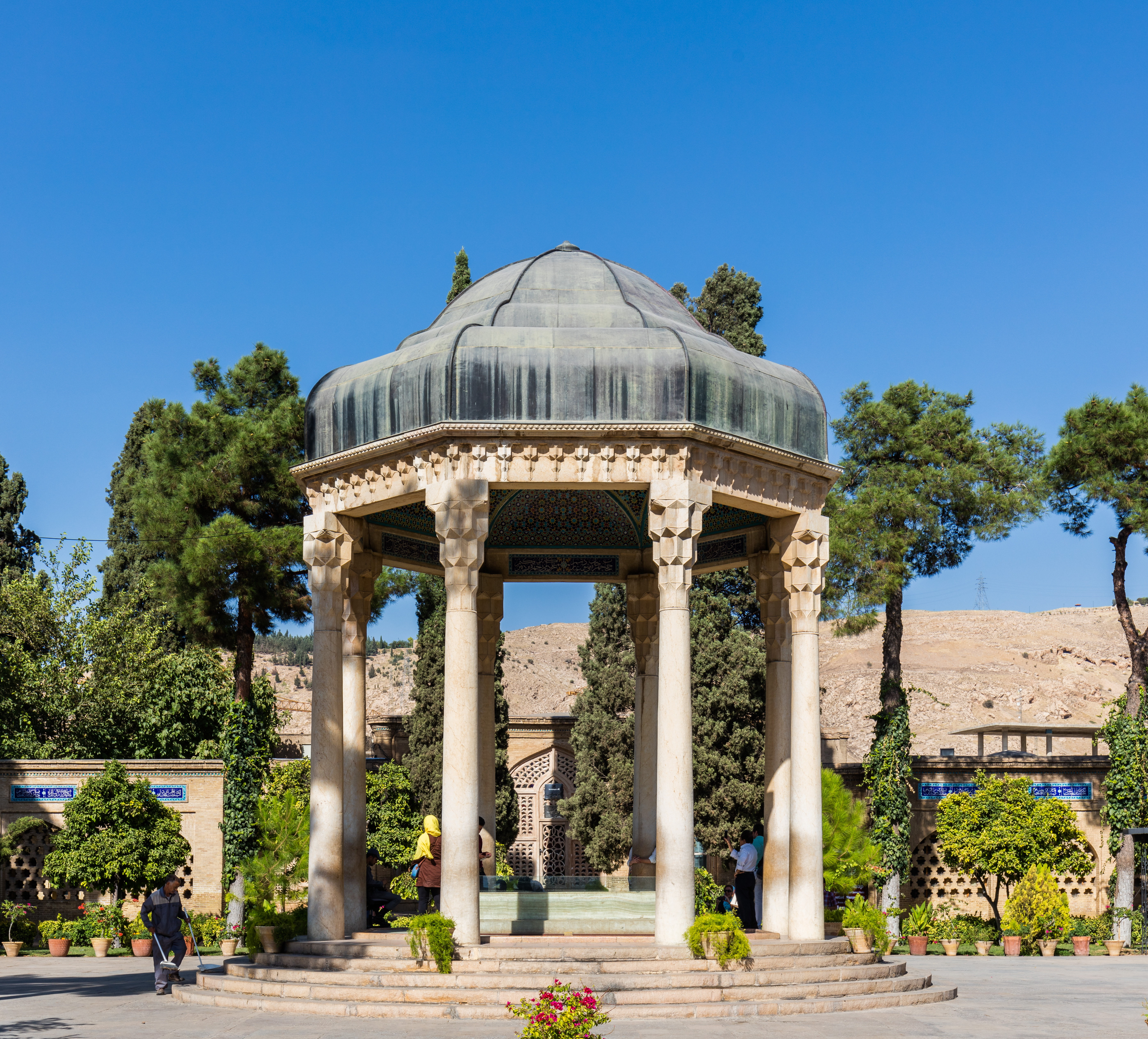
آرامگاه حافظ
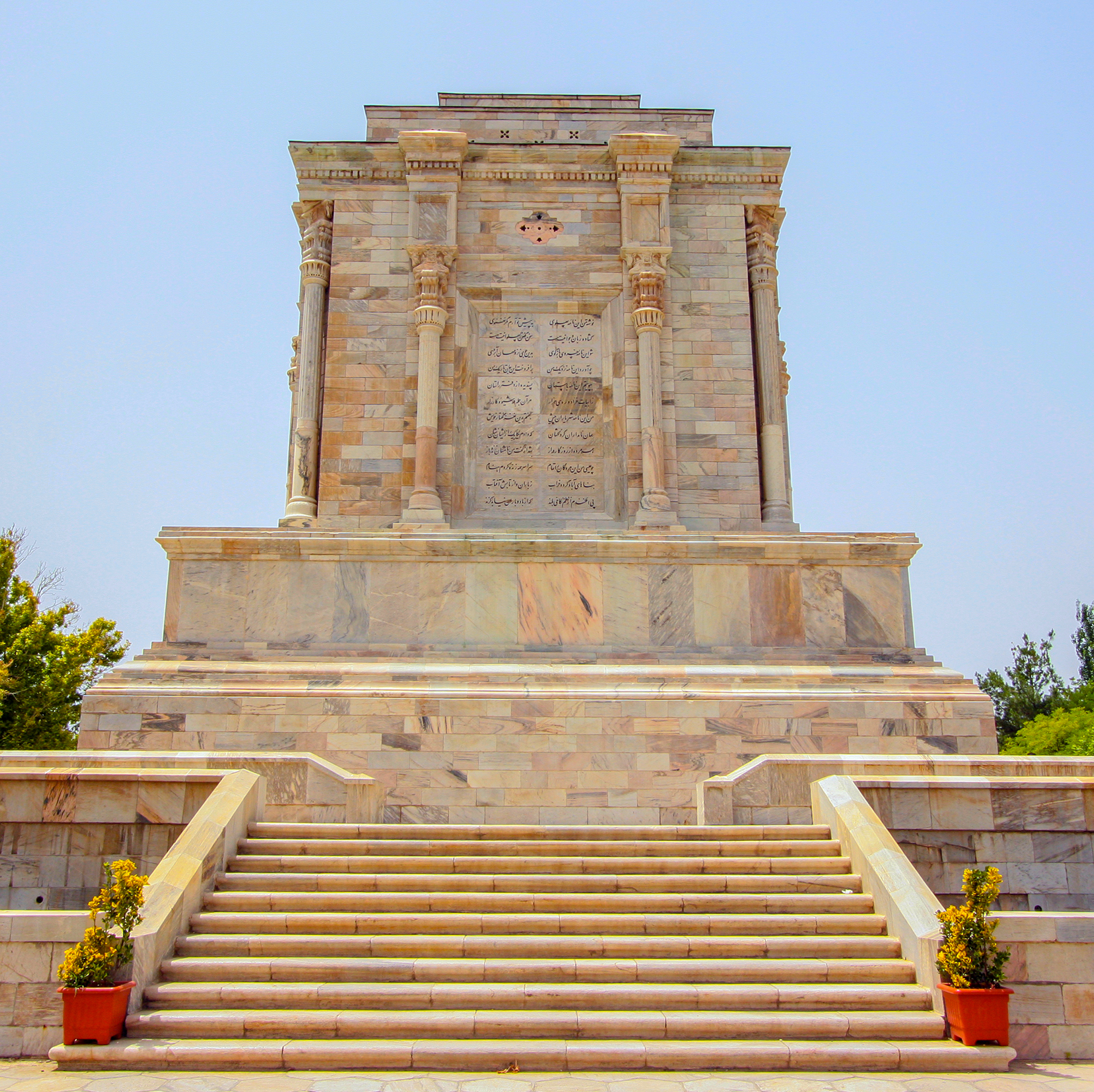
آرامگاه فردوسی
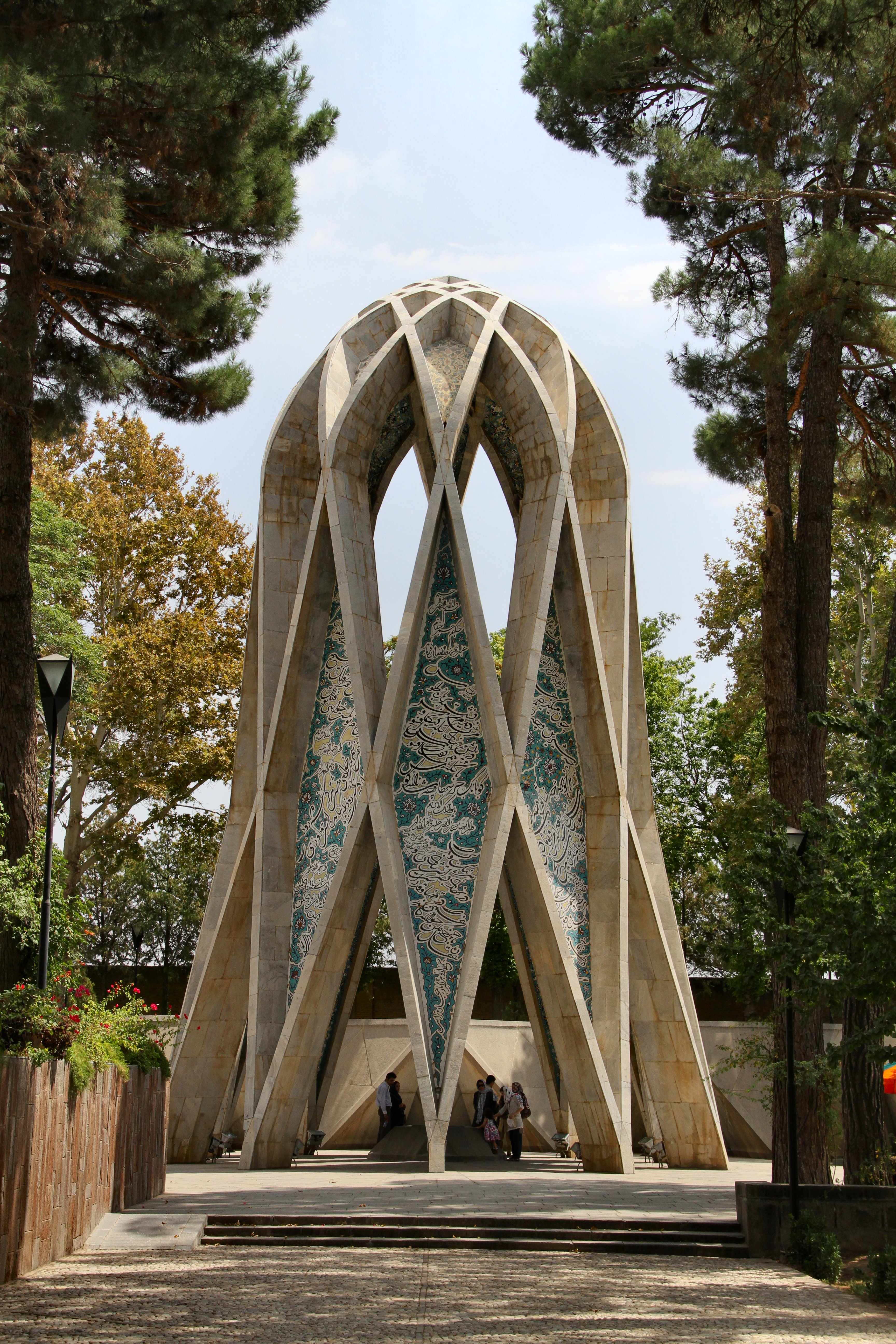
آرامگاه خیام
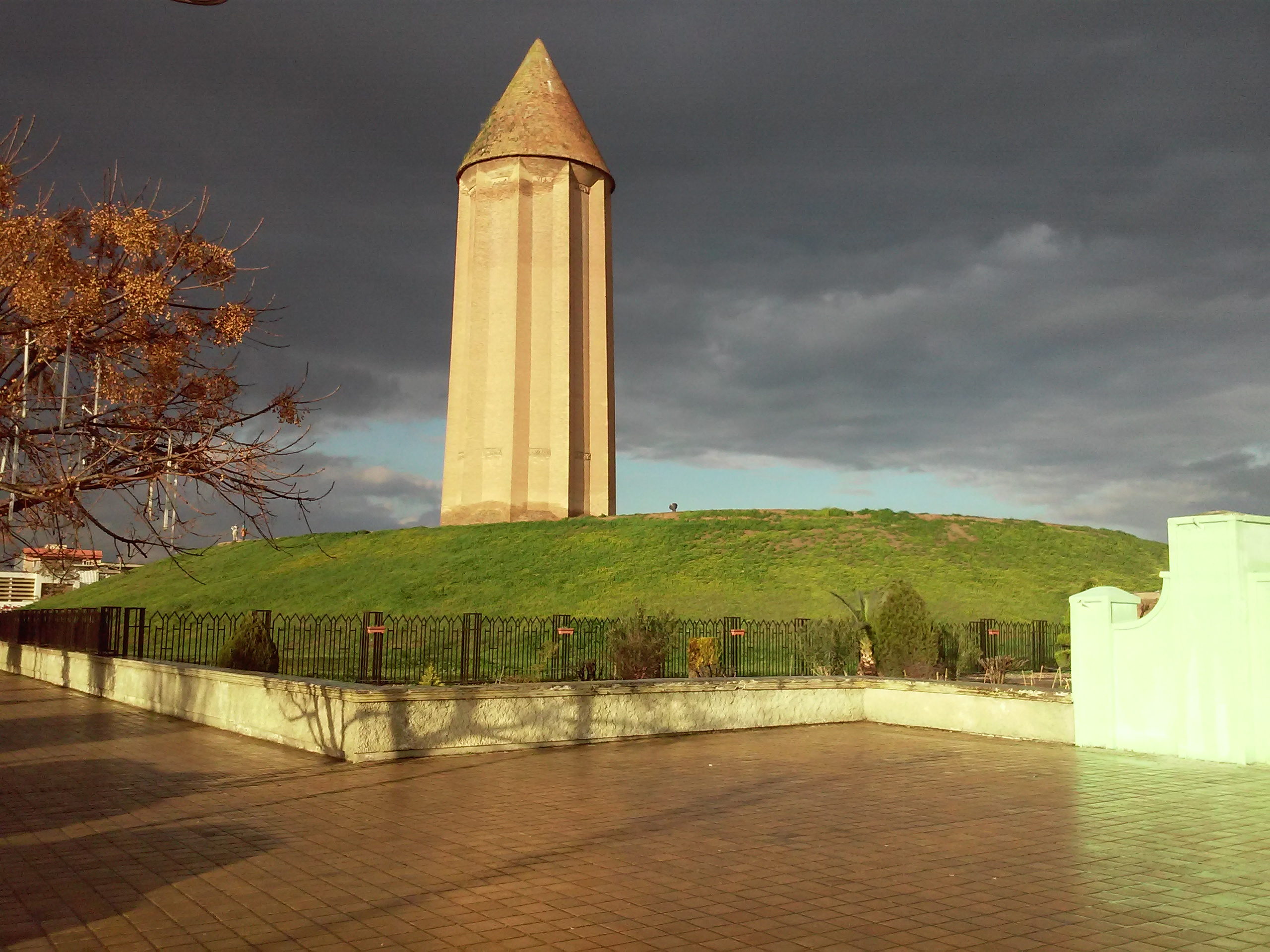
آرامگاه قابوس بن وشمگیر
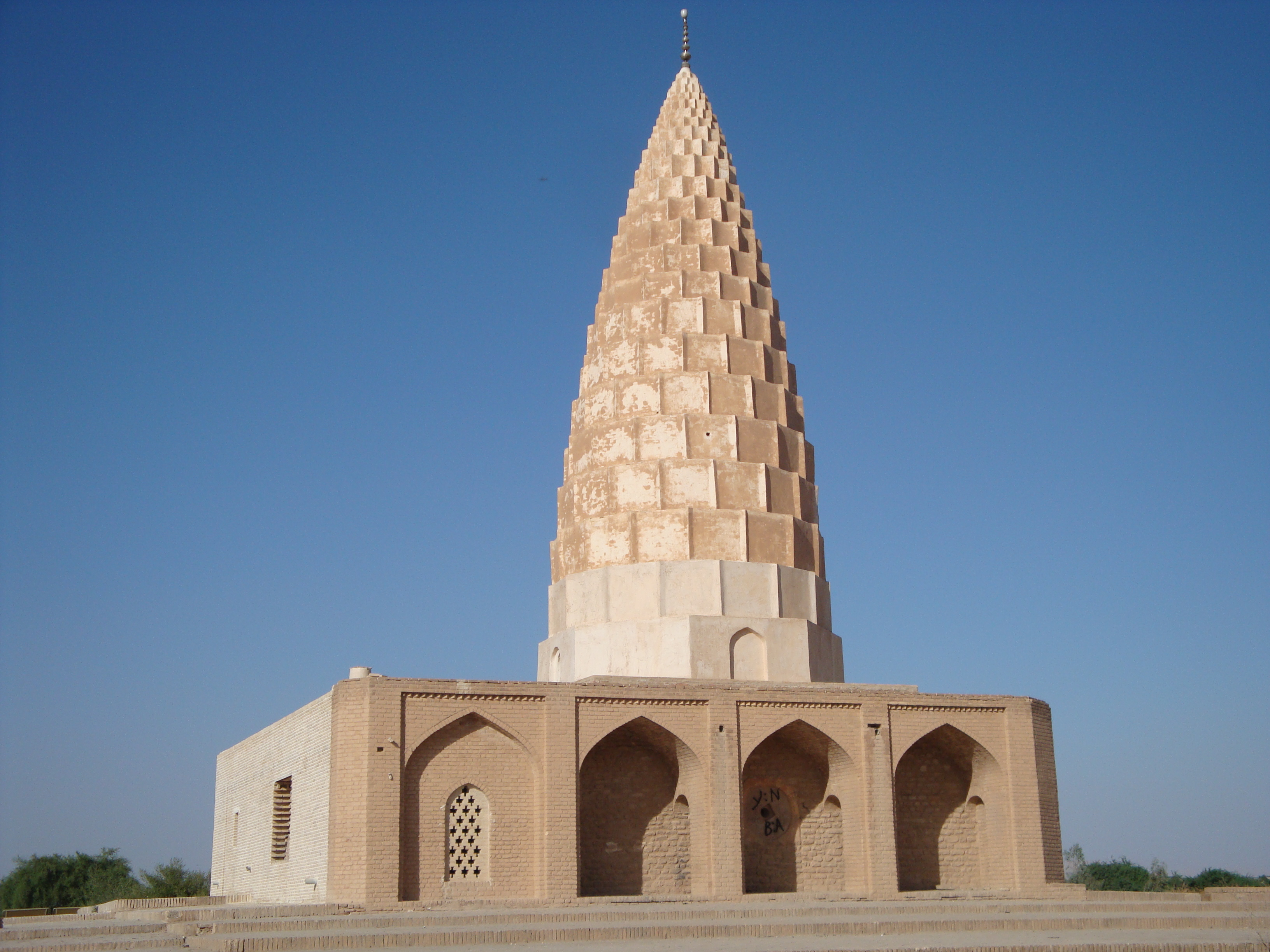
آرامگاه یعقوب لیث
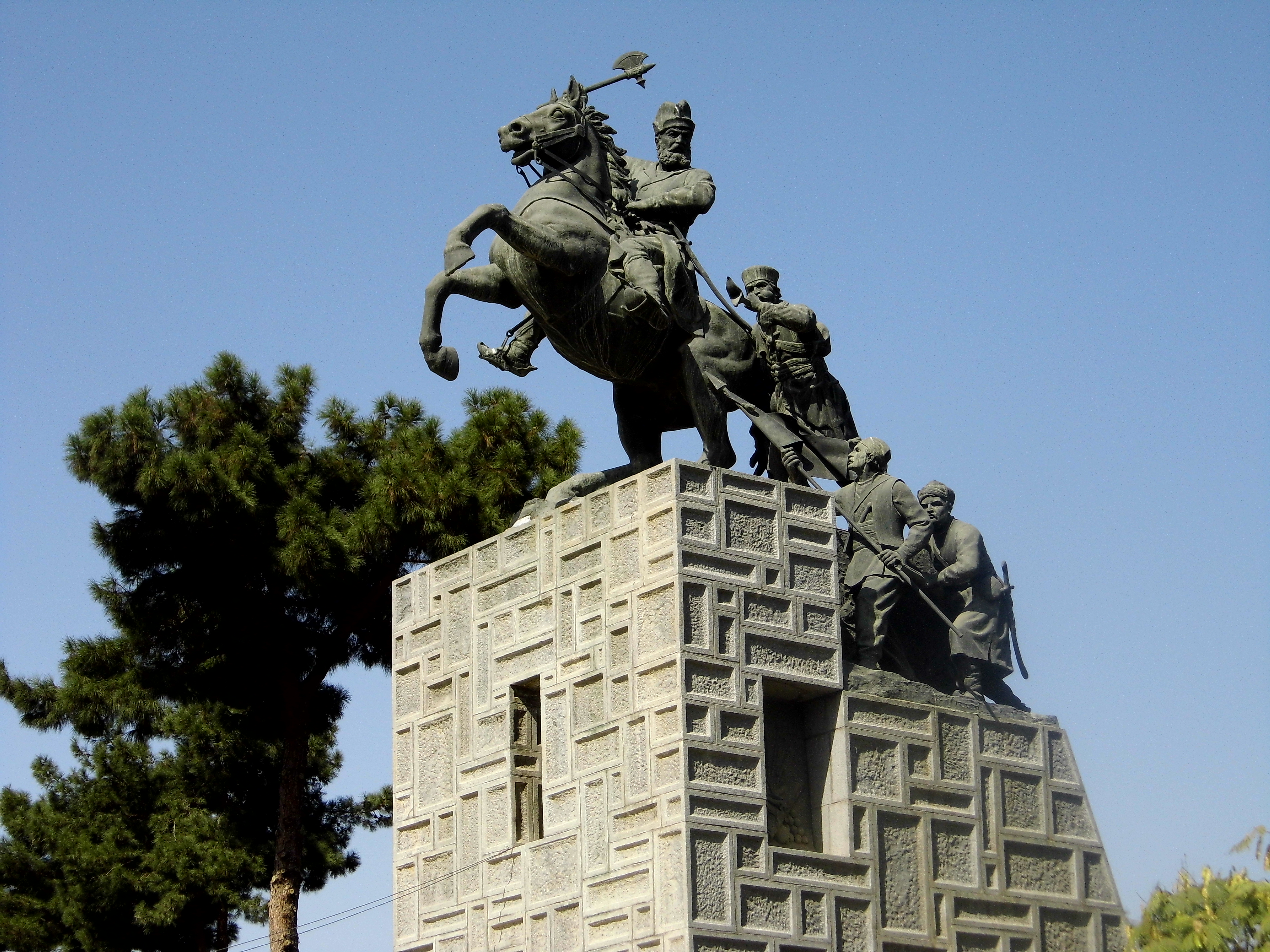
آرامگاه نادرشاه
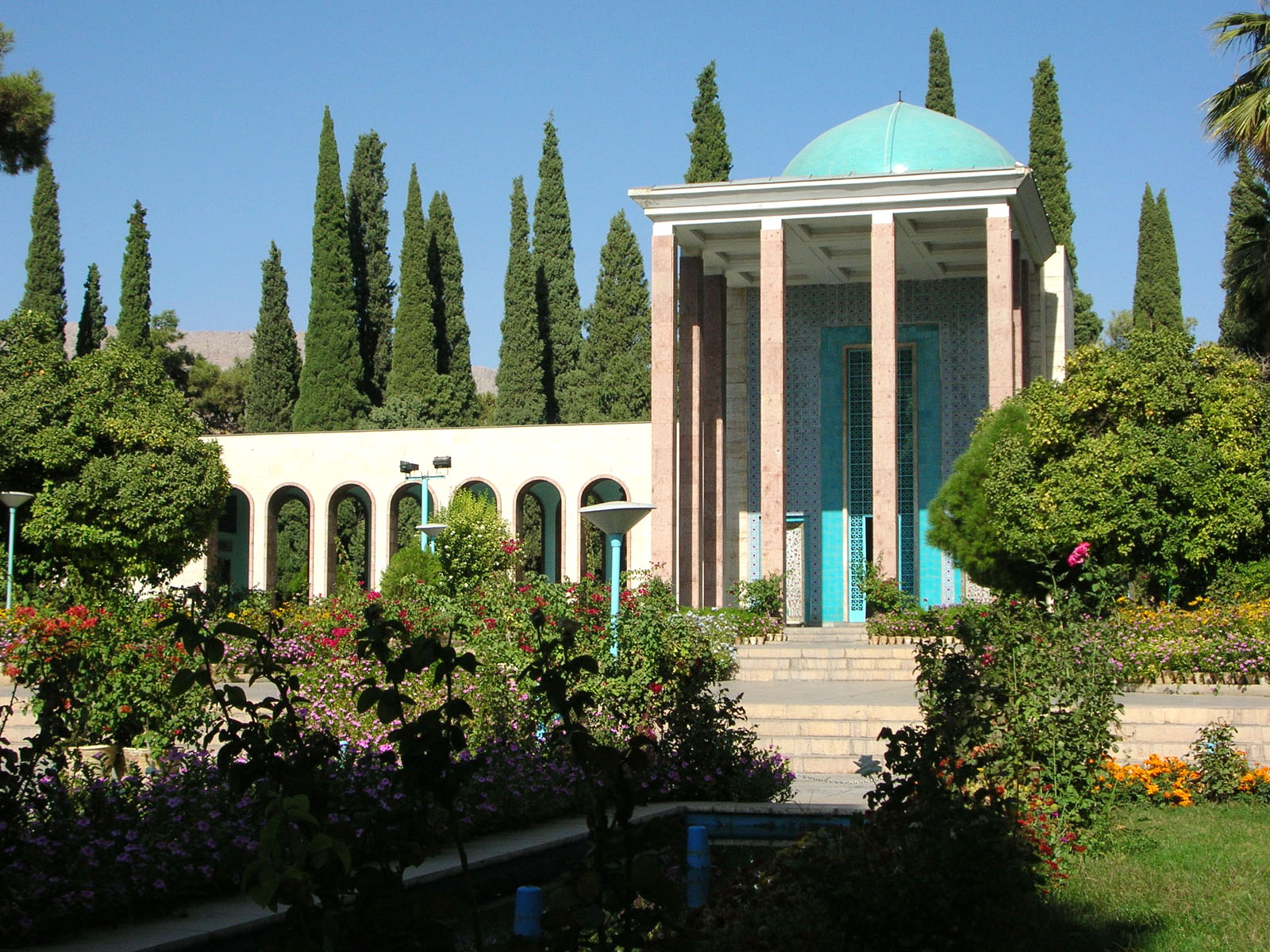
آرامگاه سعدی
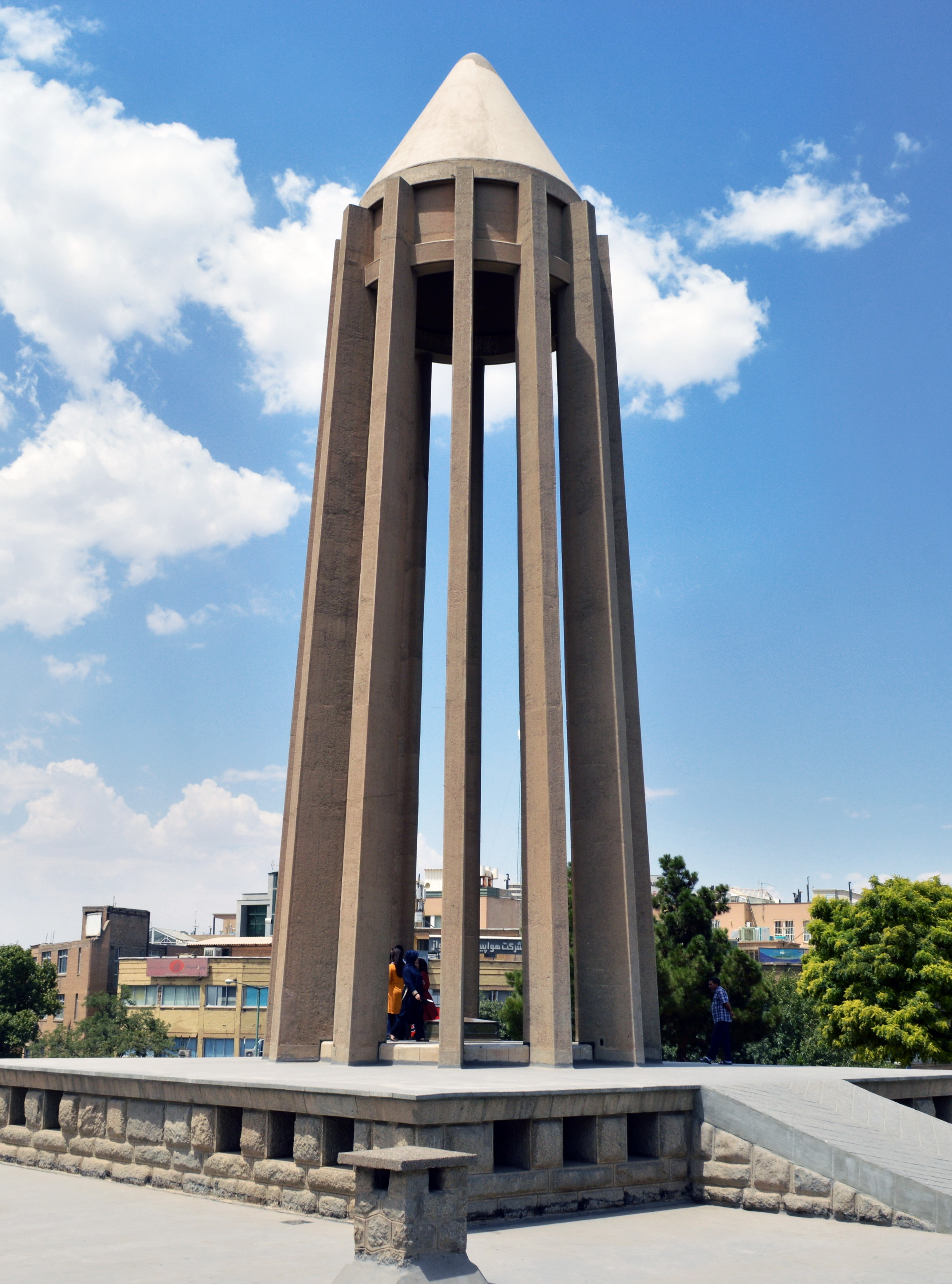
آرامگاه پورسینا

### ساختارهای معماری

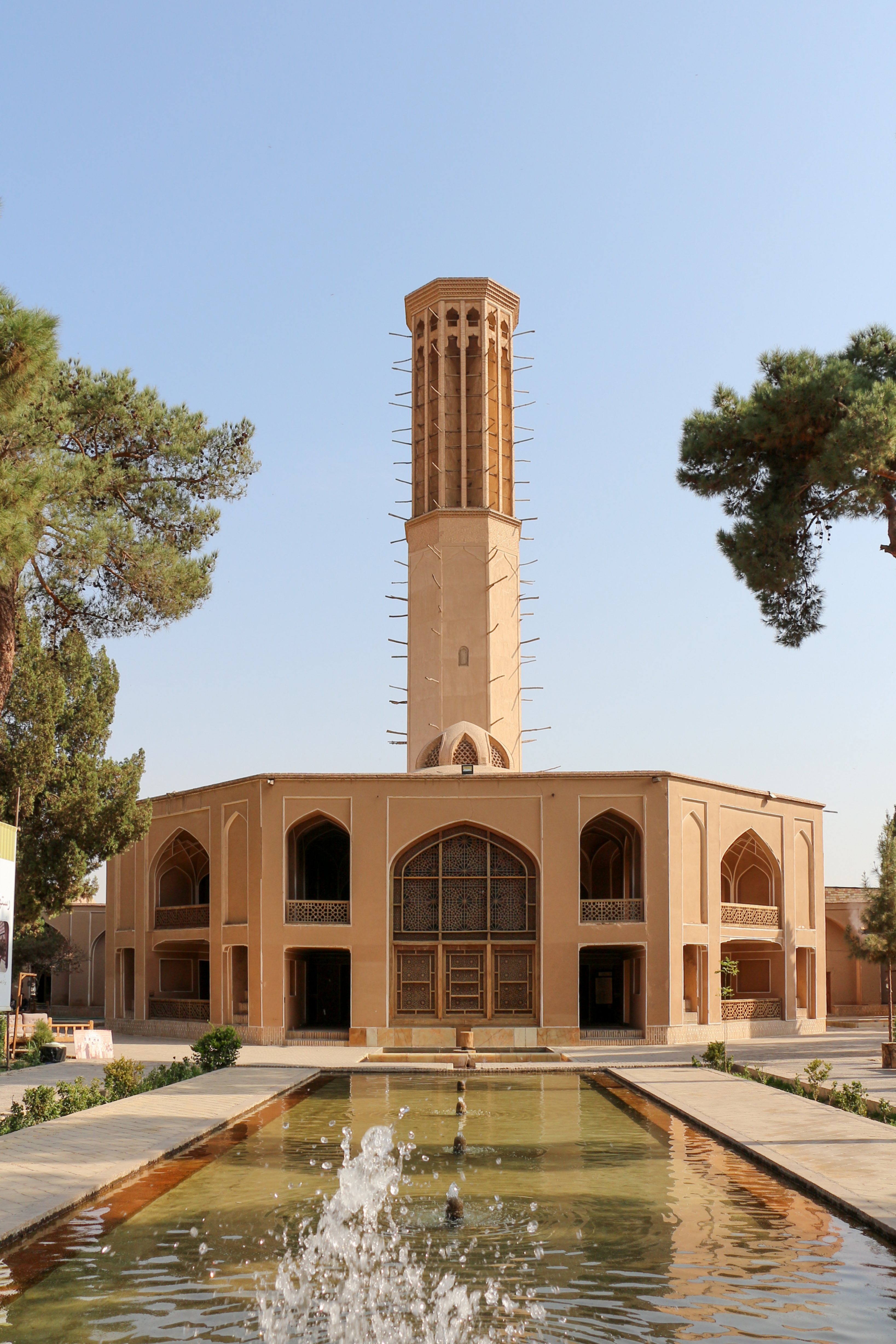
بادگیر
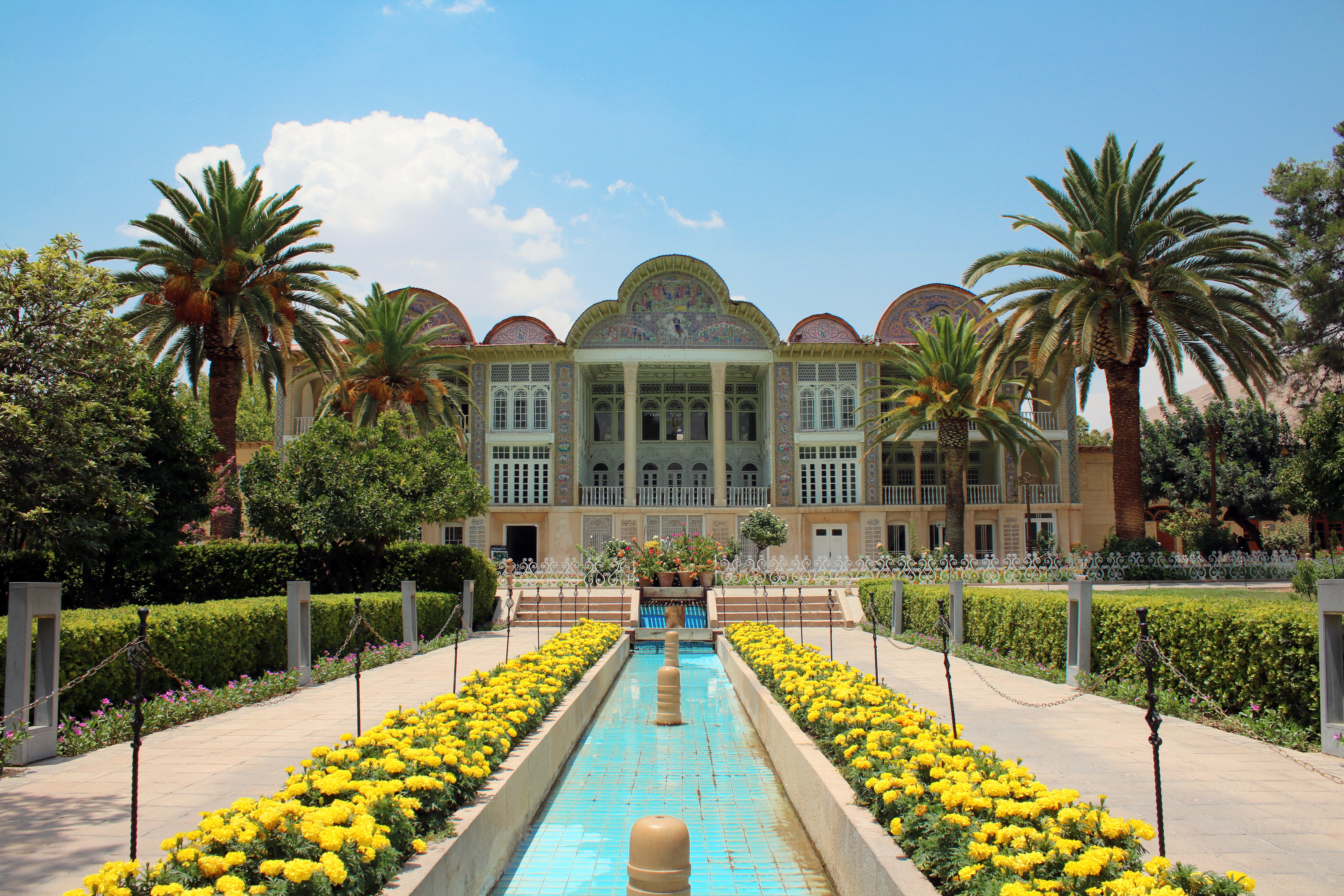
باغ ایرانی
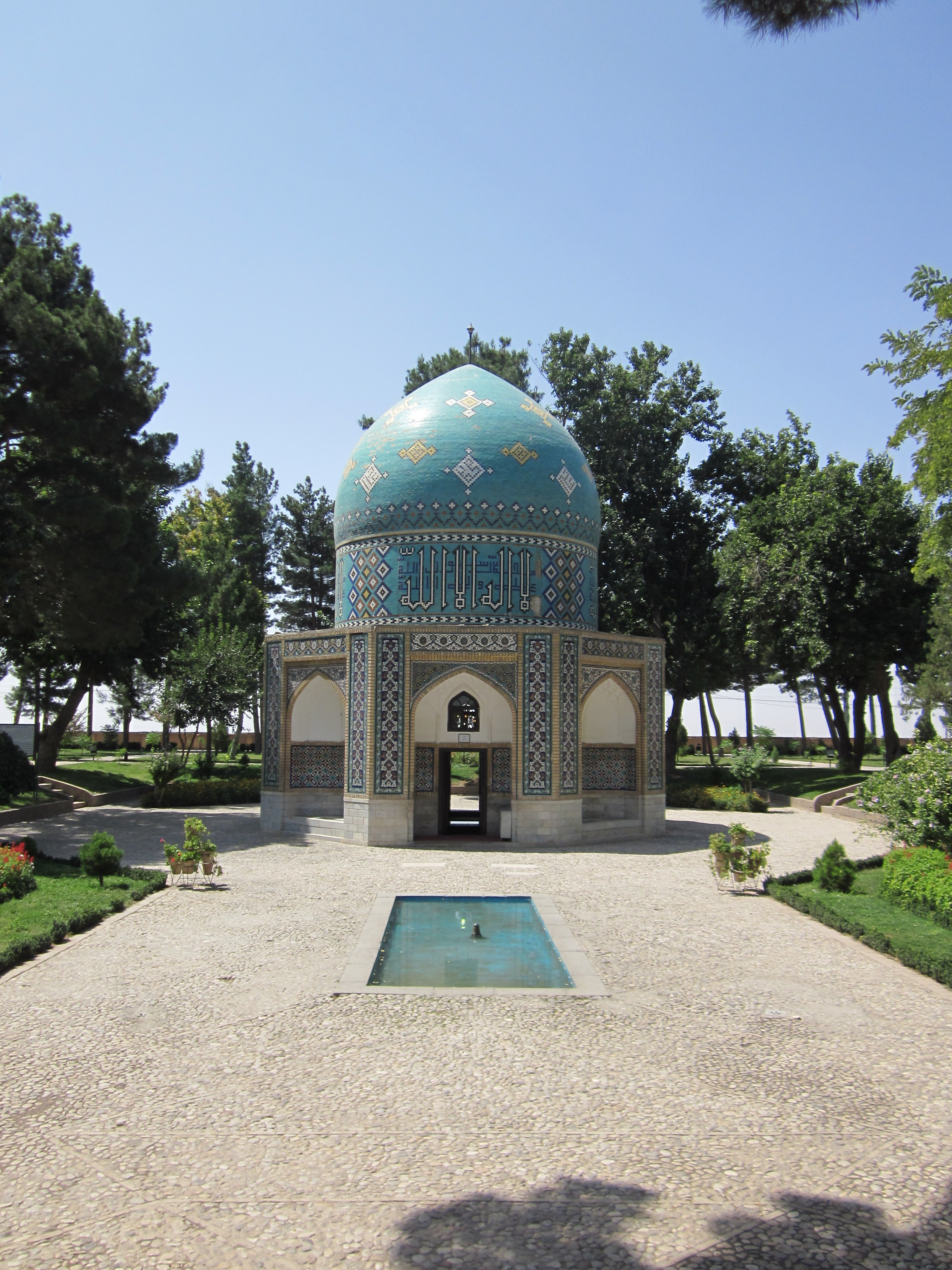
گنبد
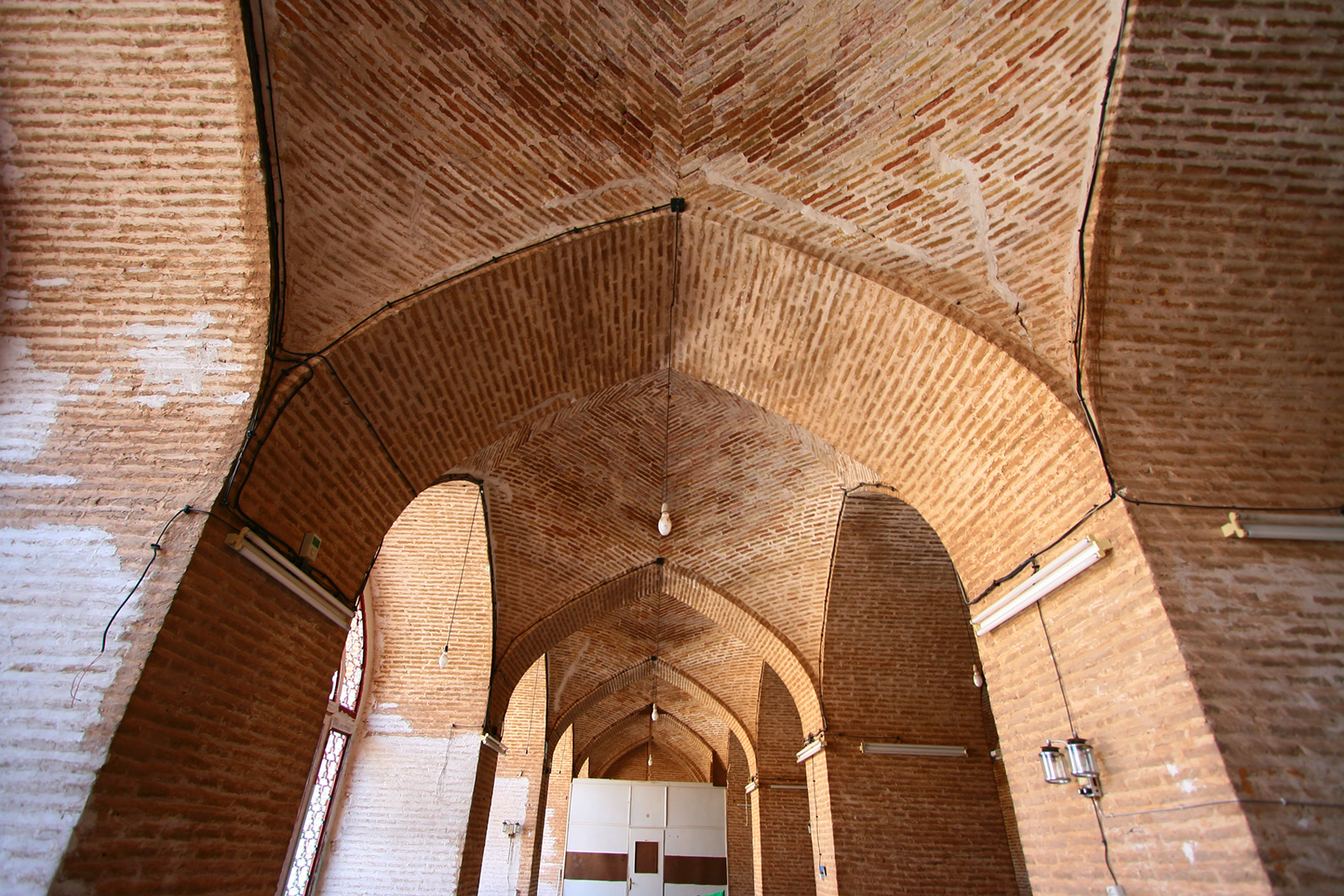
طاق
کاریز
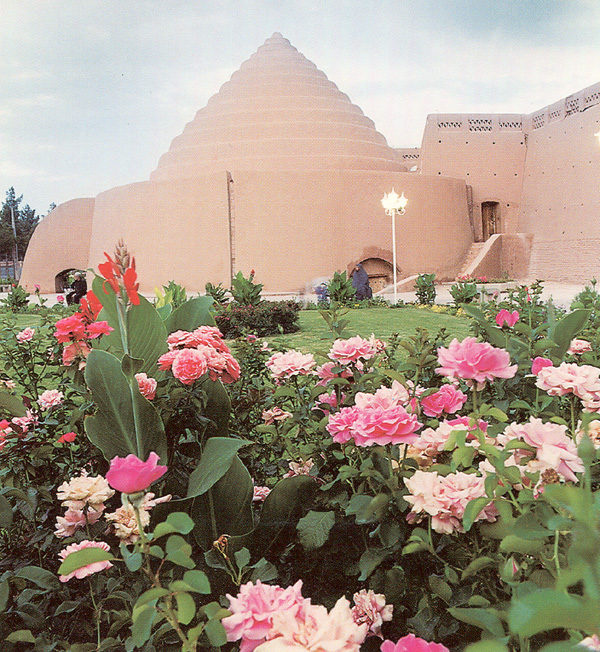
یخچال

## نمادهای فرهنگی

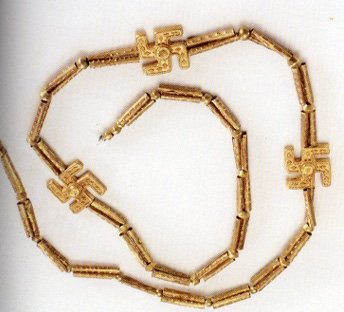
گردنبند ایرانی «گردونه میترا» که در کلورز گیلان پیدا شده ولی به گردنبند تپه مارلیک شناخته شده است و دارای دیرینگی نزدیک یک هزار سال پیش از میلاد می‌باشد، موزه ملی ایران

- مهرپرستی
- بته جقه

### روزها
- نوروز
- یلدا
- چهارشنبه سوری
- جشن سده
- روز کوروش بزرگ
- تیرگان
- مهرگان
- سپندارمذگان
- سیزده بدر

### کتاب‌ها
- اوستا
- دینکرد
- بندهشن

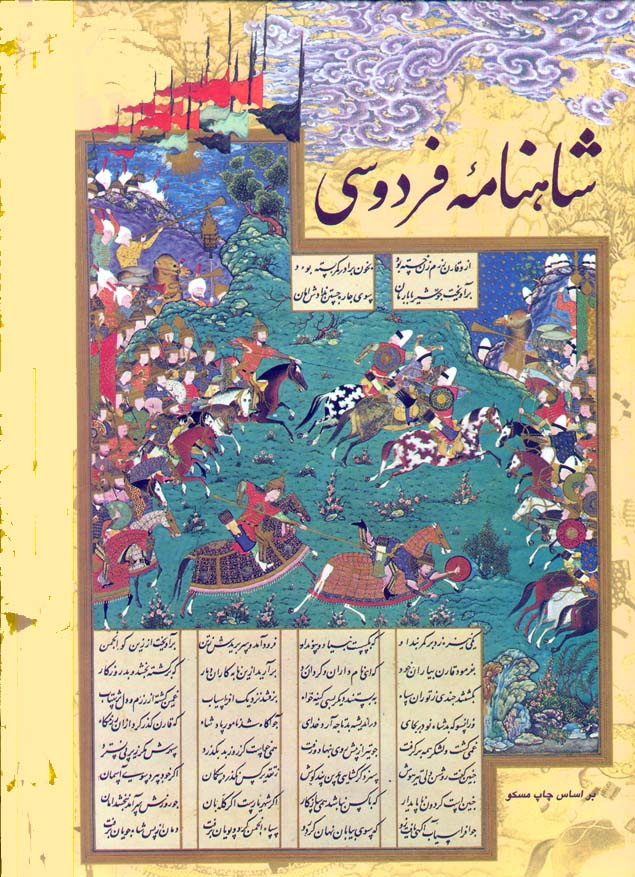
شاهنامه
- دیوان حافظ
- مثنوی مولوی
- بوستان سعدی
- منطق‌الطیر
- گلستان سعدی
- خسرو و شیرین
- لیلی و مجنون
- دیوان شمس
- تاریخ طبری
- مرزبان‌نامه
- قابوس‌نامه

- شاهنامه

### سازها
- تار
- تنبک
- دف
- سنتور[۲۲]
- سه‌تار
- عود
- قانون
- کمانچه
- نی
- چنگ

### صنایع دستی

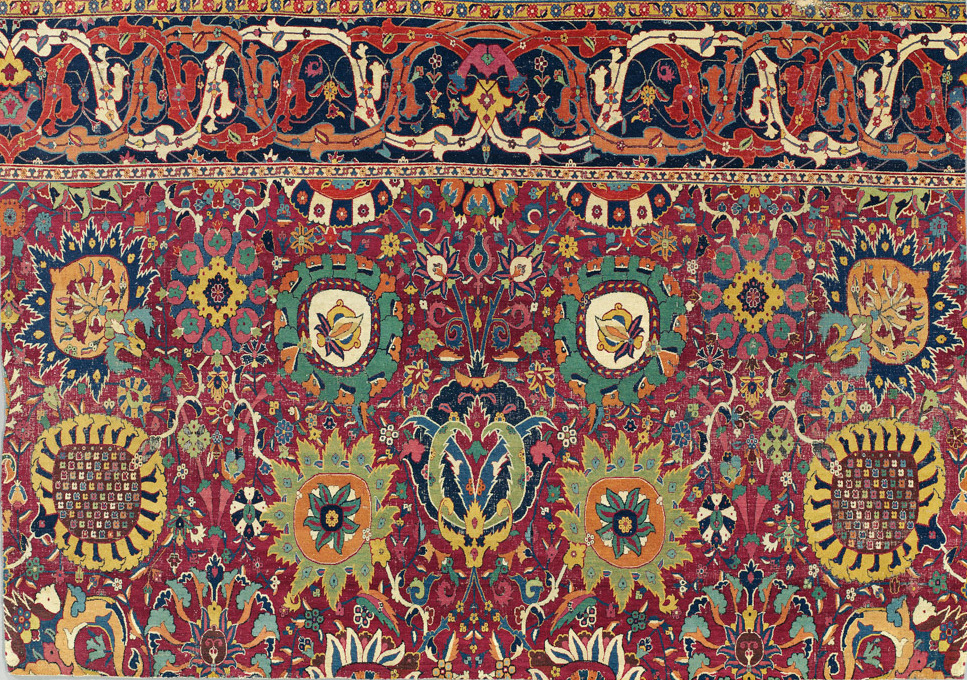
قالی ایرانی
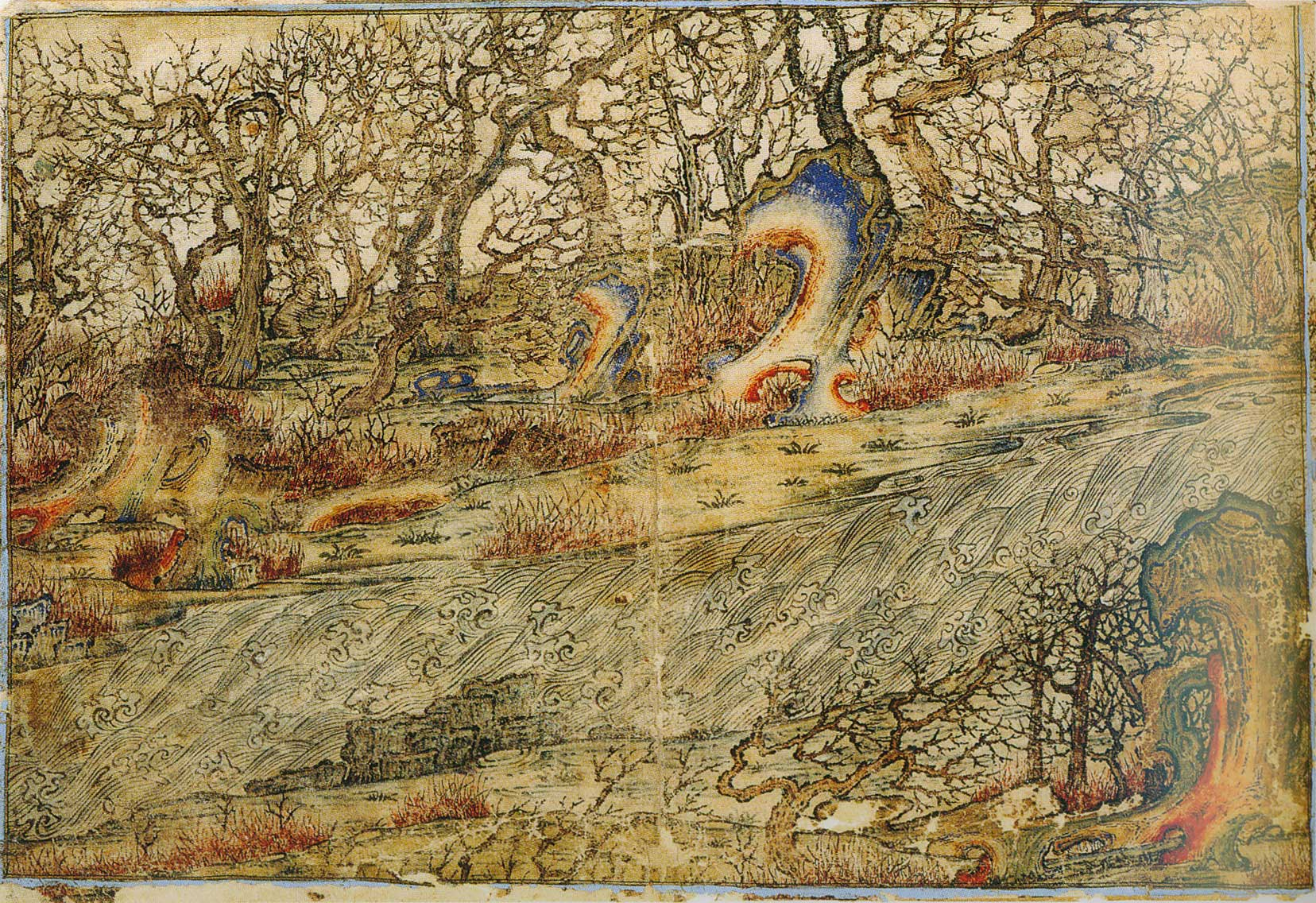
نگارگری ایرانی
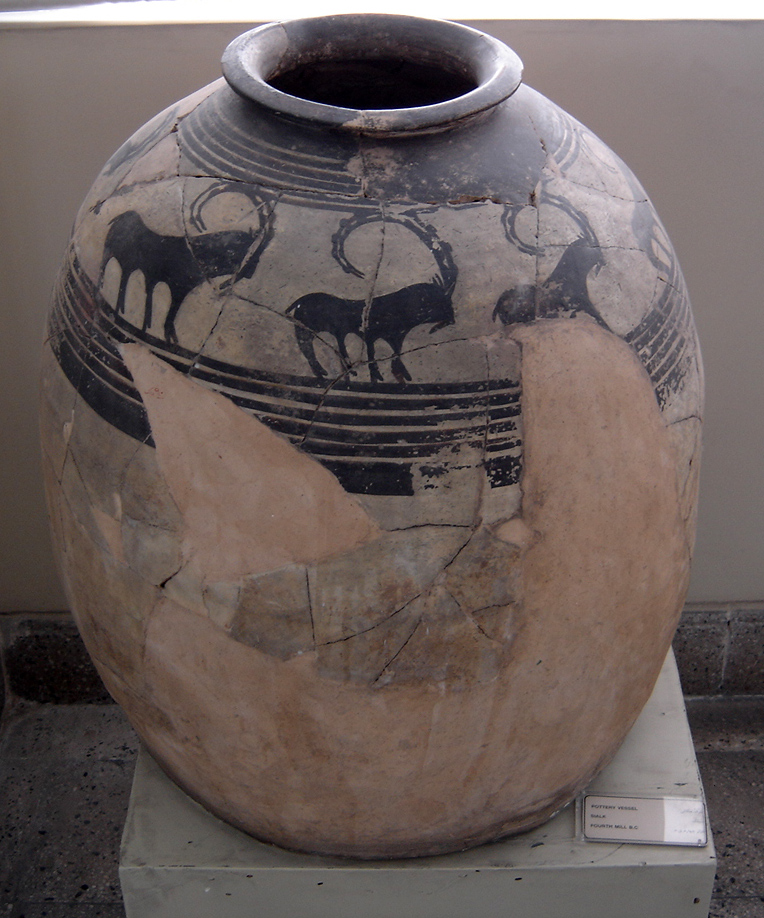
سفال ایرانی
ترمه

### ورزش‌ها
- چوگان
- کشتی
- ورزش زورخانه‌ای
- شطرنج تاریخی ایران
- تخته نرد

### دیگر

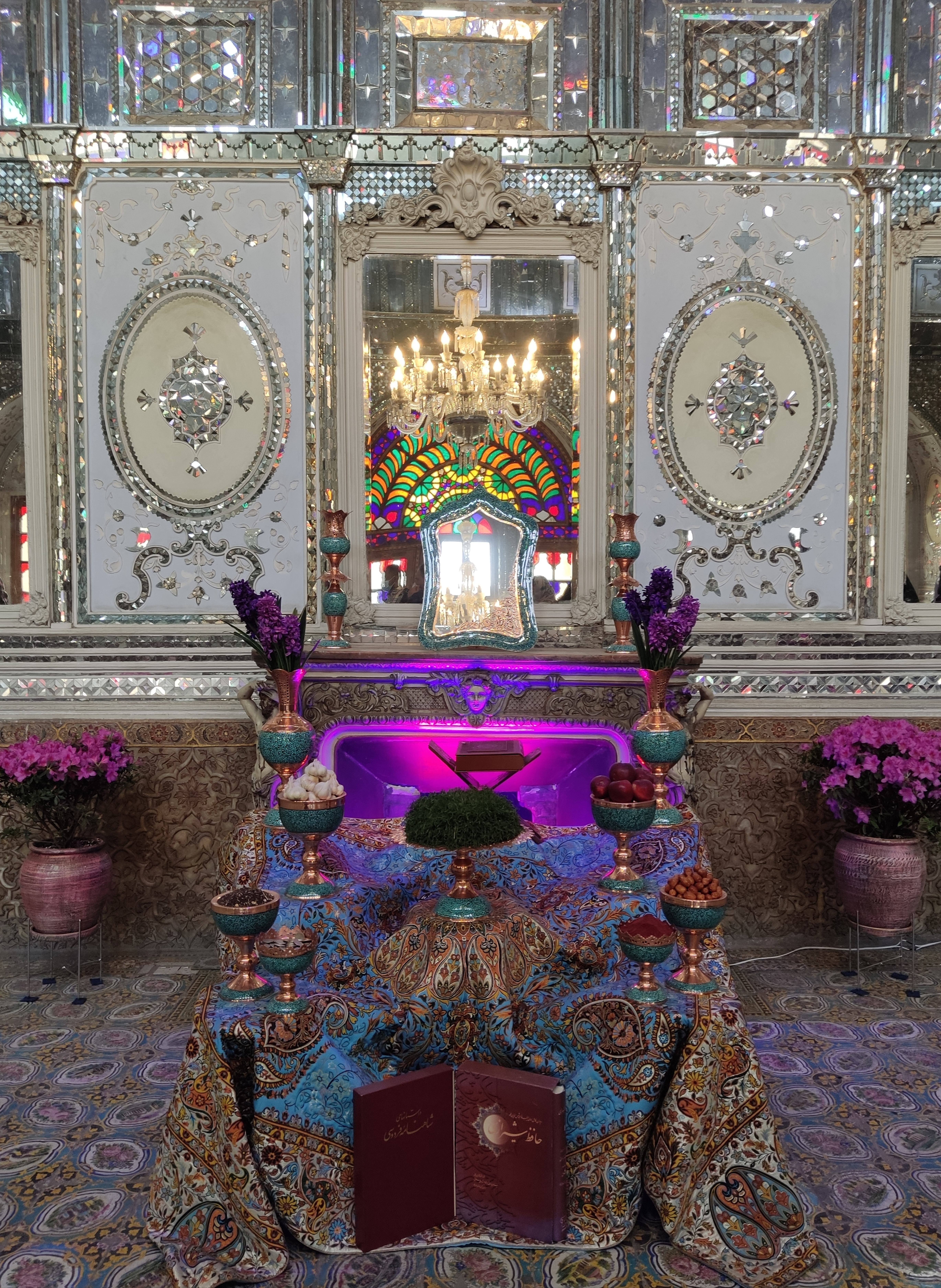
هفت‌سین

## شخصیت‌ها

### پیامبران
- زرتشت
- مانی
- مزدک

### پادشاهان
- کوروش بزرگ
- داریوش بزرگ
- خشایارشا
- شاپور یکم
- شاپور دوم
- مهرداد بزرگ
- خسرو انوشیروان
- خسرو پرویز
- نادرشاه
- رضاشاه
- محمدرضاشاه

### شاعران
- فردوسی
- حافظ
- سعدی
- عطار
- خیام
- مولوی
- رودکی
- خاقانی
- باباطاهر
- نظامی گنجوی
- ناصرخسرو
- پروین اعتصامی

### دانشمندان
- زکریای رازی
- ابوعلی سینا
- خوارزمی
- فارابی
- غزالی
- جابر بن حیان
- ابوریحان بیرونی
- خواجه نصیرالدین طوسی

### سیاستمداران
- نظام‌الملک
- قائم‌مقام فراهانی
- امیرکبیر
- احمد کسروی
- محمدعلی فروغی
- امیرعباس هویدا

### اساطیری

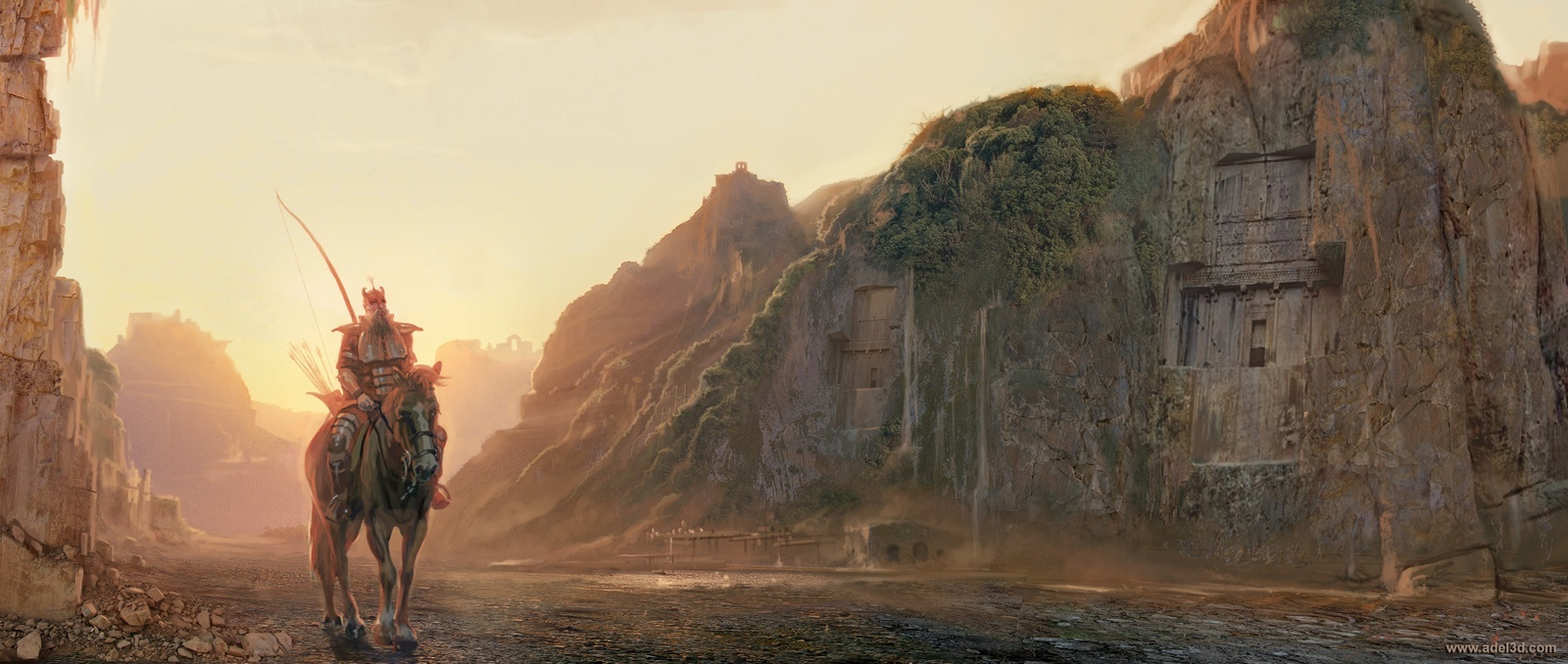
رستم

- رستم
- سهراب
- اسفندیار
- فریدون
- سیاوش
- کاوه آهنگر
- آرش کمانگیر
- زال
- ضحاک

## نمادهای گاهشماری ایران

### نمادهای برج

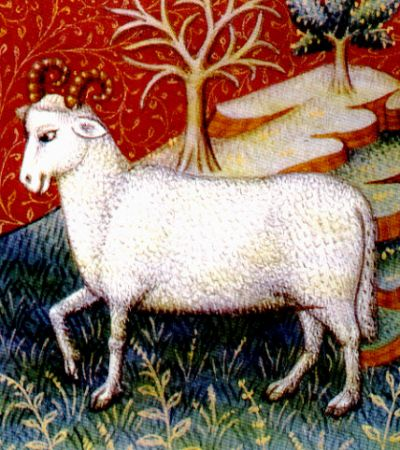
نماد ماه فروردین (برج حمل)
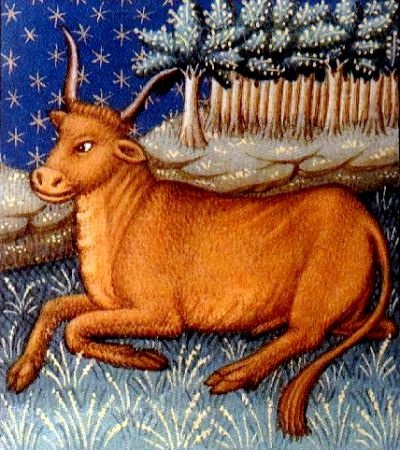
نماد ماه اردیبهشت (برج ثور)
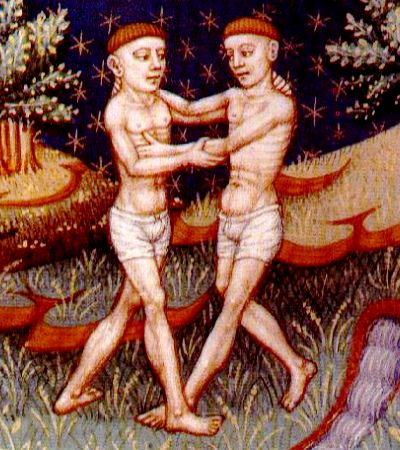
نماد ماه خرداد (برج جوزا)
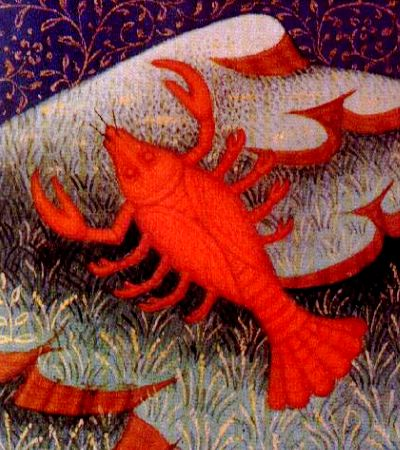
نماد ماه تیرداد (برج سرطان)
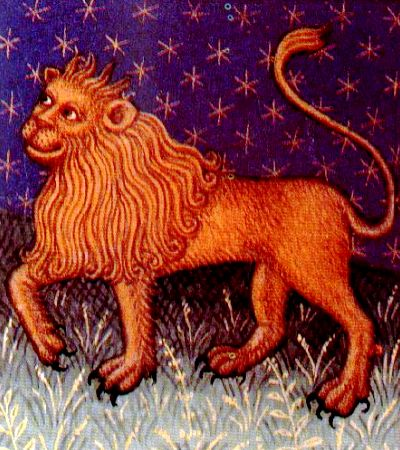
نماد ماه امرداد (برج اسد)
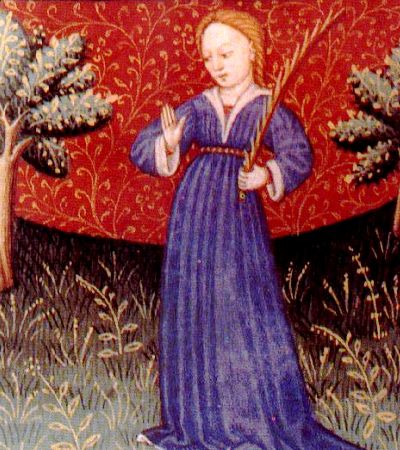
نماد ماه شهریور (برج سنبله یا دوشیزه)
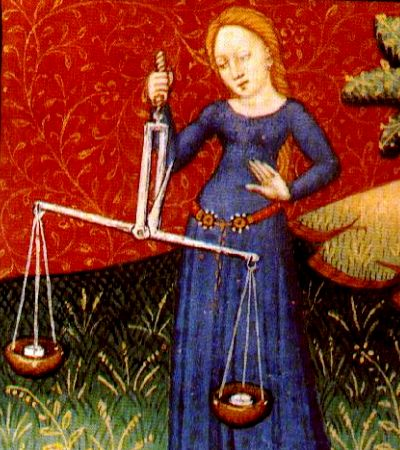
نماد ماه مهر (برج میزان)
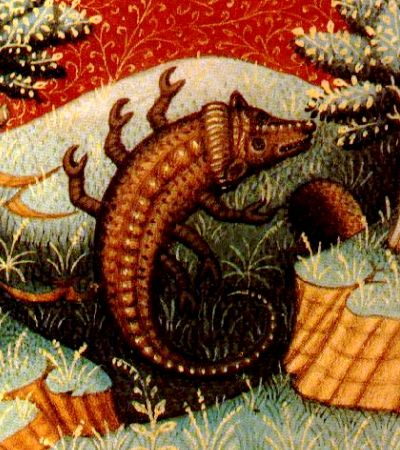
نماد ماه آبان (برج عقرب)
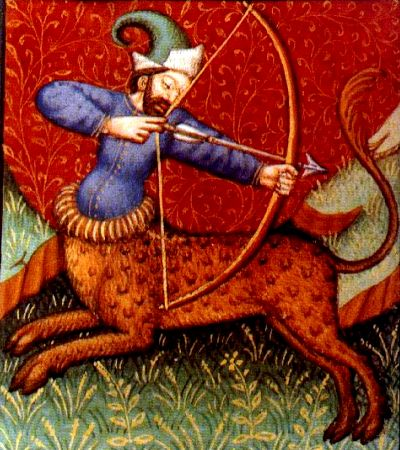
نماد ماه آذر (برج قوس)
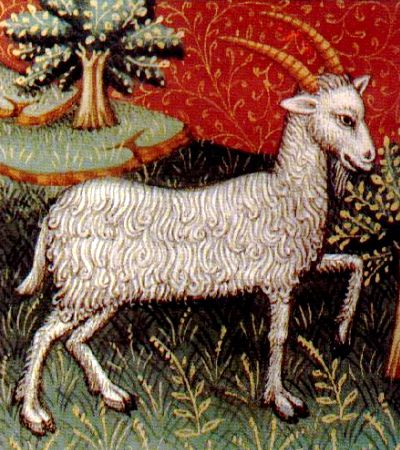
نماد ماه دی (برج جدی)
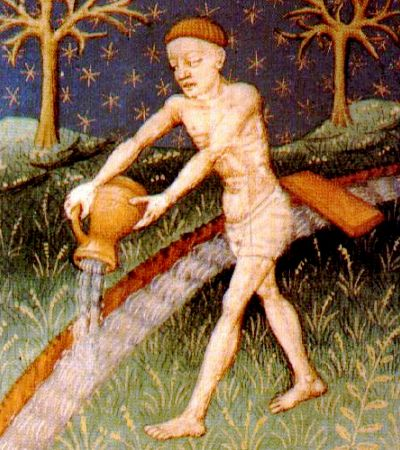
نماد ماه بهمن (برج دلو)
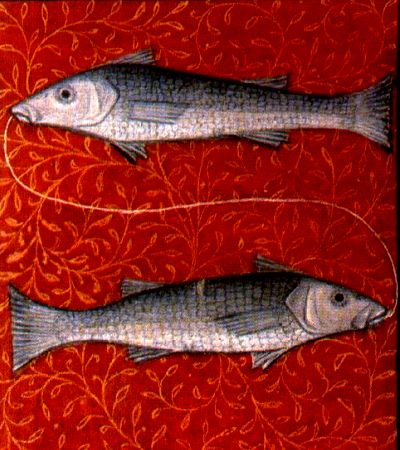
نماد ماه اسفند (برج حوت)

### نمادهای سال
گاه‌شماری حیوانی
1. (سال موش)
2. (سال گاو)
3. (سال پلنگ)
4. (سال خرگوش)
5. (سال نهنگ)
6. (سال مار)
7. (سال اسب)
8. (سال گوسفند)
9. (سال میمون)
10. (سال مرغ یا خروس)
11. (سال سگ)
12. (سال خوک)

## پرچم ملی ایران

پرچم کنونی (جمهوری اسلامی ایران)
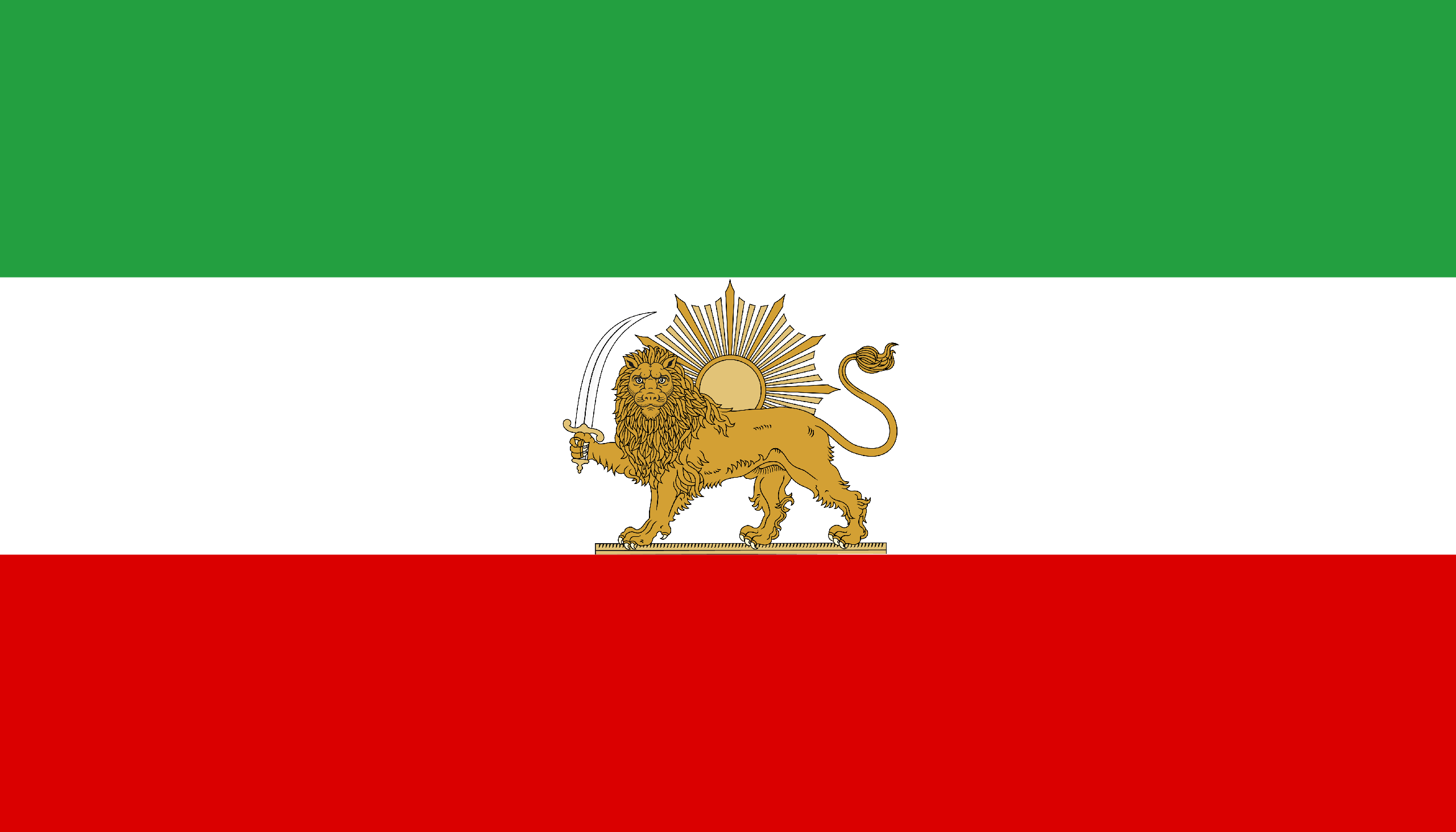
پرچم شیر و خورشید
پرچم شهروندی (ملی) ایران

## سرود ملی ایران
سرود ملی و رسمی دولت ایران، یکی از نمادهای ملی ایران است که در مراسم رسمی، یادبودهای ملّی، مسابقات ورزشی و دیگر مناسبت‌های ملّی اجرا یا پخش می‌شود. سرود ملّی ایران دارای دو بخش شعر و موسیقی است. سرودهای ایران در دوران گذشته به شرح ذیل بوده است:
- سرود ای ایران
- سرود پرچم شیر و خورشید ایران
- سرود شاهنشاهی ایران
- سرود جمهوری اسلامی ایران

## نشان‌های حکومتی

### دوران قاجار
این نشان‌ها را در روزگار قاجار می‌توان در کل به دو دسته بخش کرد: ۱-نشان‌های شمشیربندان ۲-نشان‌های سرشناسان.
نشان‌های شمشیربندان دارای هشت مرتبه به ترتیب زیر بودند: ۱- نشان نویان اعظم ۲-نشان امیر تومانی ۳-نشان سرتیپی ۴-نشان سرهنگی ۵-نشان یاوری ۶-نشان سلطانی ۷-نشان نایبی ۸-نشان وکیل نشان‌های نامبرده به شکل حمایلی با نوارهای رنگین بود که در پایین آن مدالی با نگارهٔ شیر و خورشید آویزان می‌شد. درجه اهمیت نشان از روی رنگشان بازشناخته می‌شد.
- نشان تمثال امیرالمؤمنین
- نشان اقدس (نشان درجه یک شیر و خورشید تا سال ۱۳۱۱ قمری)[۲۳]
- نشان قدس (نشان درجه دو شیر و خورشید تا سال ۱۳۱۱ قمری)
- نشان مقدس (نشان درجه سه شیر و خورشید تا سال ۱۳۱۱ قمری)
- نشان تمثال همایون
- نشان تاج
- نشان شیر و خورشید ایران (در ۵ رتبه از سال ۱۳۱۱ قمری)[۲۴]
- نشان آفتاب (برای بانوان)
- نشان ذوالفقار
- نشان سپه
- ح[۲۵]

نشان رسمی ایران در دوران صفویان
نشان شیر و خورشید در دوران قاجار
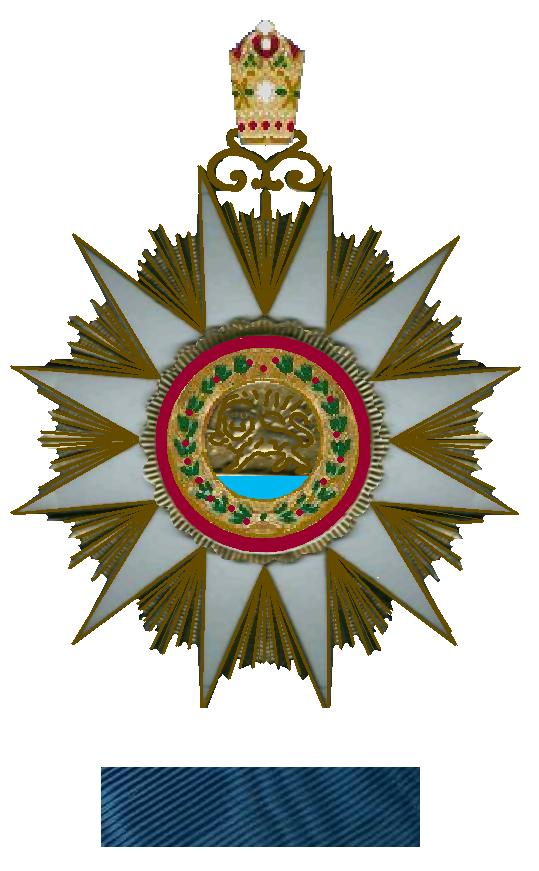
نشان مقدس بالاترین نشان در دوران قاجار

### دوران پهلوی
پرچم‌های پادشاهی خاندان پهلوی، پرچم‌های شخصی شاه، شهبانو و ولیعهد بودند که در سال ۱۹۷۱ انتخاب شدند. رنگ آبی رنگ خانواده پهلوی می‌باشد و به همین دلیل زمینهٔ این پرچم‌ها، آبی‌است.

پرچم شاه ایران
پرچم شهبانوی ایران
پرچم ولیعهد
پرچم نظامی ایران در زمان پهلوی دوم

نشان‌های شاهنشاهی پهلوی
- نشان پهلوی
- نشان ذوالفقار
- نشان آریامهر
- نشان تاج
- نشان هفت‌پیکر
- نشان همایون
- نشان سوم اسفند
- نشان شیر و خورشید سرخ ایران
- نشان سپه
- نشان پاس
- نشان ابن‌سینا
- نشان لیاقت
- نشان افتخار
- نشان خدمت
- نشان درخش
- نشان دانش
- نشان هنر

نشان شیر و خورشید در زمان پهلوی
نشان رسمی ایران در زمان رضا شاه (۱۹۲۵ تا ۱۹۳۲)
نشان شخصی شاه
نشان شخصی ولیعهد
نشان شخصی شهبانو

### دوران جمهوری اسلامی ایران

نشان رسمی جمهوری اسلامی ایران
نشان عالی انقلاب اسلامی
نشان عالی استقلال
نشان عالی آزادی
نشان عالی جمهوری اسلامی

نشان ستاد کل نیروهای مسلح
نشان عالی فتح
نشان ذوالفقار (نسخه جمهوری اسلامی)

## نمادهای رایج در پول ملی ایران
پول ملی ایران

### دوره قاجار
نمادهای استفاده شده در دوره سلسله قاجار علاوه بر عکس پادشاه تصویر شیر و خورشید و طرح‌های مختلف بوده است.

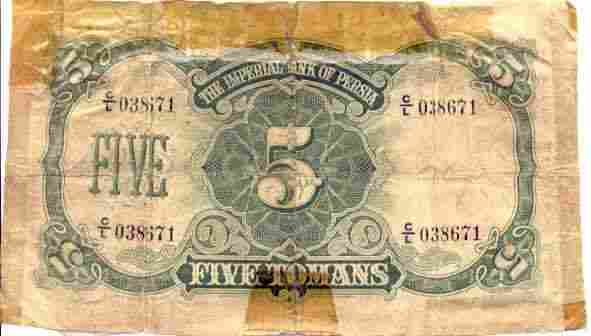
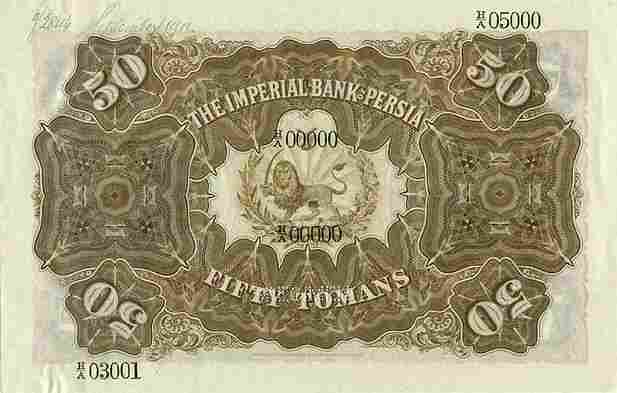

### دوره پهلوی
نمادهای به کار رفته در اسکناس‌ها در دوره شاهنشاهی پهلوی افزون بر نماد شیر و خورشید و نگاره پادشاه، نگاره‌هایی از تخت جمشید، آرامگاه دانیال نبی، کوه دماوند، رشته کوه‌های البرز، کاخ تچر، پل قدیم دزفول، طاق بستان، سنگ‌نگاره پیشکش آوران، نماد نوروز زرتشتیان، مهر سلطنتی داریوش کبیر، عالی قاپو، داریوش بزرگ، پل الله وردی خان، ا، پالایشگاه آبادان، ساختمان بانک ملی ایران، تونل و سد کوهرنگ، تاج پهلوی، آرامگاه حافظ، جام مارلیک، هتل رامسر، سد کرج، پل ورسک و … می‌باشد.

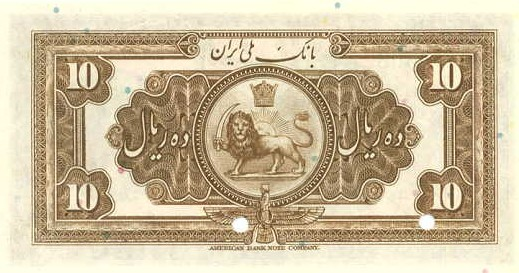
شیر و خورشید
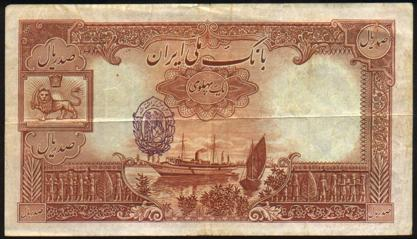
خلیج فارس
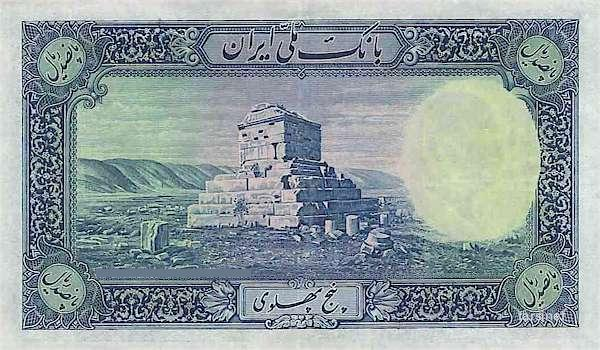
آرامگاه کوروش بزرگ
دماوند
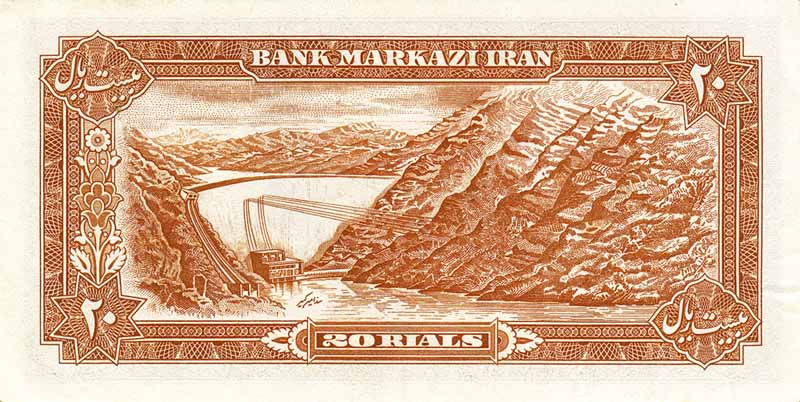
سد کرج
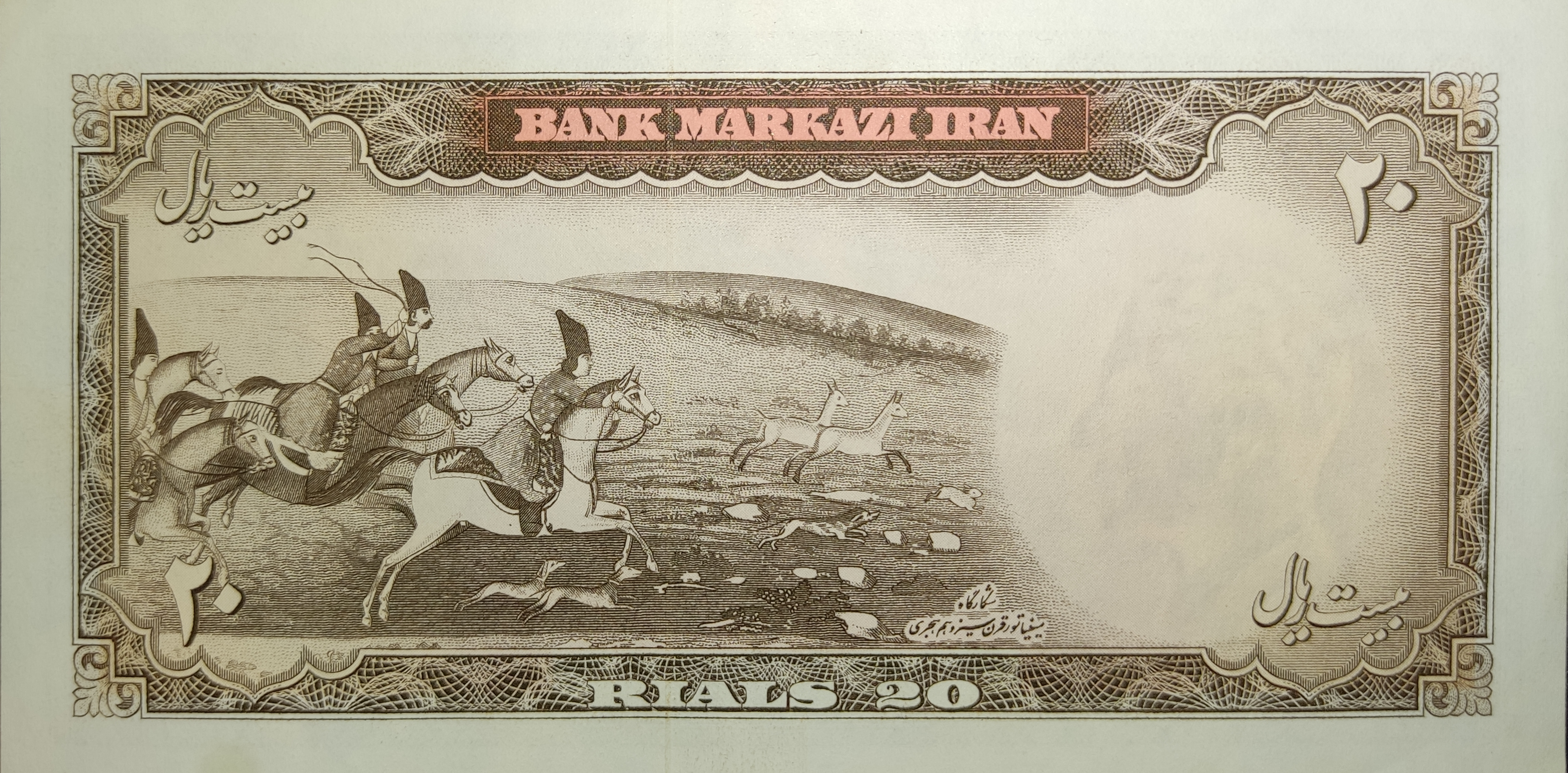
مینیاتور
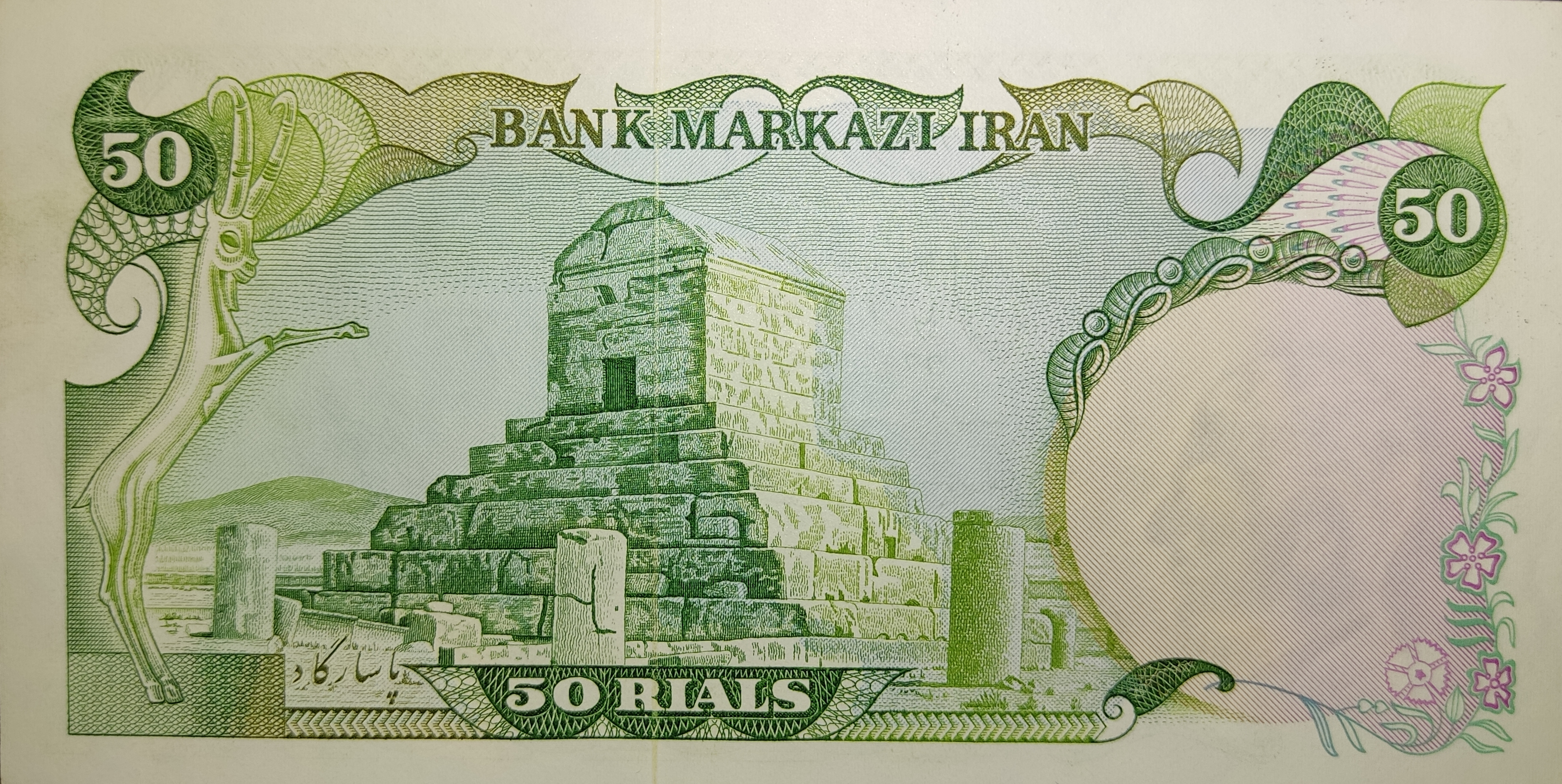
آرامگاه کوروش بزرگ
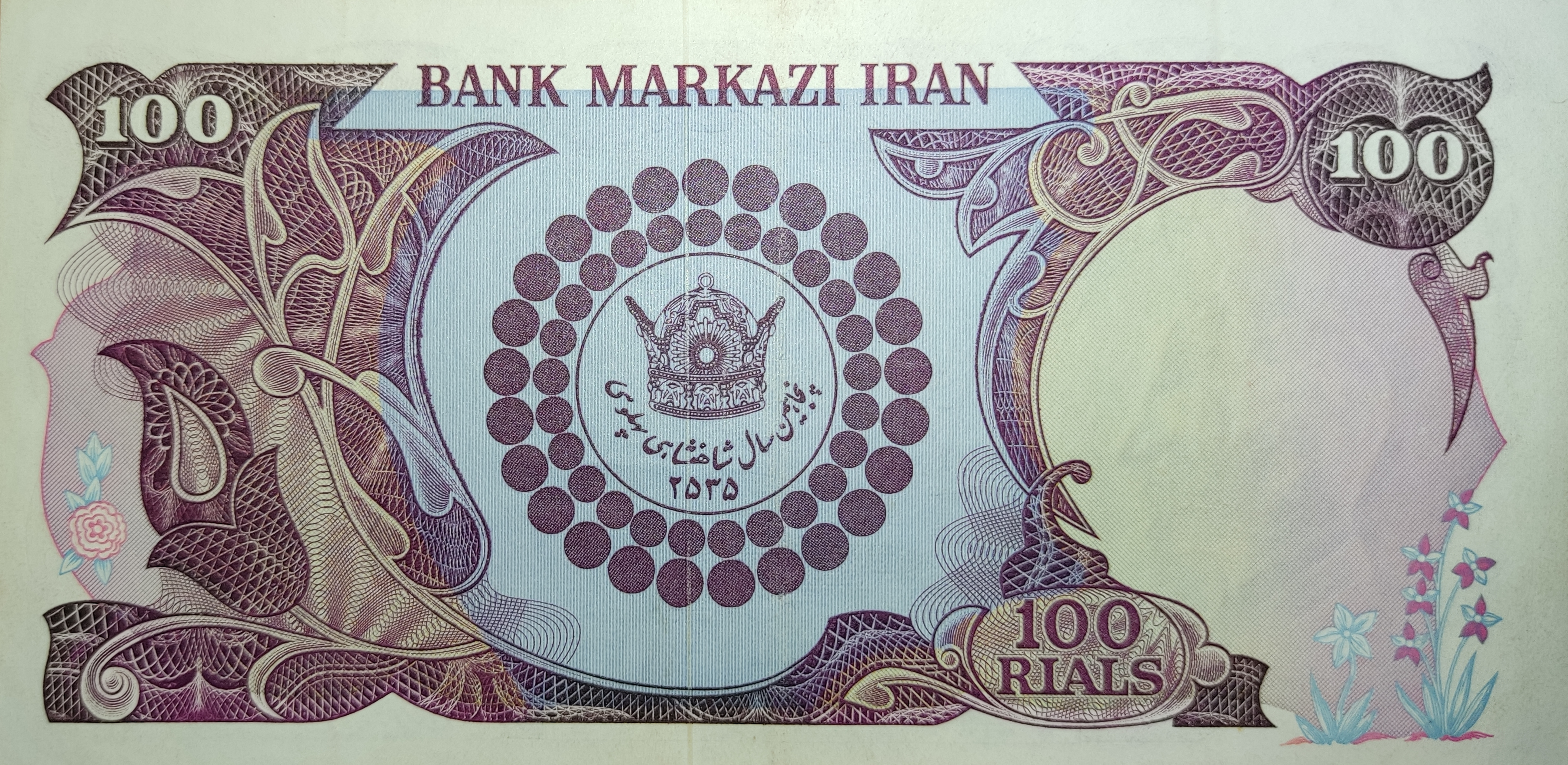
گاهشماری شاهنشاهی
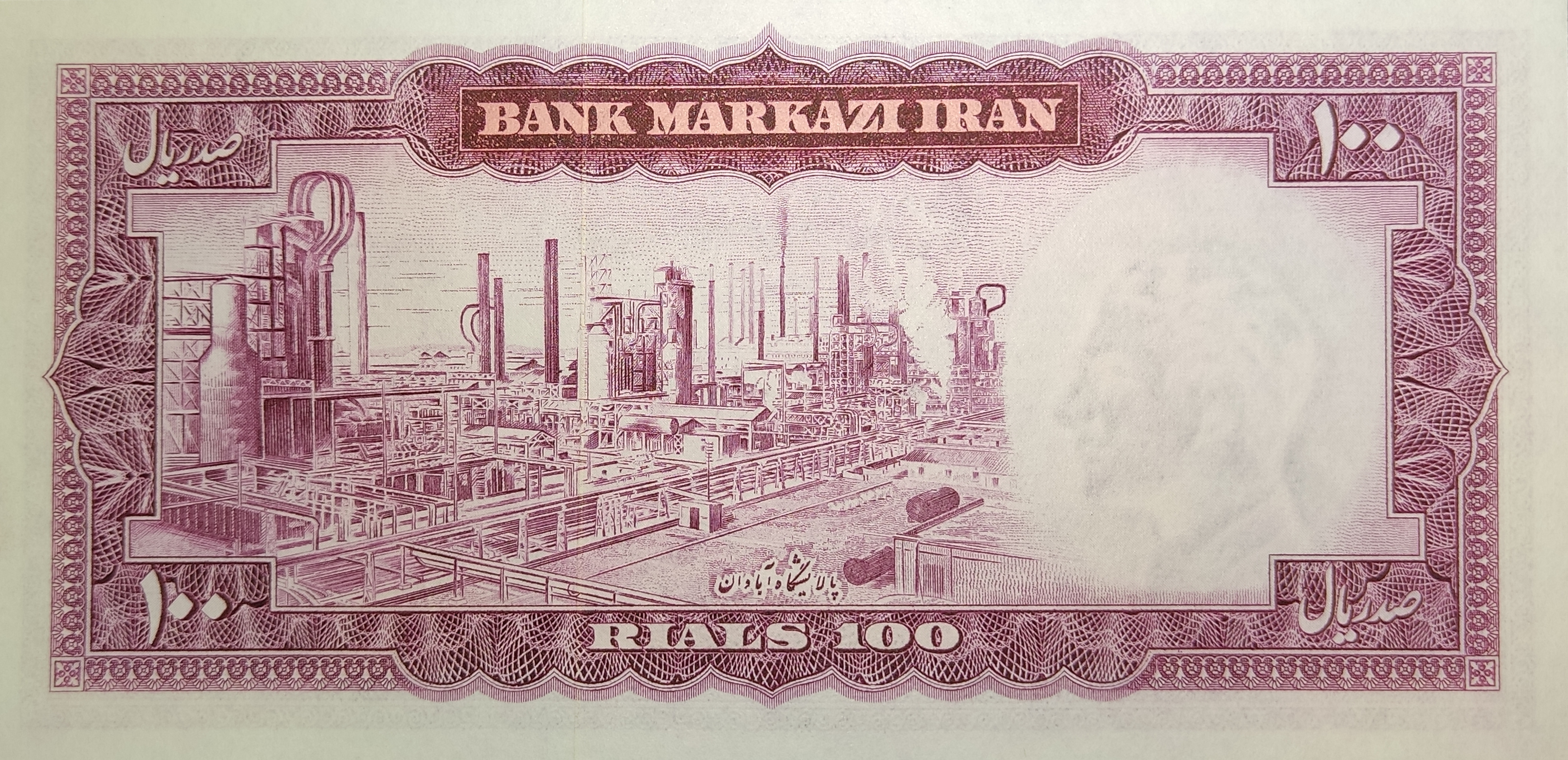
پالایشگاه آبادان
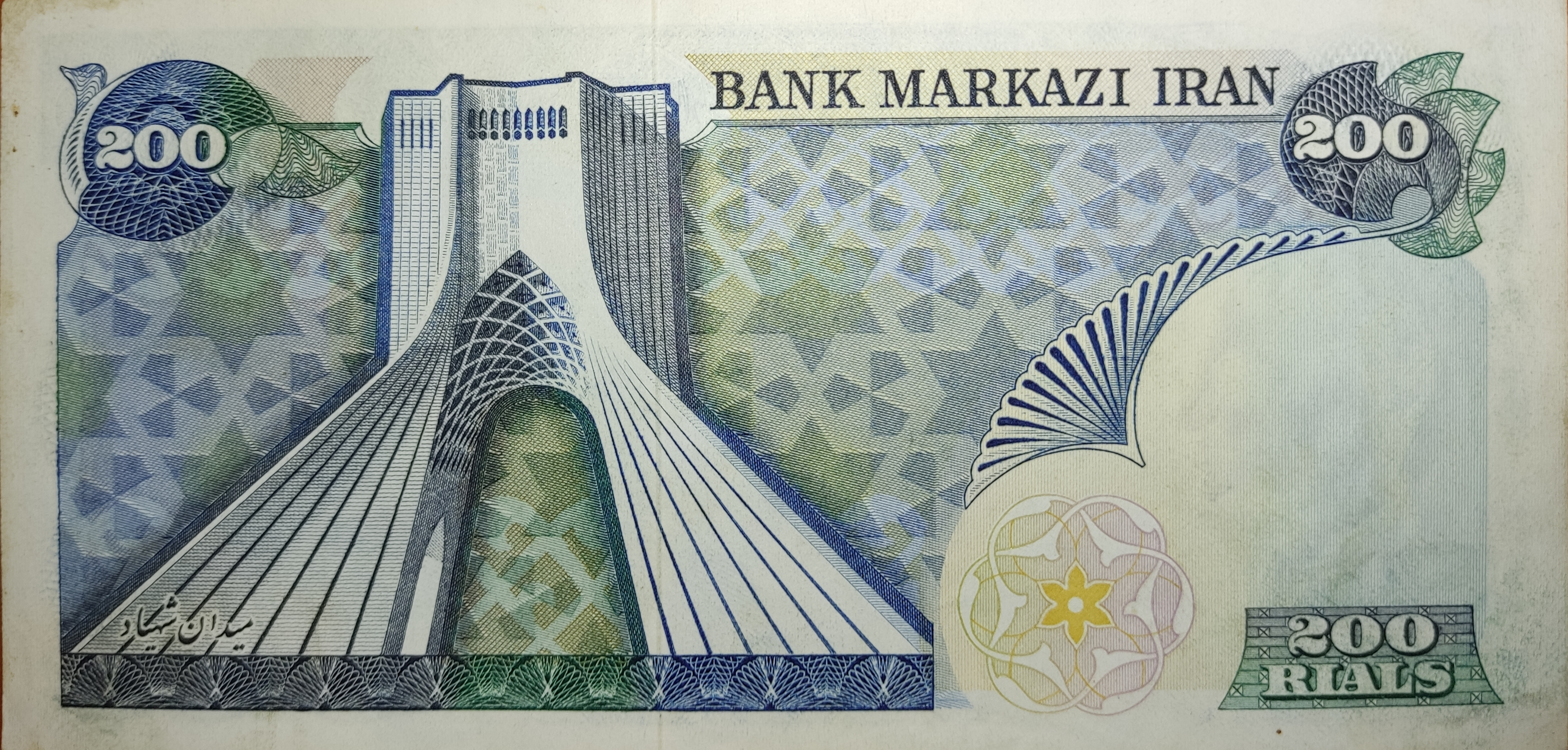
برج شهیاد
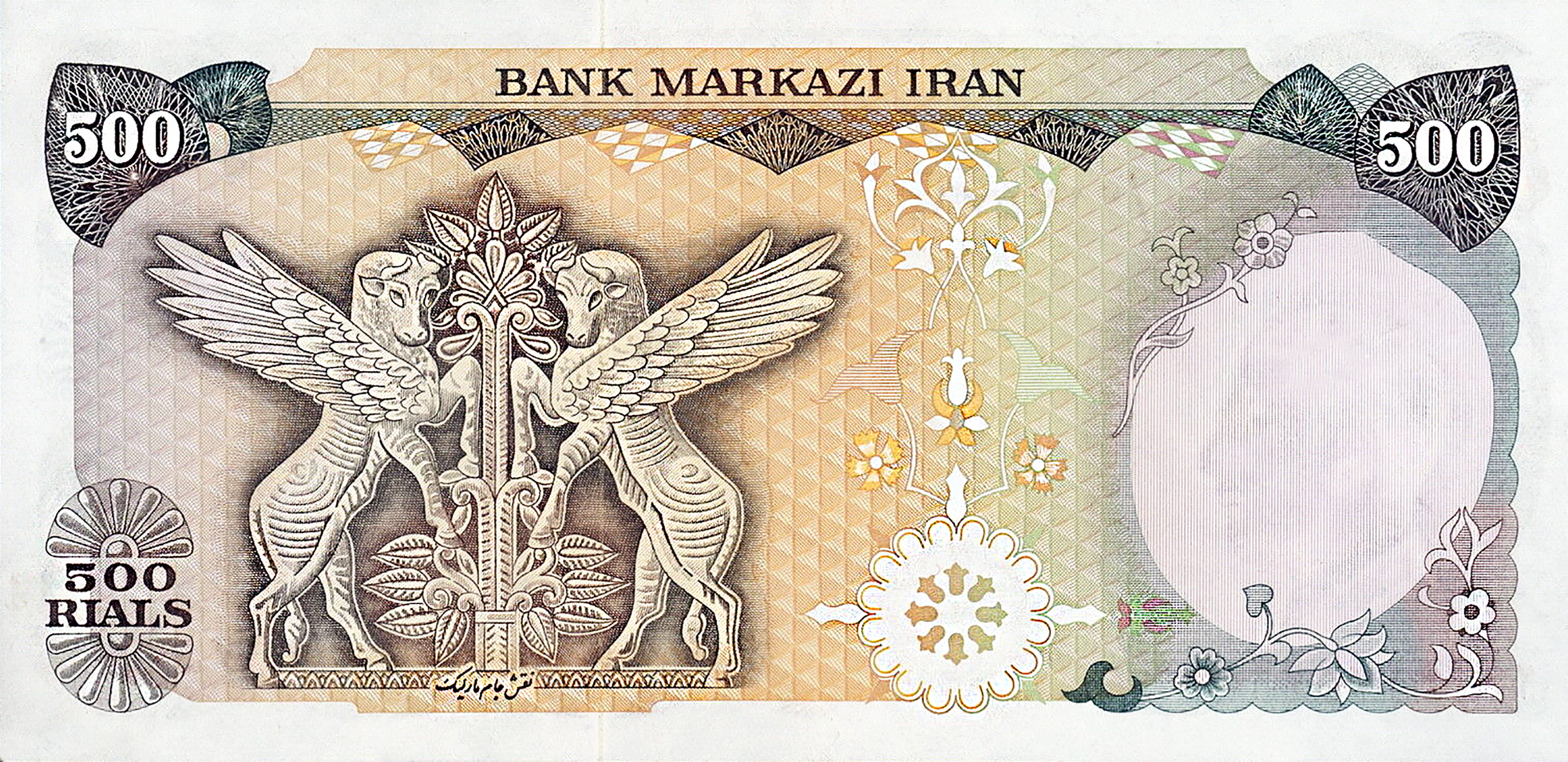
جام مارلیک
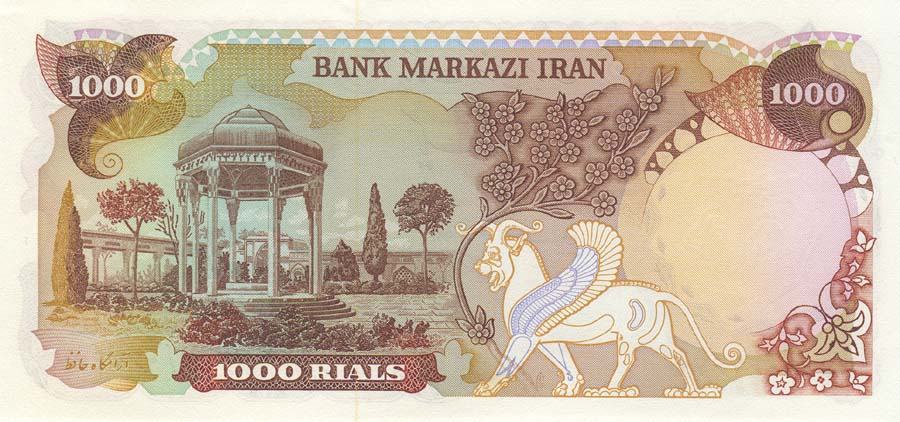
آرامگاه حافظ
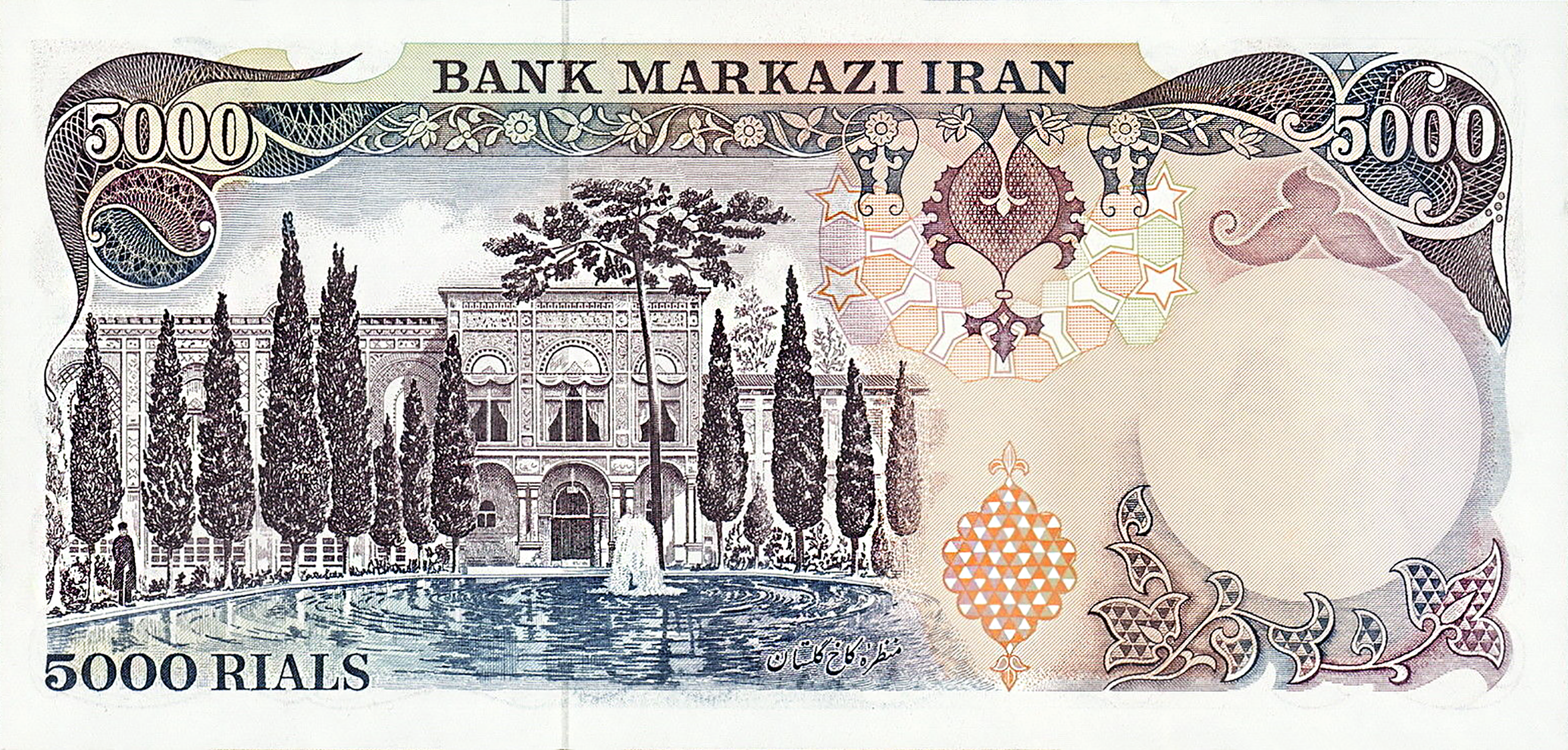
کاخ گلستان
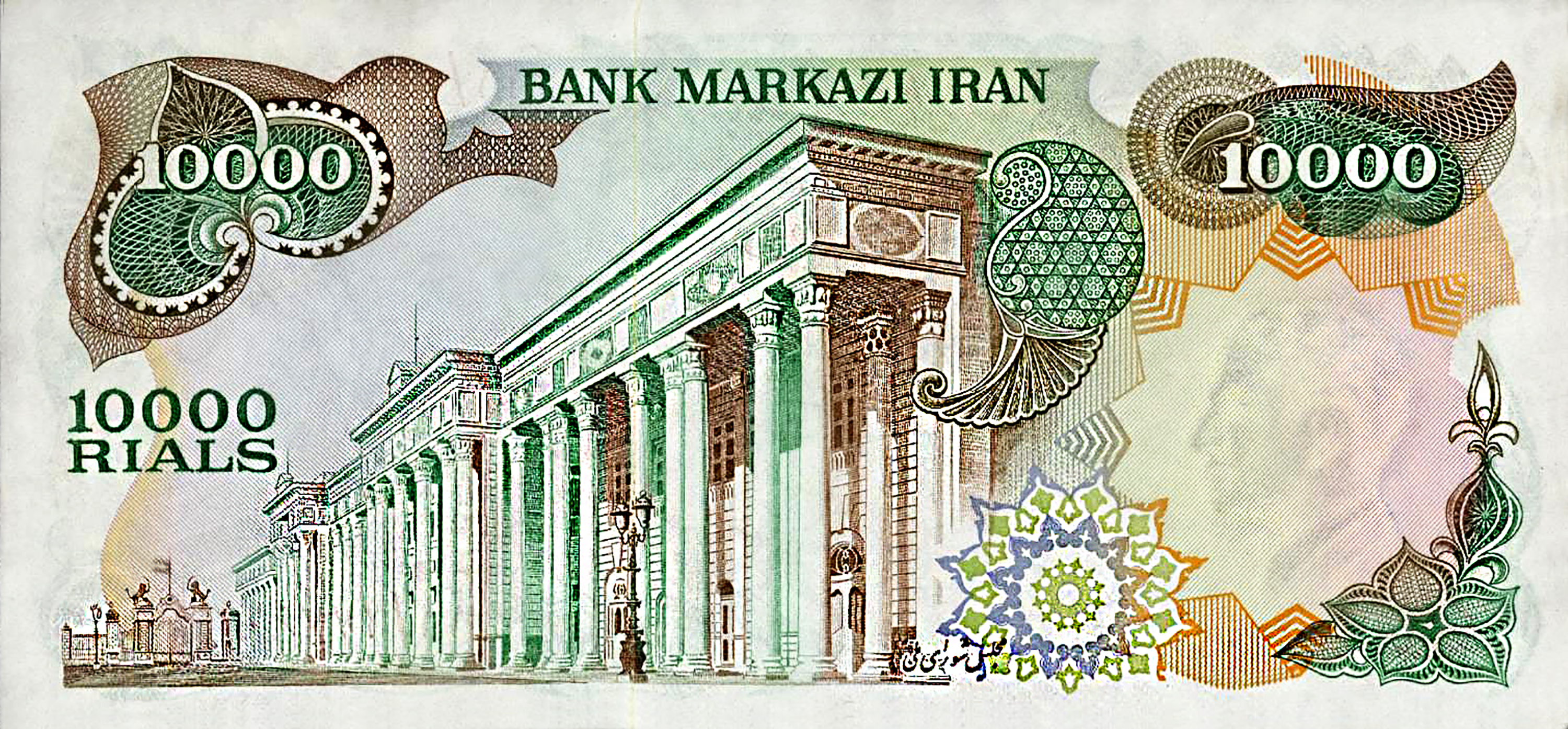
مجلس شورای ملی

### دوره جمهوری اسلامی
نمادهای بکار رفته بر روی پولهای رایج در دوره جمهوری اسلامی علاوه بر عکس رهبر جمهوری اسلامی و سید حسن مدرس از تصاویر مسجد الاقصی، قدس، کعبه، سر در دانشگاه تهران، آرامگاه سعدی، حرم امام رضا، میدان نقش جهان اصفهان، کوه دماوند، ماهواره امید، نماد انرژی هسته‌ای و … استفاده گردیده است.

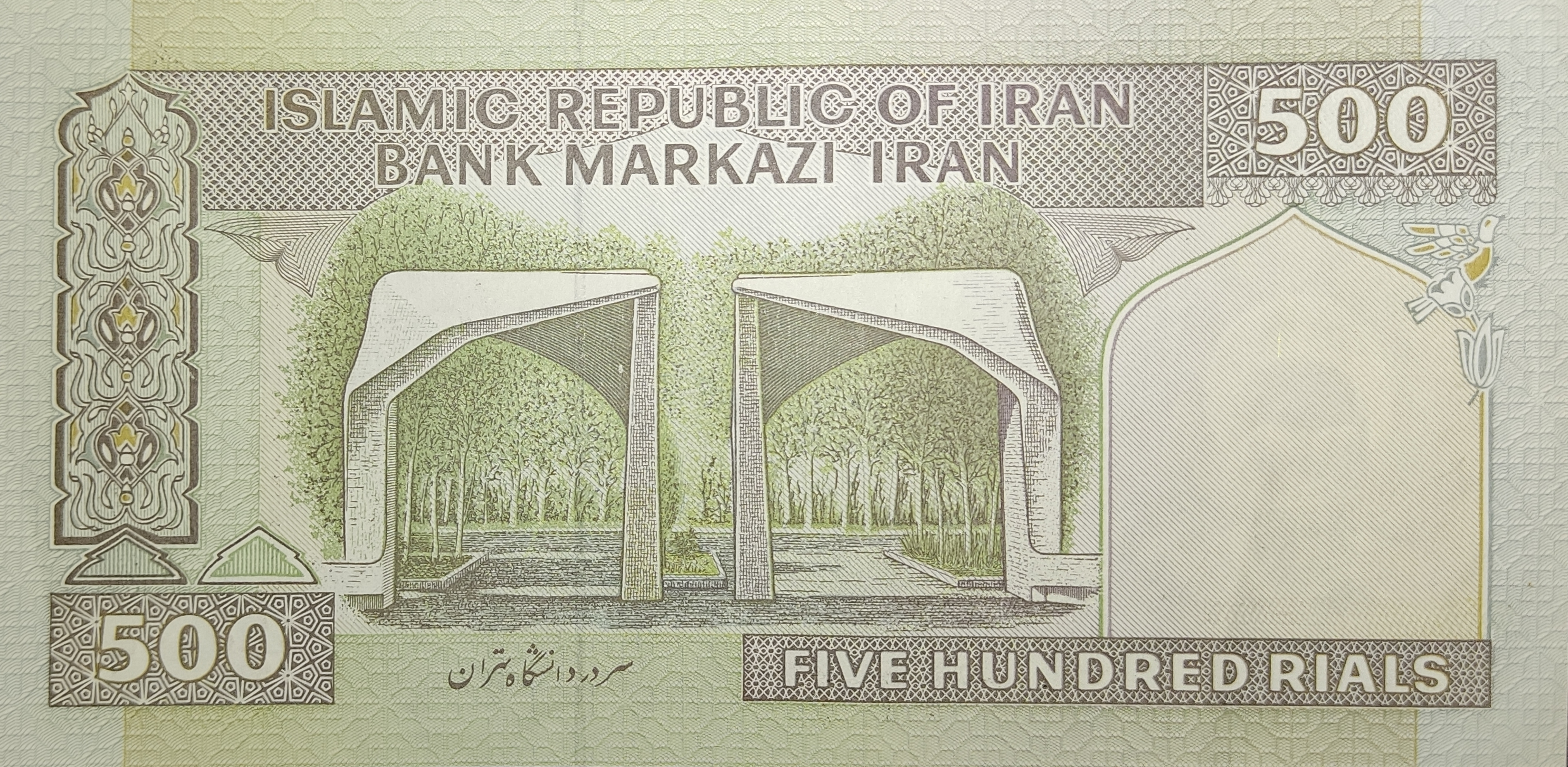
سردر دانشگاه تهران
گل و مرغ
سفالینه
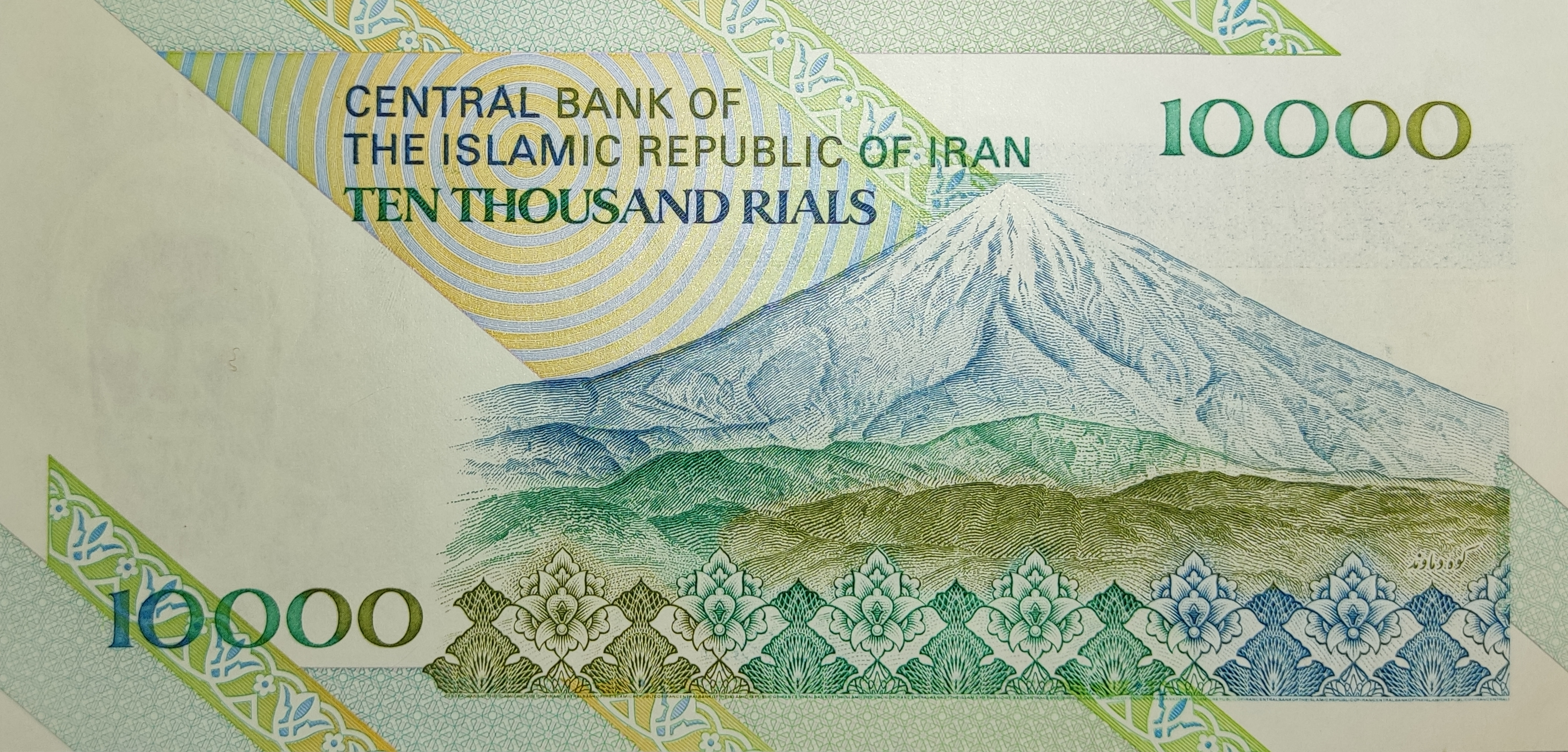
دماوند
میدان نقش جهان
سردر دانشگاه تهران
سعدیه